# Église Saint-Remy de Roberval
L'église Saint-Remy est une église catholique paroissiale située à Roberval, en France. Elle succède à une première chapelle attestée dès le IXe siècle. Sa silhouette est particulièrement caractéristique, avec sa tour austère au nord et sa succession de trois pignons de hauteur croissante : un pour le porche, un pour la nef et un pour le chœur. La nef non voûtée, de style gothique primitif, date de la fin du XIIe siècle, et représente la partie la plus ancienne conservée en élévation. Elle ne se signale que par son beau portail occidental à trois voussures et colonnettes à chapiteaux, dissimulé sous un porche du XVIe siècle. C'est de cette époque que datent les parties orientales de style gothique flamboyant, dont la particularité est le doublement du transept. Cette partie de l'église est austère à l'extérieur, mais élégante et lumineuse à l'intérieur, grâce à ses piliers ondulés et ses grandes fenêtres aux réseaux flamboyants. La verrière au chevet du croisillon sud comporte des vitraux Renaissance des alentours de 1538, qui sont classés au titre objet. L'édifice est inscrit au titre des monuments historiques par arrêté du 19 août 1933. Il est aujourd'hui rattaché à la paroisse Sainte-Maxence de Pont-Sainte-Maxence, et les messes dominicales sont célébrées le deuxième dimanche du mois à 9h30 en alternance avec Rhuis de septembre à juin.

## Localisation
L'église est située en France, en région Hauts-de-France et dans le département de l'Oise, dans le parc naturel régional Oise-Pays de France, à l'est de la forêt d'Halatte, dans le val du Rouanne, sur la commune de Roberval, dans l'ancien hameau de Noël-Saint-Remy, près du calvaire au milieu du carrefour central de ce hameau, à une altitude de 64,60 m. L'ensemble formé par ce hameau et l'ancien hameau de Roberval, autour de la place du château, est aujourd'hui considéré comme le village de Roberval. La façade occidentale donne sur la rue, dite cavée de l'Église. C'est la seule élévation qui est bien dégagée et bien mise en valeur. Au sud, un corps de ferme se rapproche de près de l'église, permettant à peine de passer devant le croisillon sud. Le chevet est dominé par un talus envahi par la végétation, et un terrain privé. L'élévation septentrionale donne sur un terrain boisé. Jean-Marc Popineau signale l'existence de la source sous l'église, visible dans une niche au début du mur méridional, et donnant naissance à un mince ruisseau d'environ un kilomètre de longueur, qui se déverse dans le Rouanne. Cette circonstance explique la forte humidité de l'édifice.

## Historique

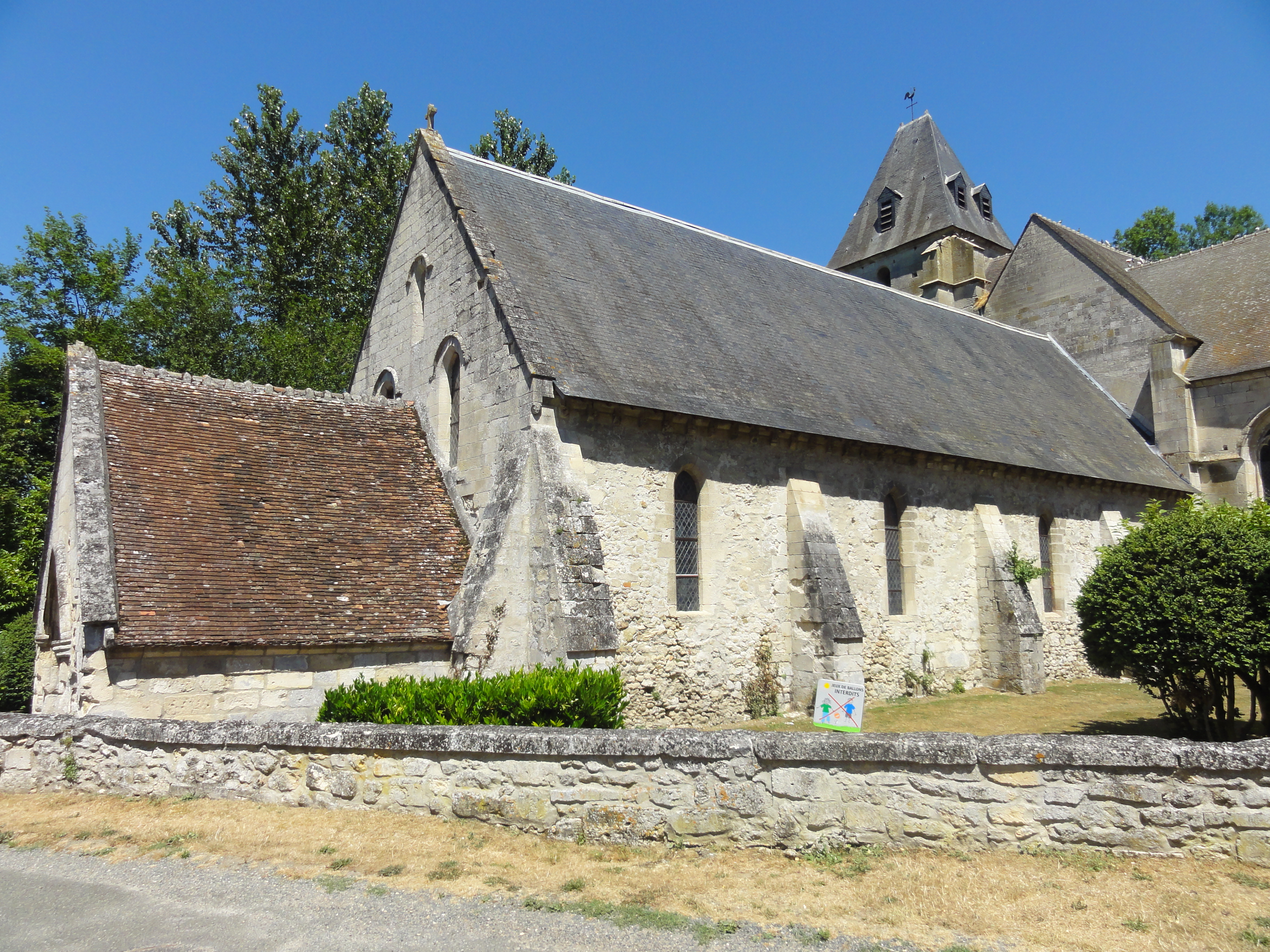
Vue depuis le sud.

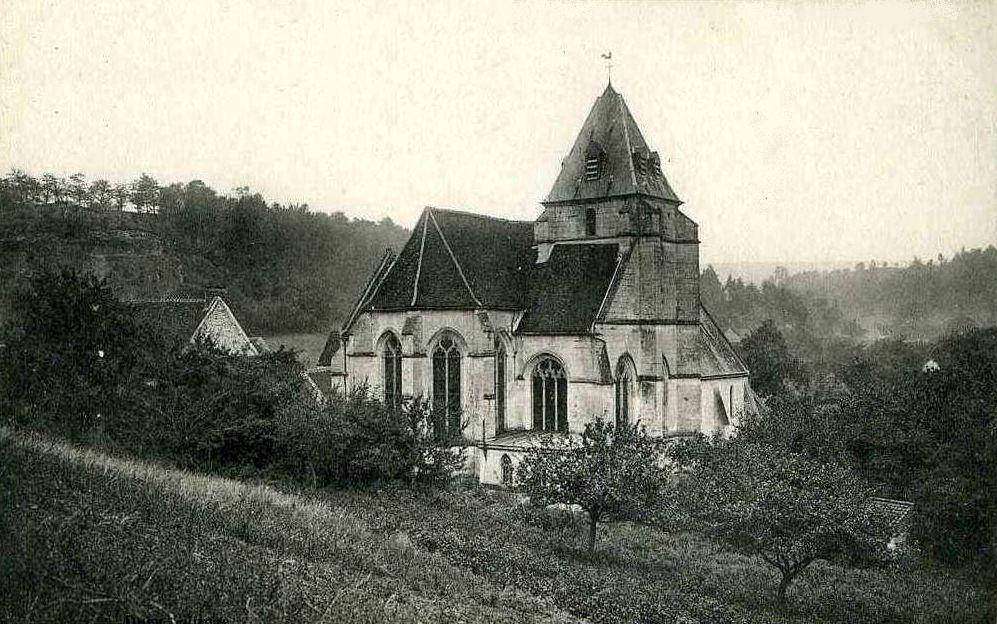
Vue depuis le nord-est ; début XXe.

Au IXe siècle, le territoire de l'actuelle commune de Roberval dépend de la paroisse de Noël-Saint-Martin (hameau de Villeneuve-sur-Verberie depuis sa réunion à cette commune par ordonnance du 31 mars 1825), doyenné de Béthisy, archidiaconé de La Rivière, diocèse de Soissons. Roberval se situe tout au contraire sur la conscription du doyenné de Pont-Sainte-Maxence, archidiaconé de Breteuil, diocèse de Beauvais. La limite entre les deux diocèses est matérialisée par le ruisseau du Rouanne. À l'époque carolingienne, avant 802, une première chapelle est construite au hameau de Noël-Saint-Remy, cœur de l'actuel village de Roberval. L'évêque de Beauvais la réclame naturellement pour son diocèse. Or, les paroissiens ayant jusque-là assisté au culte dans une église relevant de l'évêque de Soissons, ce dernier convoite également la chapelle. Un long procès opposant les deux évêques naît de ce différend, et il faut que le roi Charles le Chauve menace de détruire la chapelle en 872 pour qu'elle soit définitivement rattachée au diocèse de Beauvais. Ce procès est l'objet de la première mention écrite connue de l'église de Roberval. Ses murs devaient être en torchis et son toit en chaume, comme souvent à l'époque carolingienne. Il n'en reste évidemment aucun vestige, mais plusieurs sarcophages de cette époque ont été retrouvés lors de fouilles archéologiques en 1982.
En 1096, le comte de Senlis donne l'église de Roberval au prieuré Saint-Martin-des-Champs, à Paris. Cette donation s'inscrit sans doute dans le mouvement de restitution de biens ecclésiastiques usurpés, encouragé par la réforme grégorienne. Une nouvelle église romane est construite par la suite. En témoignent encore les blocs sculptés ou moulurés réemployés pour les parements intérieurs des parties hautes du clocher actuel. Il s'agit de quatre bases de colonnettes, trois impostes à billettes, un imposte d'angle, quatre chapiteaux à grosses volutes, un chapiteau à petites volutes qui correspond à un type existant en quarante-deux exemplaires sur le clocher de Rhuis, deux chapiteaux à volutes d'angle, un chapiteau à chevrons, cinq claveaux et une dizaine de pierres de la pyramide du clocher. Leur analyse stylistique a permis à Dominique Vermand d'établir que le clocher roman de Roberval devait être l'œuvre du même atelier que ses homologues de Noël-Saint-Martin, Pontpoint, de Rhuis, et peut-être Saint-Pierre de Senlis (tour nord). Contrairement à ce qu'avance Jean-Marc Popineau, les figures grotesques ou « marmousets » sur les culs-de-lampe de la piscine liturgique du croisillon sud ne sont pas des pièces de réemploi provenant de l'église romane, mais homogènes avec le reste de la piscine, et emblématiques de son style gothique flamboyant. C'est apparemment aussi l'avis de Dominique Vermand, qui ne fait pas état de vestiges romans à l'intérieur de l'église. La confusion entre la sculpture romane et flamboyante est fréquente chez les historiens locaux. La tête sculptée sur le pignon d'un bâtiment de la ferme du Fond-Maillet n'est pas non plus romane, et le bénitier à l'entrée de la nef ne l'est pas non plus. Son décor d'arcatures en plein cintre en bas-relief évoque une œuvre rustique de la Renaissance.

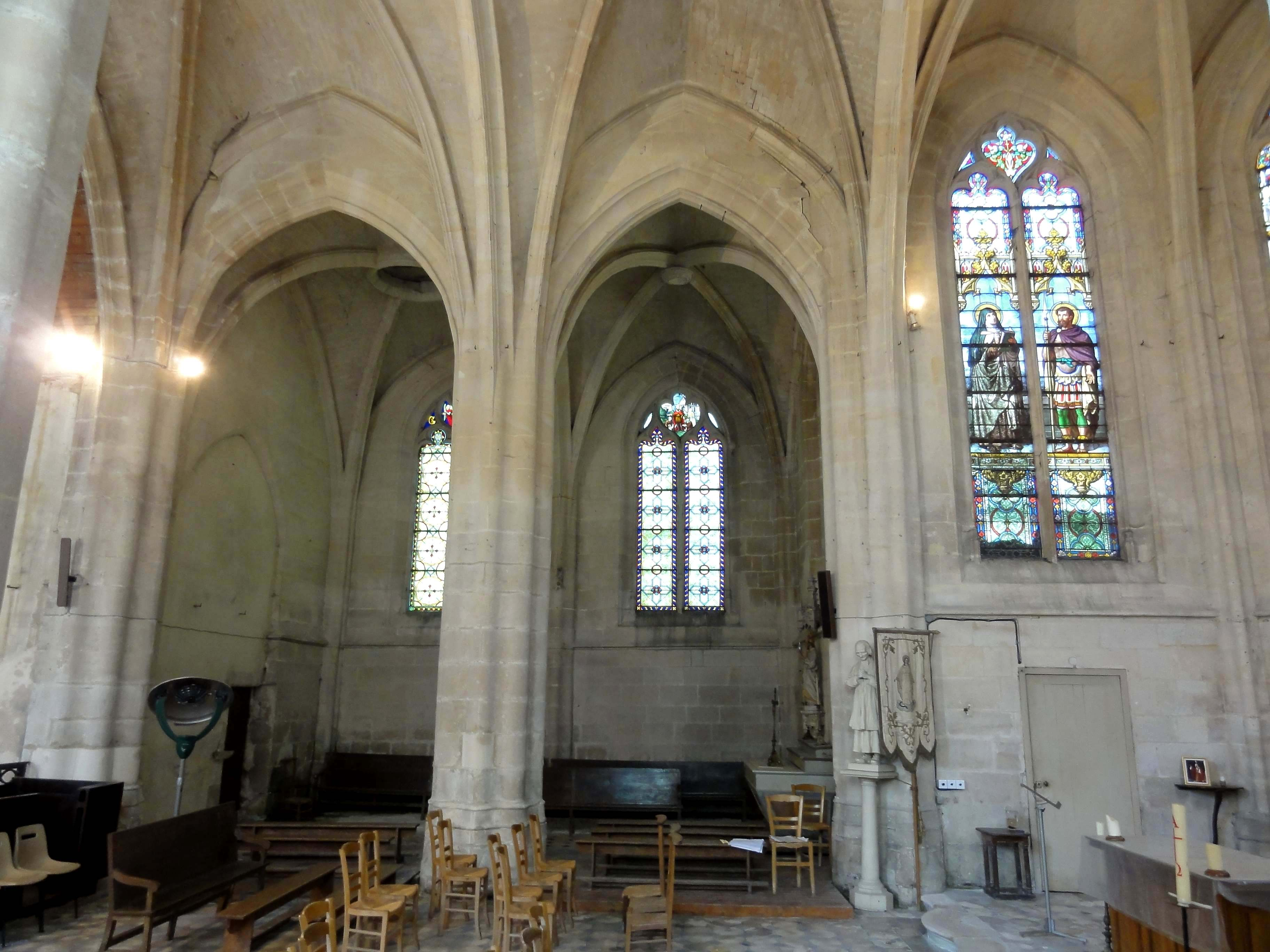
Transept et abside, élévation nord.

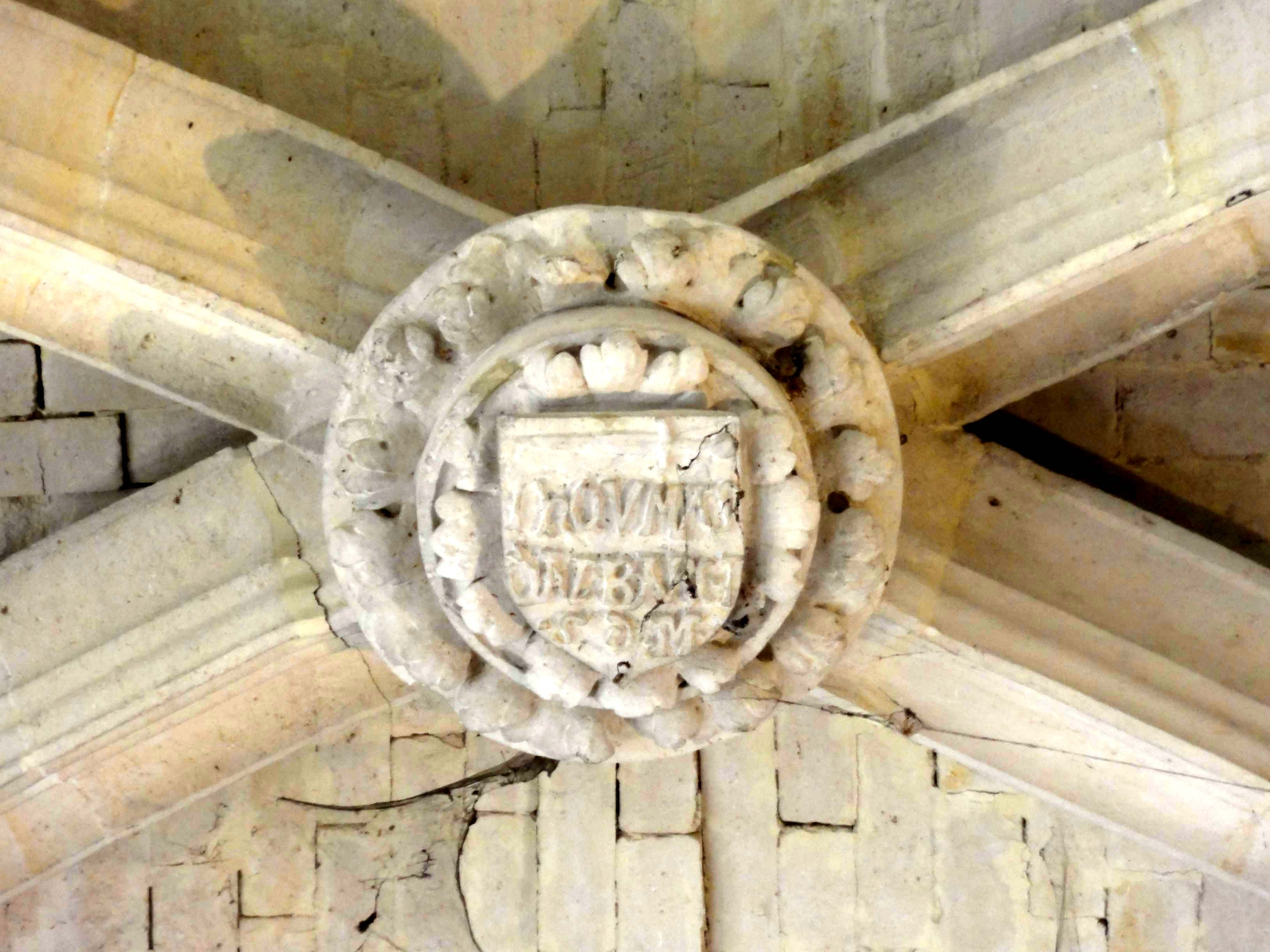
Transept, clé de voûte de la 1re travée - « THOVMAS d'ALBARET SdM ».

La nef est remplacée par la construction actuelle à la fin du XIIe siècle, alors que le premier seigneur de Roberval, Radulphus de Roberti Valle, est mentionné dans les textes en 1171 et que la population est en progression nette. Ensuite, l'église demeure globalement inchangée pendant quatre siècles et demi. Au second quart du XVIe siècle, le chœur et le clocher du XIe siècle sont démolis, et le double transept, le clocher et l'abside actuels sont édifiés sous le seigneur protestant Jean-François de La Rocque de Roberval. Le nom de Thomaus [sic] d'Albaret suivi des lettres SdM qui figure sur l'écusson de la clé de voûte de la première travée du transept devrait correspondre au nom de l'architecte. D'après Eugène Müller, la principale verrière qui subsiste de cette époque, illustrant la vie de la Vierge Marie, daterait des alentours de 1538. Les verrières n'étant pas montées avant l'achèvement du gros-œuvre, l'on peut donc conclure que l'église est terminée vers cette date. Toujours au cours du XVIe siècle, le sol de la nef est exhaussé, et un porche est ajouté devant le portail occidental. Les bases des colonnettes du portail de la fin du XIIe siècle sont noyées dans le sol, et le tympan du portail est supprimé pour que les fidèles puissent passer sans encombre.
Sous la Révolution française, la nef est fortement endommagée, ainsi qu'une grande partie des vitraux. En 1818, d'après le sous-préfet, « l'église est dans un tel état de délabrement qu'elle fait craindre pour sa chute prochaine ». En 1827, la paroisse de Rhuis est réunie à celle de Roberval,. Une grande campagne de restauration est lancée en 1866, et s'échelonne sur dix-huit ans. La nef est munie d'une nouvelle charpente en carène renversée ; les tuiles du toit cèdent la place à de l'ardoise ; le dallage du sol est refait ; et le mur gouttereau nord de la nef est entièrement rebâti, en ne conservant que la corniche de modillons sculptés. Grâce aux dédommagements que la commune touche à l'issue de la guerre franco-prussienne de 1870, la couverture du clocher et du croisillon nord est refaite en 1872. Les lambris du chœur et tous les vitraux, sauf la verrière de la Vie de la Vierge, sont déposés en 1874, et de nouveaux vitraux néo-gothiques sont installés. La sacristie est reconstruite en 1876, et le cimetière est transféré à son emplacement actuel sur la route du Fond-Maillet. La verrière de la Vie de la Vierge est restaurée pour une première fois en 1880. Pour finir, un nouvel  autel est consacré en 1884,. L'édifice est inscrit au titre des monuments historiques par arrêté du 19 août 1933. Le dernier curé de Roberval est l'abbé Le Goffic, installé en 1920, et décédé en 1957. La paroisse de Roberval et Rhuis est alors rattachée à celle de Pontpoint et Fleurines. Elle perd son indépendance en 1996, quand les quarante-cinq paroisses actuelles sont définies, et quand la paroisse de Pontpoint et Fleurines est incorporé dans la paroisse Sainte-Maxence de Pont-Sainte-Maxence. Pontpoint n'a plus de prêtre résident depuis 2003. Les messes dominicales sont actuellement célébrées le deuxième dimanche du mois à 9h30 en alternance avec Rhuis de septembre à juin, ce qui donne environ cinq messes par an.

## Description

### Aperçu général

Plan de l'église.

L'église se compose d'une nef non voûtée de quatre travées dépourvue de bas-côtés ; d'un double transept voûté d'ogives, et d'une abside à pans coupés, également voûtée d'ogives. Les deux fois deux croisillons de chaque côté du vaisseau central peuvent aussi être considérés comme collatéraux du chœur. Ils sont pratiquement portés à la même hauteur que le vaisseau central. La première travée du collatéral nord sert de base au clocher. Un porche précédant le portail occidental de la nef. Une tourelle d'escalier ronde flanque l'angle sud-ouest du transept, et la sacristie occupe l'angle entre collatéral nord et abside. L'on accède à l'église par le portail occidental, ou par des petites portes à l'ouest des croisillons. De l'ouest vers l'est, l'église présente trois pignons successifs de hauteur croissante : un pour le porche, un pour la nef et un pour le vaisseau central du chœur. À l'est du clocher, le collatéral nord est couvert par un toit en appentis s'appuyant contre le clocher, avec un demi-pignon au nord, alors que les deux travées du collatéral sud possèdent un pignon commun au sud, et sont donc recouverts par un toit perpendiculaire à l'axe de l'édifice.

### Extérieur

#### Façade occidentale et élévations latérales de la nef

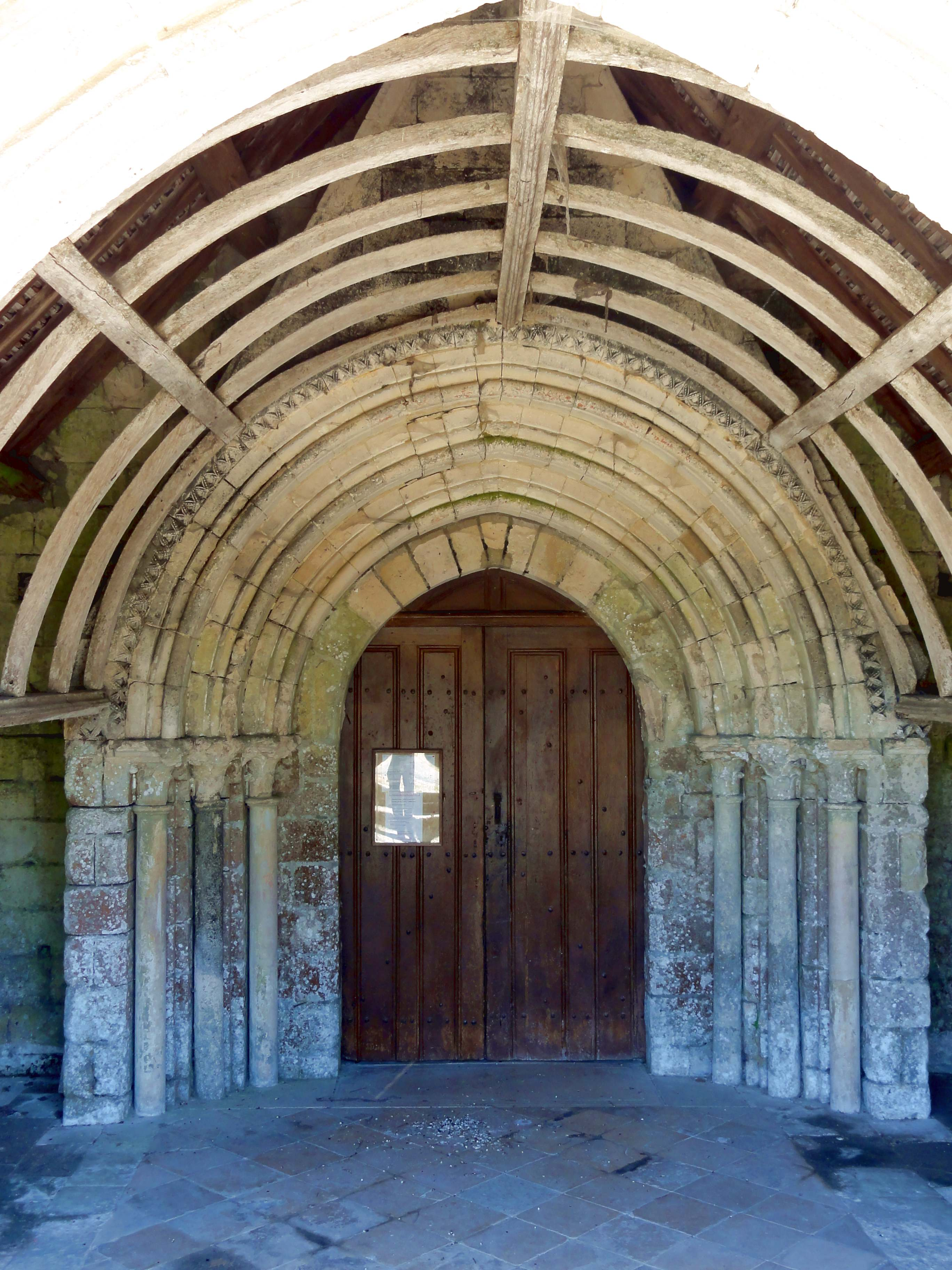
Portail occidental.

La façade de la fin du XIIe siècle est bâtie en pierre de taille, et précédée d'un porche du XVIe siècle en parfaite harmonie avec la silhouette de l'église, qui a toutefois pour inconvénient de ne pas mettre en valeur le portail. Au-dessus du porche, le mur haut de la nef est ajouré par deux fenêtres en plein cintre surmontées d'un simple bandeau doublement biseauté en forme de sourcil, ainsi que par une troisième fenêtre plus petite, mais sinon identique, située plus haut au centre du pignon. Ce dernier est sommé d'une petite croix en antéfixe. Sous le porche, qui surprend par sa largeur, le gâble extrêmement aigu du portail est dissimulé par la charpente. Le décor du portail fait entièrement saillie devant le mur, au lieu d'être pris dans son épaisseur. Déjà en arc brisé et non plus en plein cintre, il s'ouvre sous une triple archivolte torique, qui s'accompagne d'un cordon de fleurs de violettes, très finement sculptées. La retombée des voussures s'effectue sur les tailloirs carrés de chapiteaux sculptés de crochets ou de petites feuilles, dont le style indique la fin du XIIe siècle. Ces chapiteaux reposent sur des colonnettes en délit, logées dans les ressauts successifs du mur. Comme déjà signalé, les bases des colonnes disparaissent sous le dallage du porche, bien que ce dernier soit déjà situé en dessous du niveau de la rue. Le niveau du sol a nécessité la suppression du tympan du portail.
La pierre de taille n'a été employée que pour la façade, les murs gouttereaux étant bâtis en simples moellons noyés dans un mortier. Les murs sont épaulés par des contreforts très saillants, mais qui ne comportent qu'une partie verticale très courte, pour s'amortir par de longs glacis très pentus, qui n'atteignent pas tout à fait le sommet des murs. Quatre fenêtres allongées en arc brisé sont percés dans chacun des deux murs. Leur pourtour est appareillé en pierre de taille, mais elles sont sinon dépourvues de toute ornementation. Les murs gouttereaux se terminent par des corniches de modillons sculptés de motifs divers : masques, fer de cheval, poisson, fleur de violettes, étoiles à quatre branches, billettes, motifs abstraits et moulures diverses. Certains modillons ont apparemment été refaits. Au nord, la date de 1866 se lit sur le dernier modillon, près du transept.

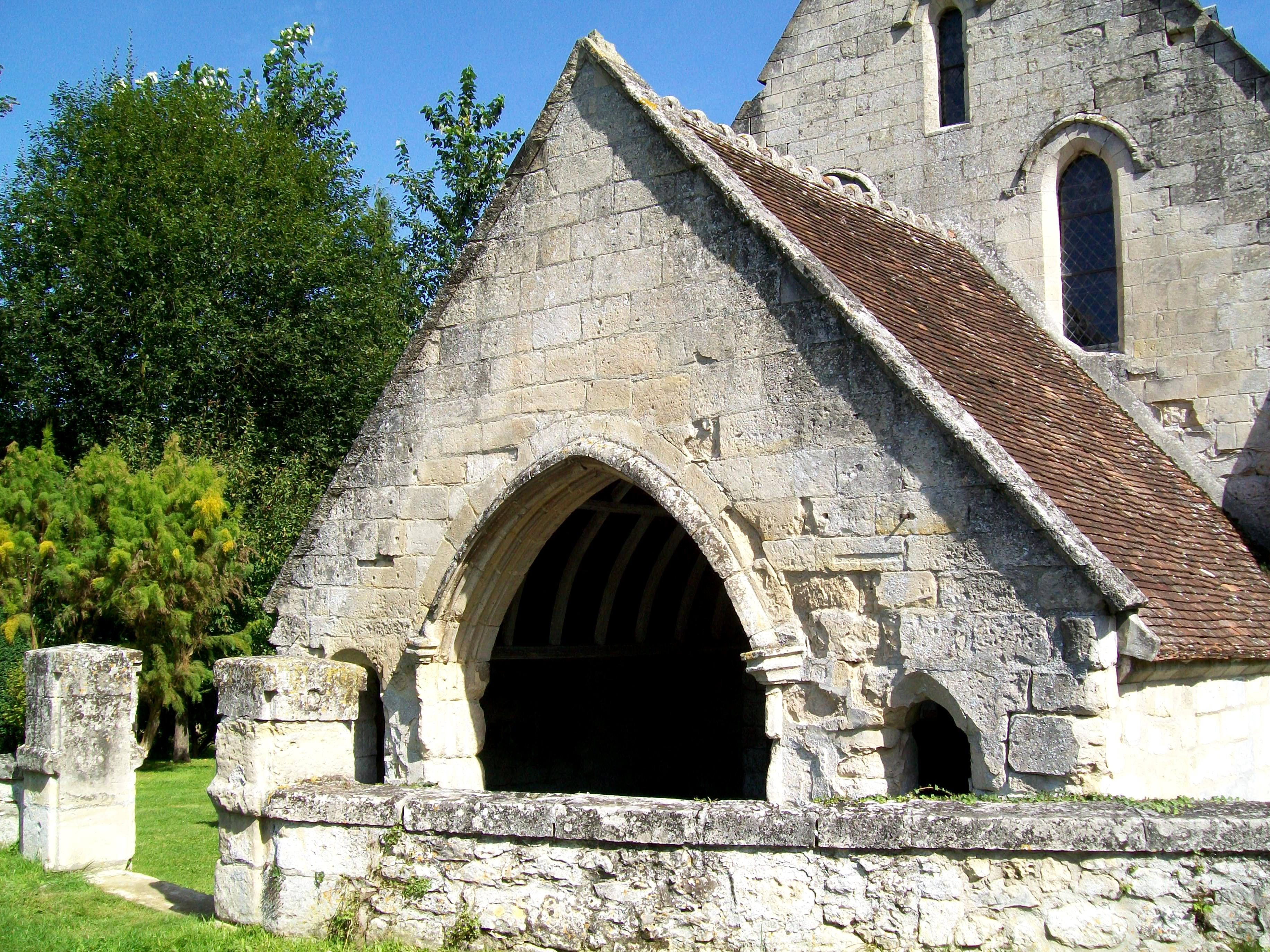
Le porche du XVIe siècle.
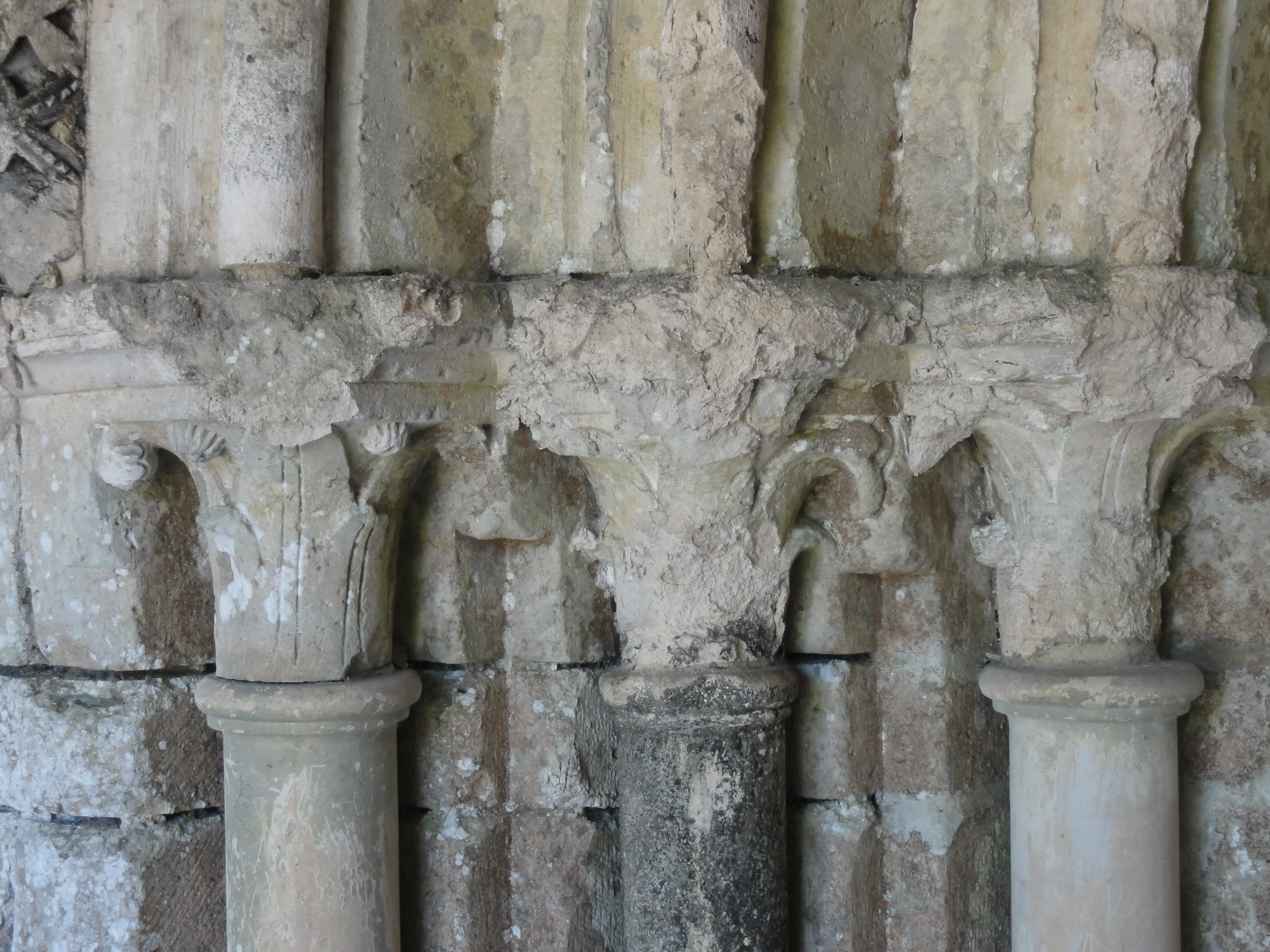
Chapiteaux du portail.
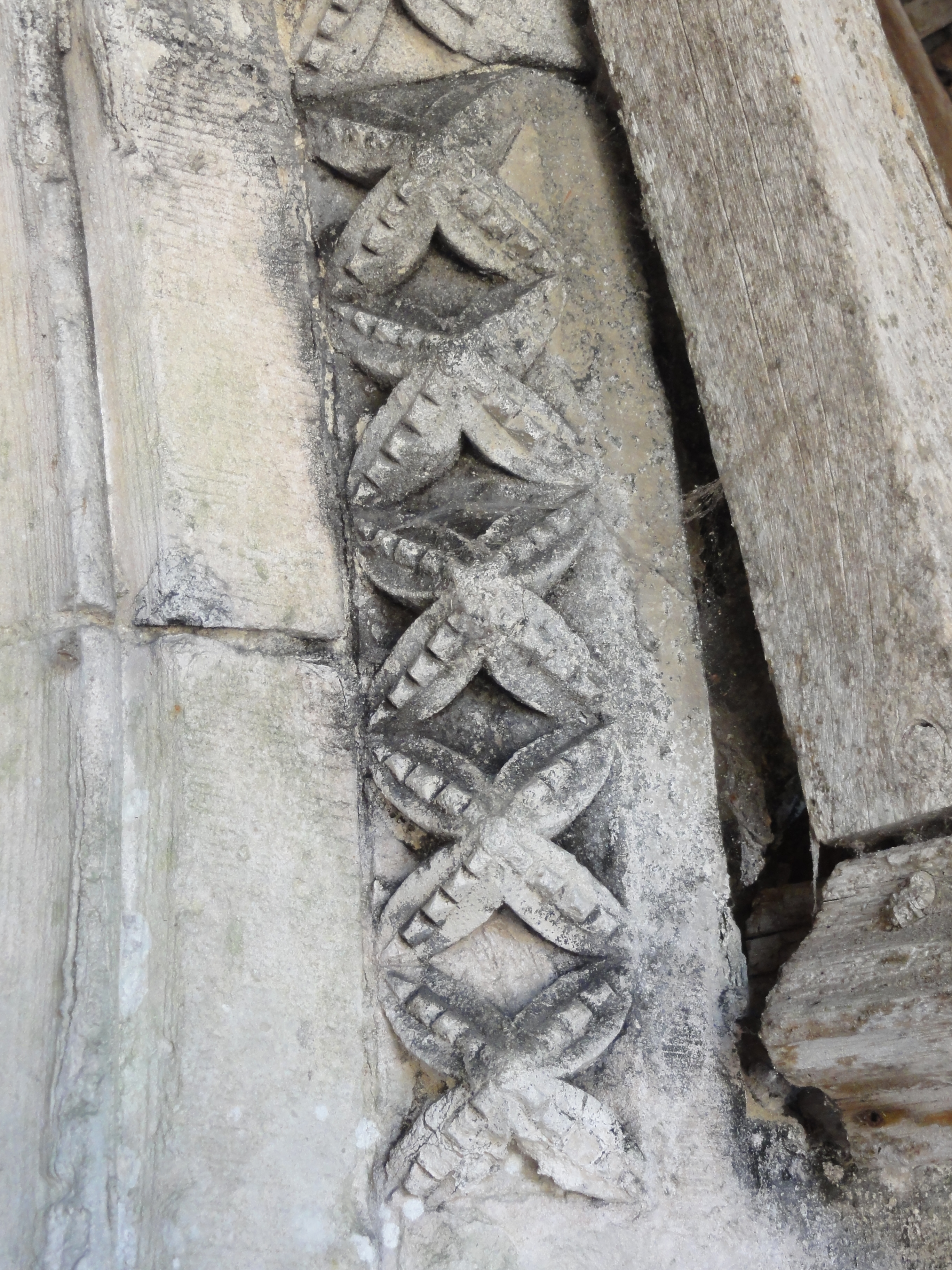
Fleurs de violette.
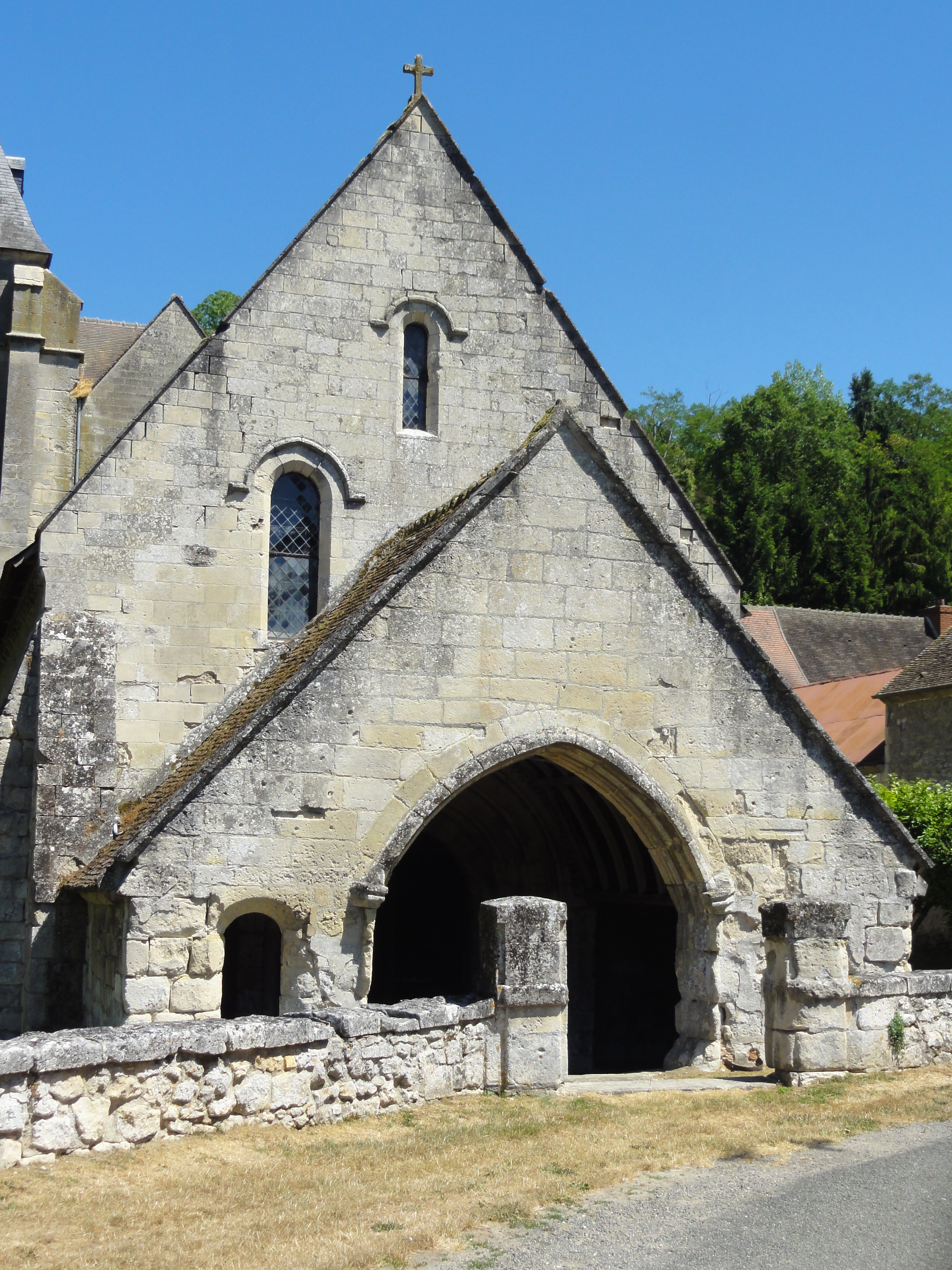
Façade occidentale.
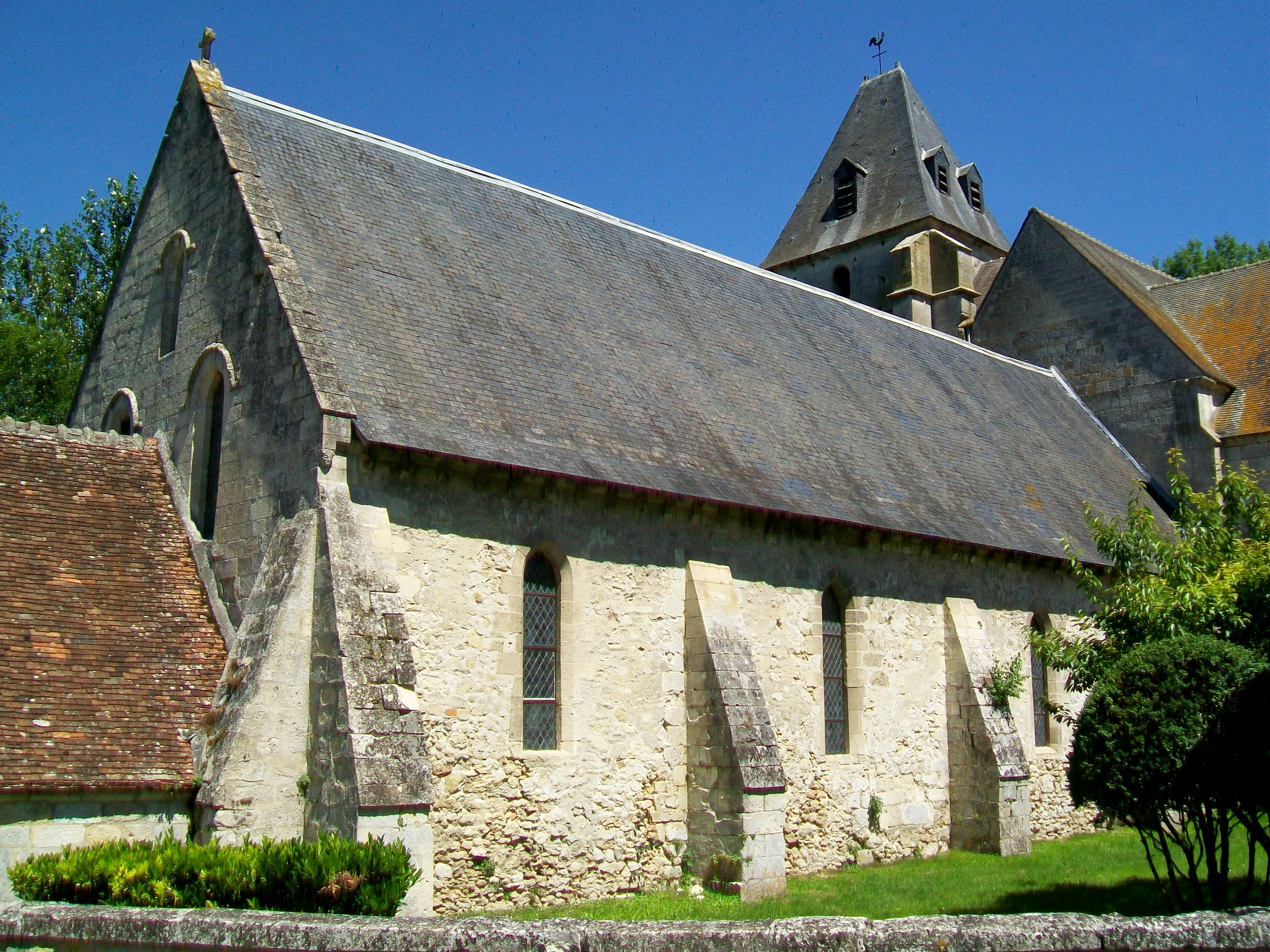
Néf, élévation sud.
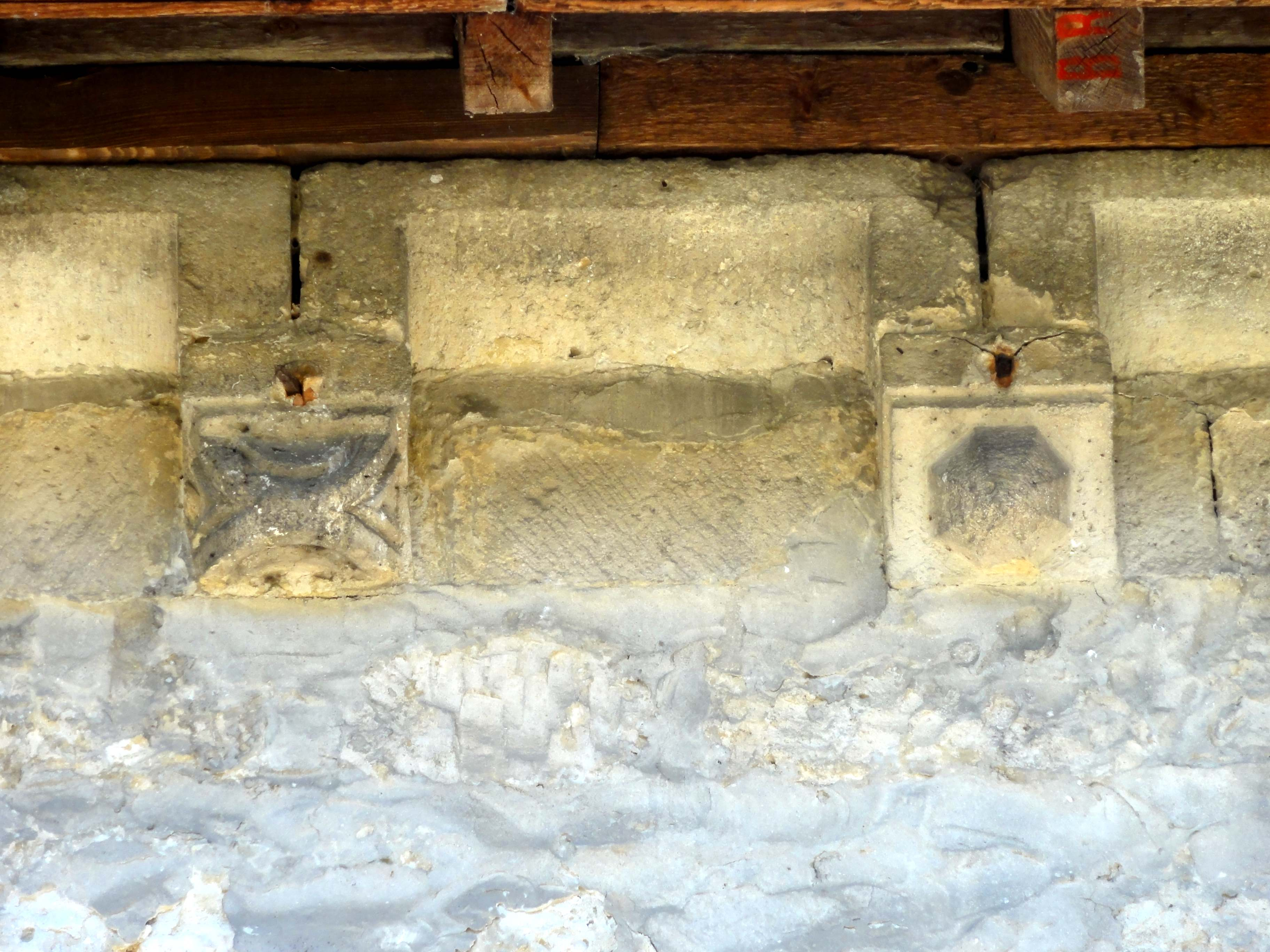
Modillons de la corniche.

#### Parties orientales et clocher

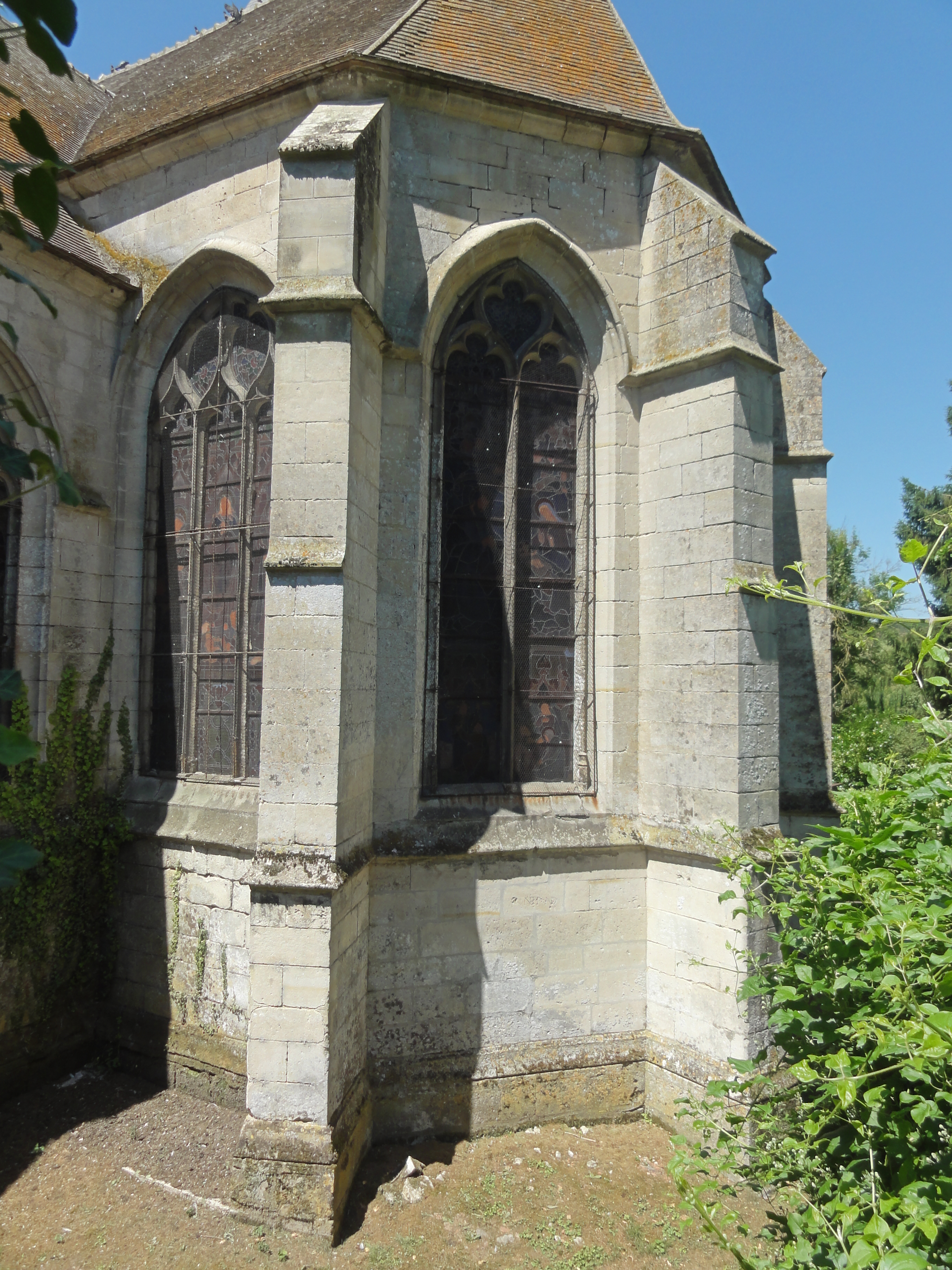
Abside, côté sud-est.

Le transept et l'abside du XVIe siècle sont entièrement appareillés en pierre de taille, mais particulièrement austères, ce qui n'est pas rare à la période flamboyante. Seuls les réseaux flamboyants des nombreuses fenêtres égaient les murs. La limite du soubassement est soulignée par une plinthe moulurée, assez proche du sol. Comme à l'intérieur, un larmier en profil de doucine court tout autour à la limite des allèges. Les fenêtres prennent appui sur ce larmier. Toujours comme à l'intérieur, elles sont entourées d'une gorge et d'une fine moulure concave, et les meneaux présentent une modénature chanfreinée. Certaines bases n'ont pas été sculptées. Un bandeau mouluré, qui n'existe pas à l'intérieur, surmonte chacune des baies. Il se poursuit latéralement sur les murs au niveau des impostes, et passe également tout autour, y compris sur les contreforts. Ceux-ci sont scandés par les larmiers déjà signalés, ainsi que par un troisième larmier sur les contreforts de l'abside, et s'amortissent par un glacis formant larmier. Aux angles des croisillons, les contreforts obliques annoncent l'approche du milieu du XVIe siècle ; quelques années plus tôt, deux contreforts orthogonaux par angle étaient encore de rigueur. La corniche est très sommaire. Les pignons, délimités inférieurement par un larmier, présentent quelques trous de boulin. La petite porte rectangulaire dans le mur occidental du croisillon sud n'est pas décorée. L'on note qu'une nouvelle nef a déjà été amorcée par un contrefort au sud de l'arcade à l'entrée du transept, en retour d'équerre avec le mur occidental du croisillon sud. Il n'y a cependant pas de pierres d'attente, et le pignon occidental du transept n'a rien de provisoire.
Le clocher s'élève au-dessus de la première travée du croisillon nord, qui n'est donc pas visible depuis l'ouest. De ce côté, la tour se caractérise par une silhouette trapue, et elle est dépourvue d'ouvertures jusqu'à l'étage de beffroi. Les murs sont seulement animés par trois niveaux de larmiers peu prononcés, qui courent tout autour en incluant les contreforts. Une grande arcade en tiers-point bouchée, que l'on aperçoit également depuis l'intérieur, témoigne du projet d'élever un bas-côté au nord de la nef. Une porte rectangulaire est ménagée dans le mur en blocage qui bouche l'arcade. En regardant depuis le nord, l'aspect est tout à fait différent, mais le clocher paraît encore moins imposant. Il fait corps avec le demi-pignon du croisillon nord, et son rez-de-chaussée est ajouré par une baie en tiers-point au remplage flamboyant, analogue aux baies de l'abside. Le court étage de beffroi dépasse à peine en hauteur le pignon occidental du chœur, et n'est ajouré que par une unique baie en plein cintre par face. Cet étage a tout d'un étage intermédiaire précédant un étage de beffroi autrement abouti, et donne à penser que la tour est restée inachevée. En effet, des lucarnes abat-son sont intégrées dans le toit à la hache couvert d'ardoise, ce qui souligne que la structure du beffroi dépasse le niveau du dernier étage. Deux contreforts orthogonaux épaulent le clocher aux angles sud-ouest, sud-est, et nord-est, où il est engagé dans le croisillon nord. À l'angle nord-ouest resté libre, l'on ne trouve qu'un unique contrefort placé en biais, conformément à la disposition retenue pour tous les angles du transept. Tous ces contreforts s'amortissent par un simple glacis.

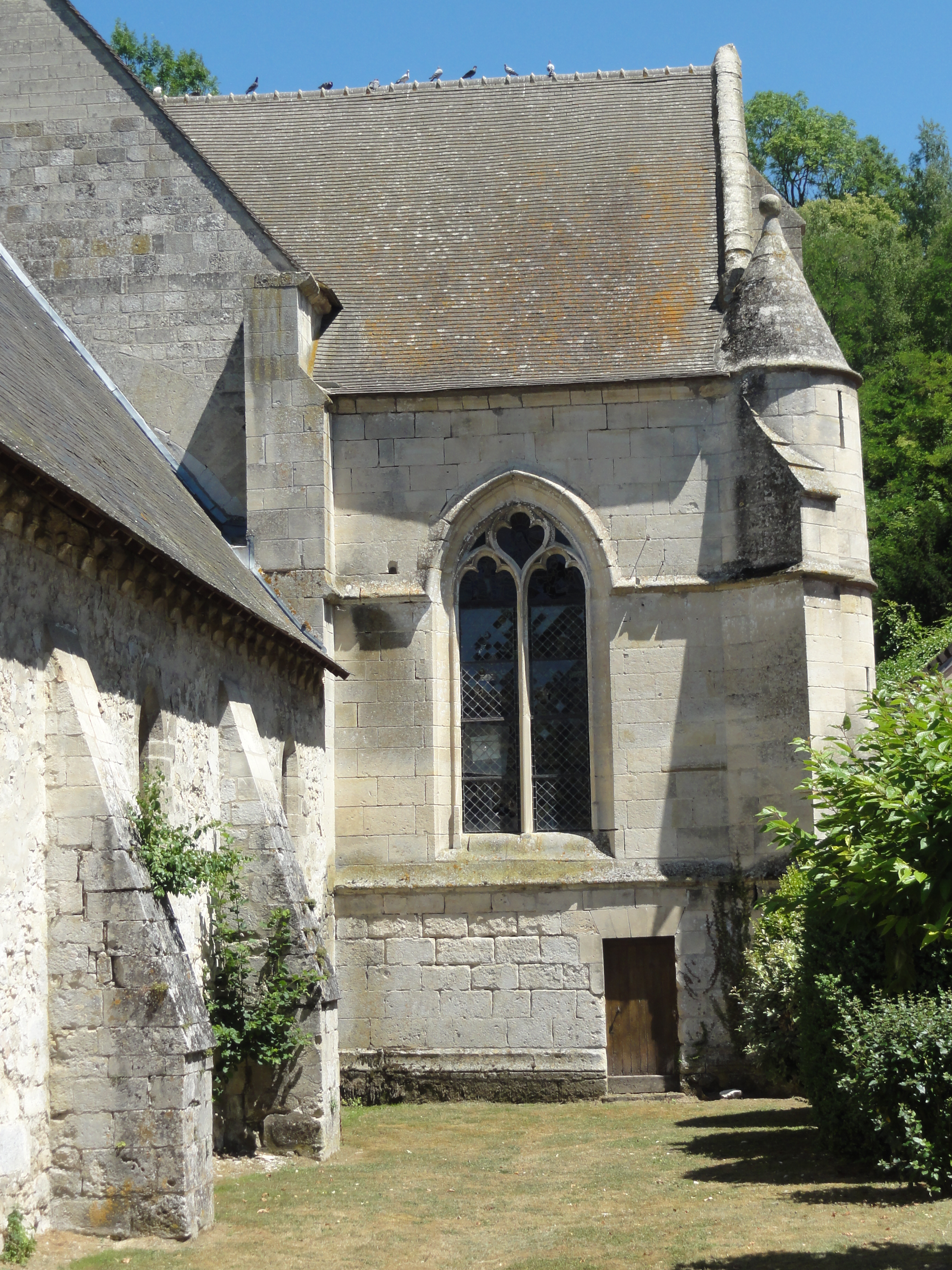
Croisillon sud, côté ouest.
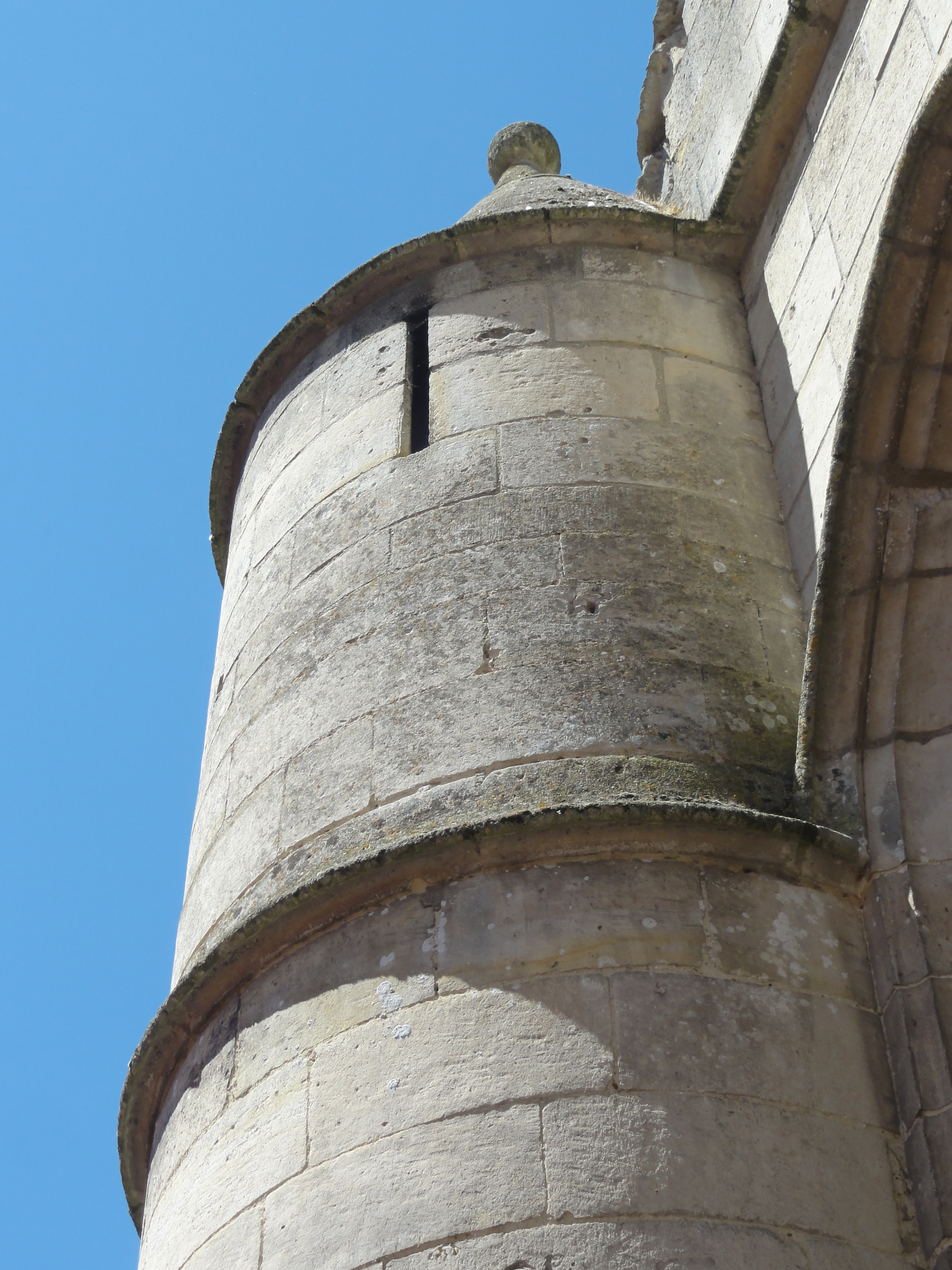
Tourelle d'escalier.
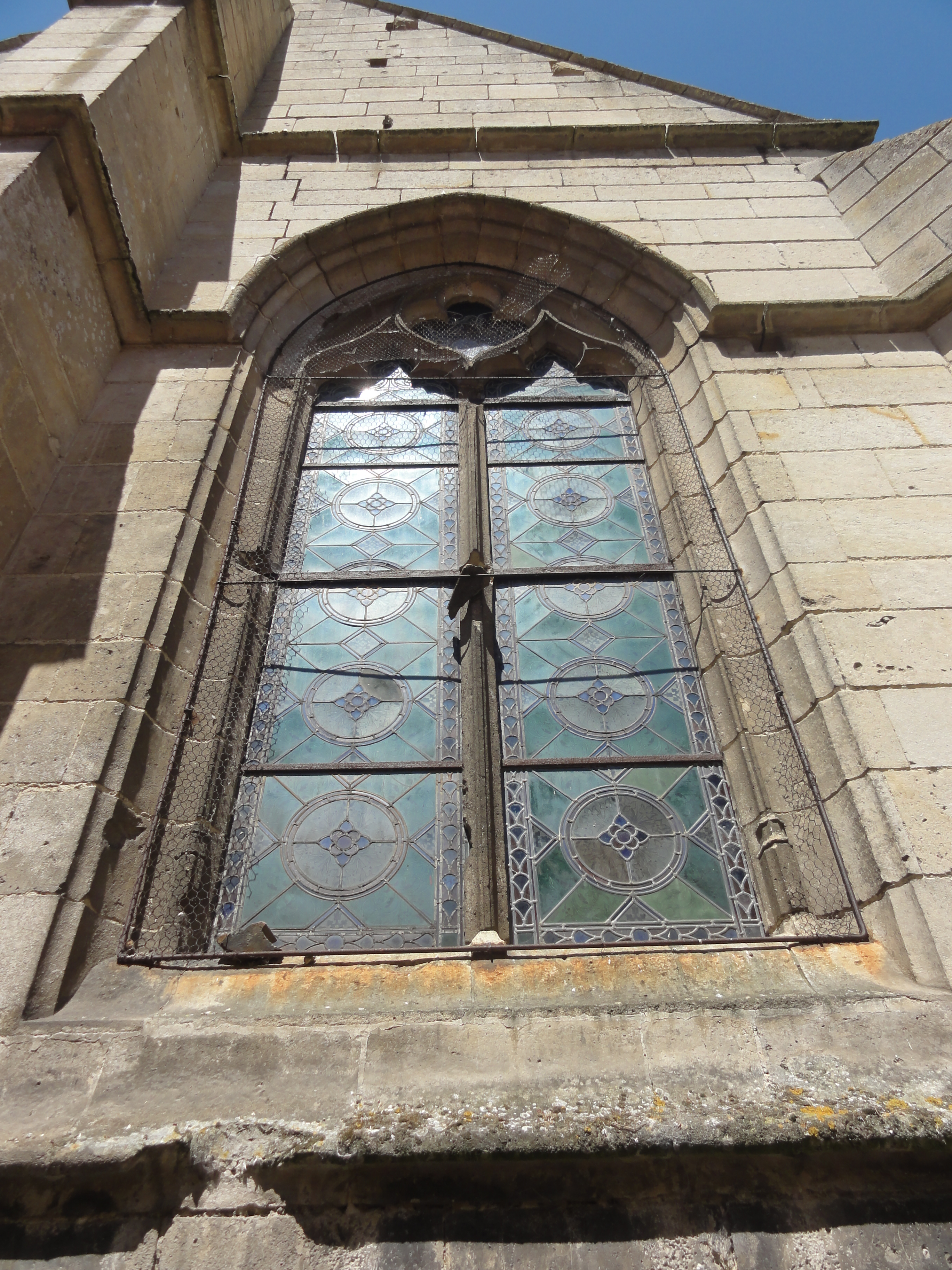
Croisillon sud, baie sud.
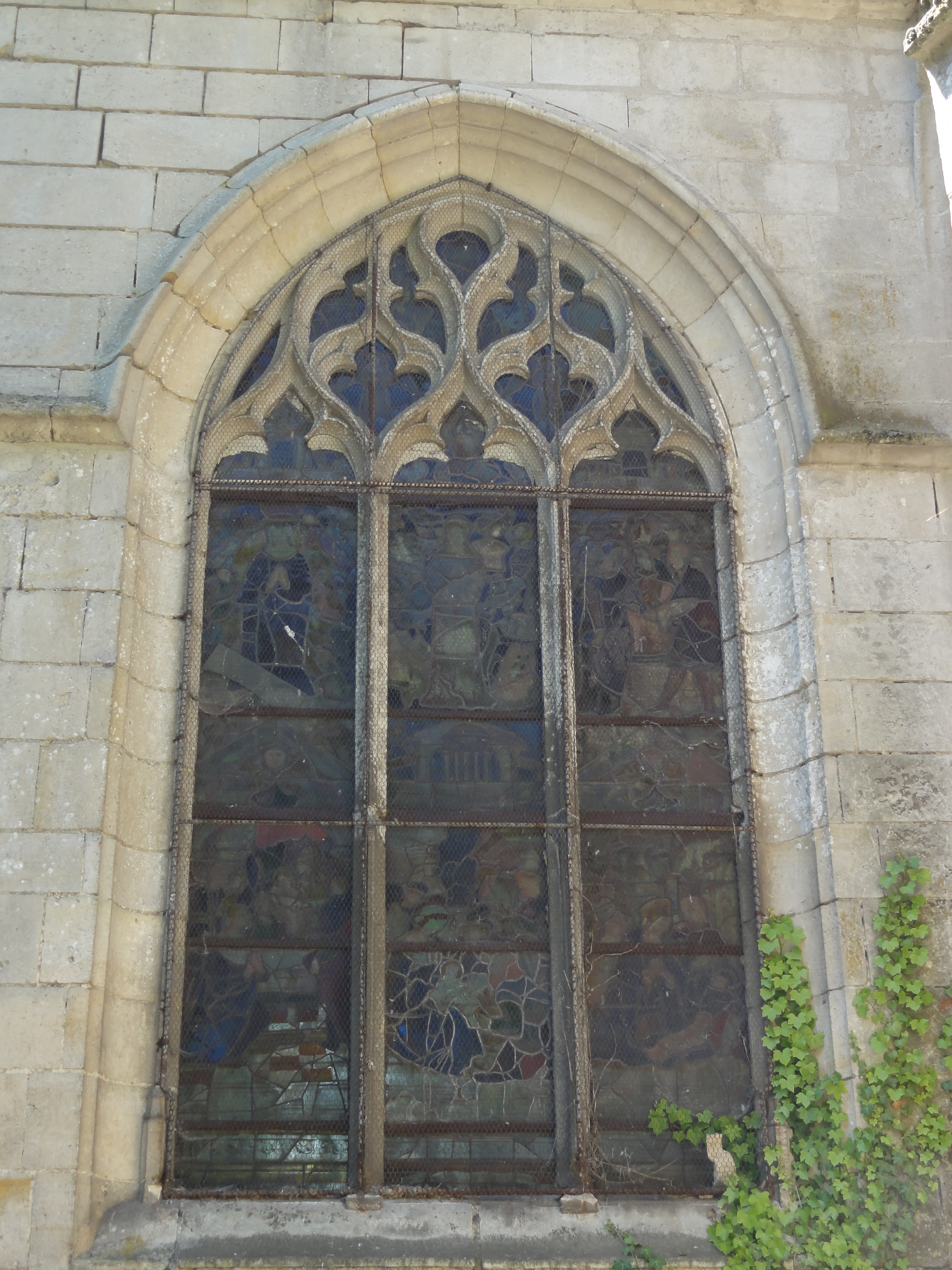
Croisillon sud, baie est.
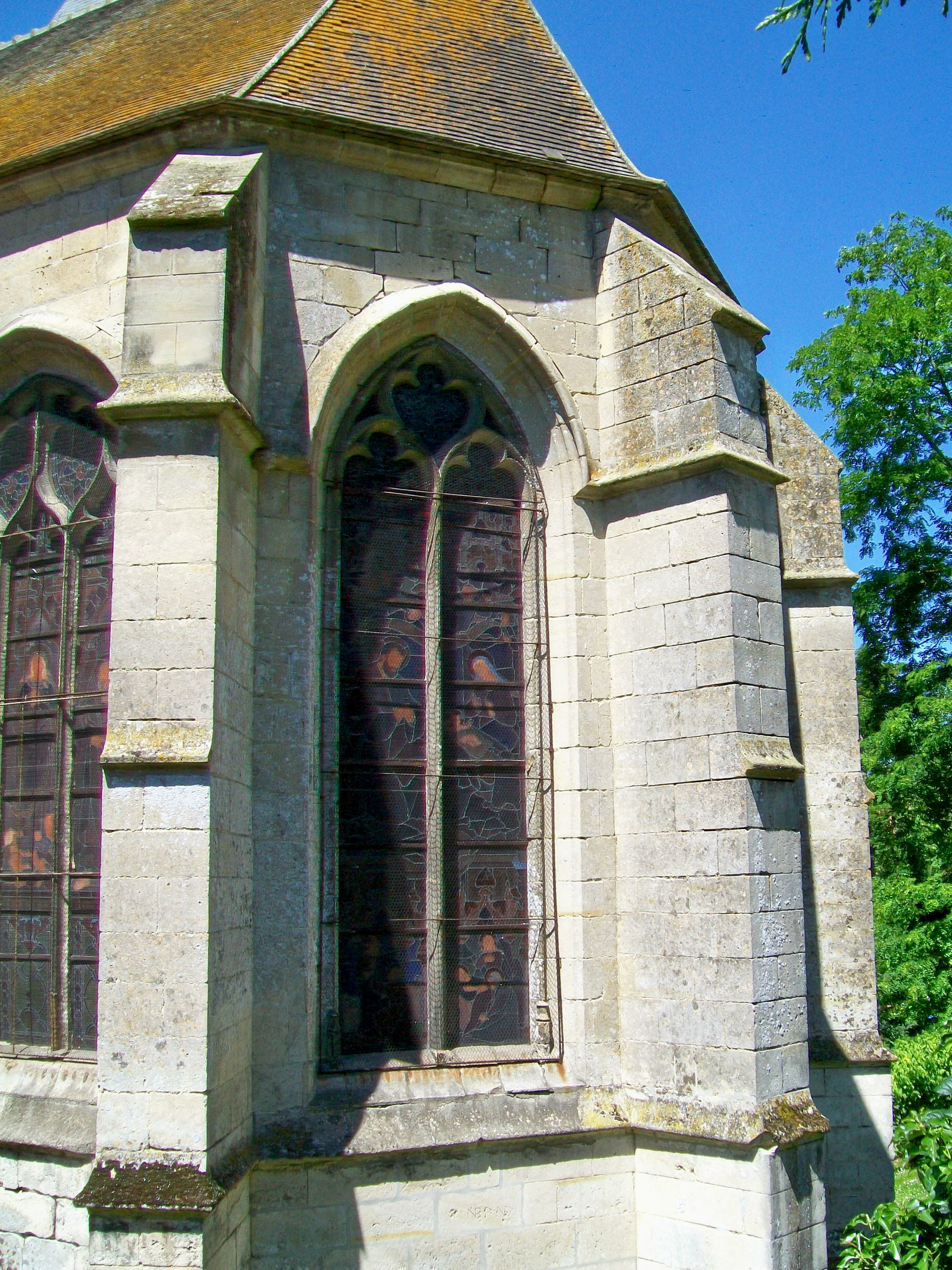
Abside, pan sud-est.
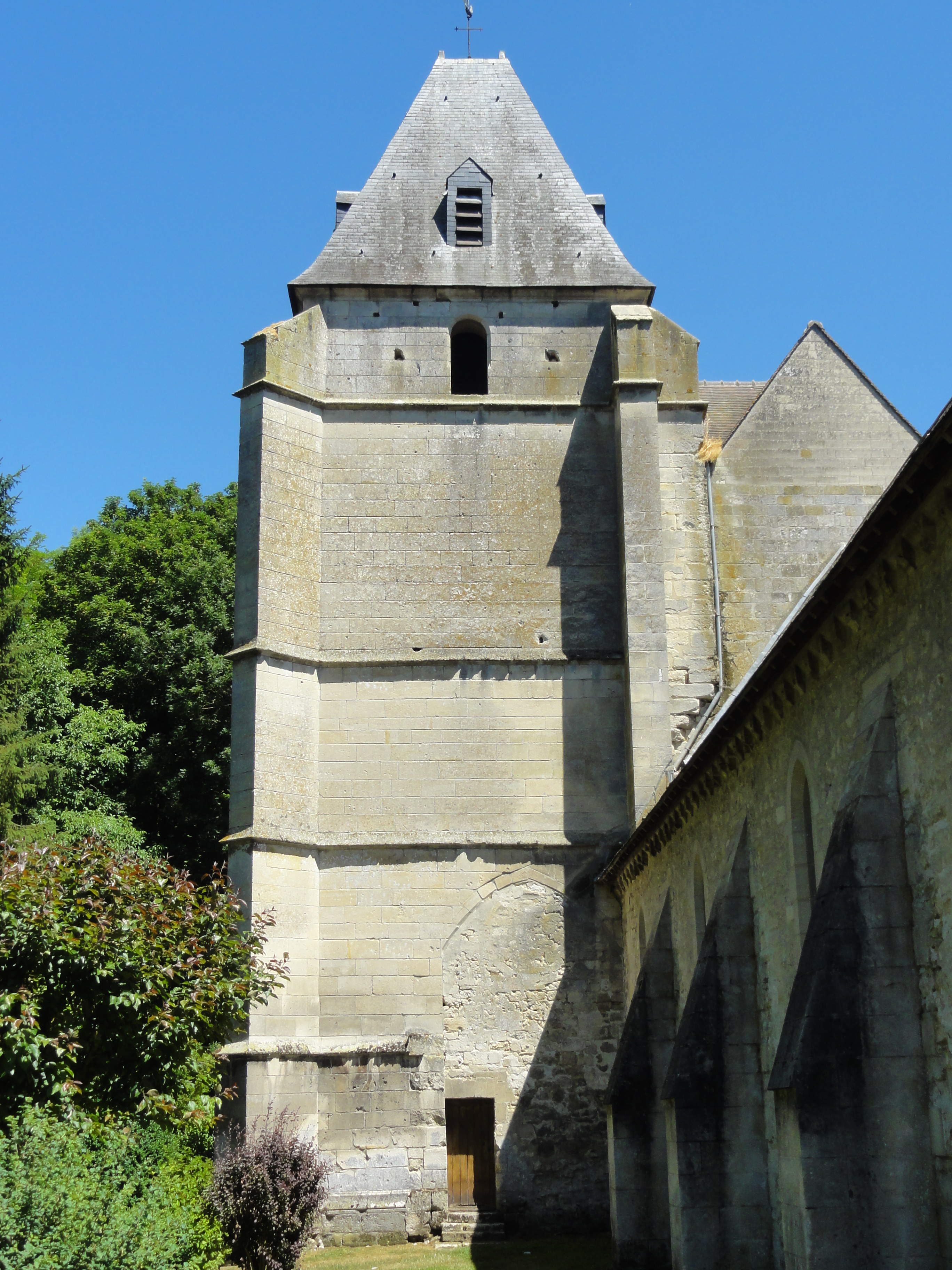
Clocher, côté ouest.

### Intérieur

#### Nef

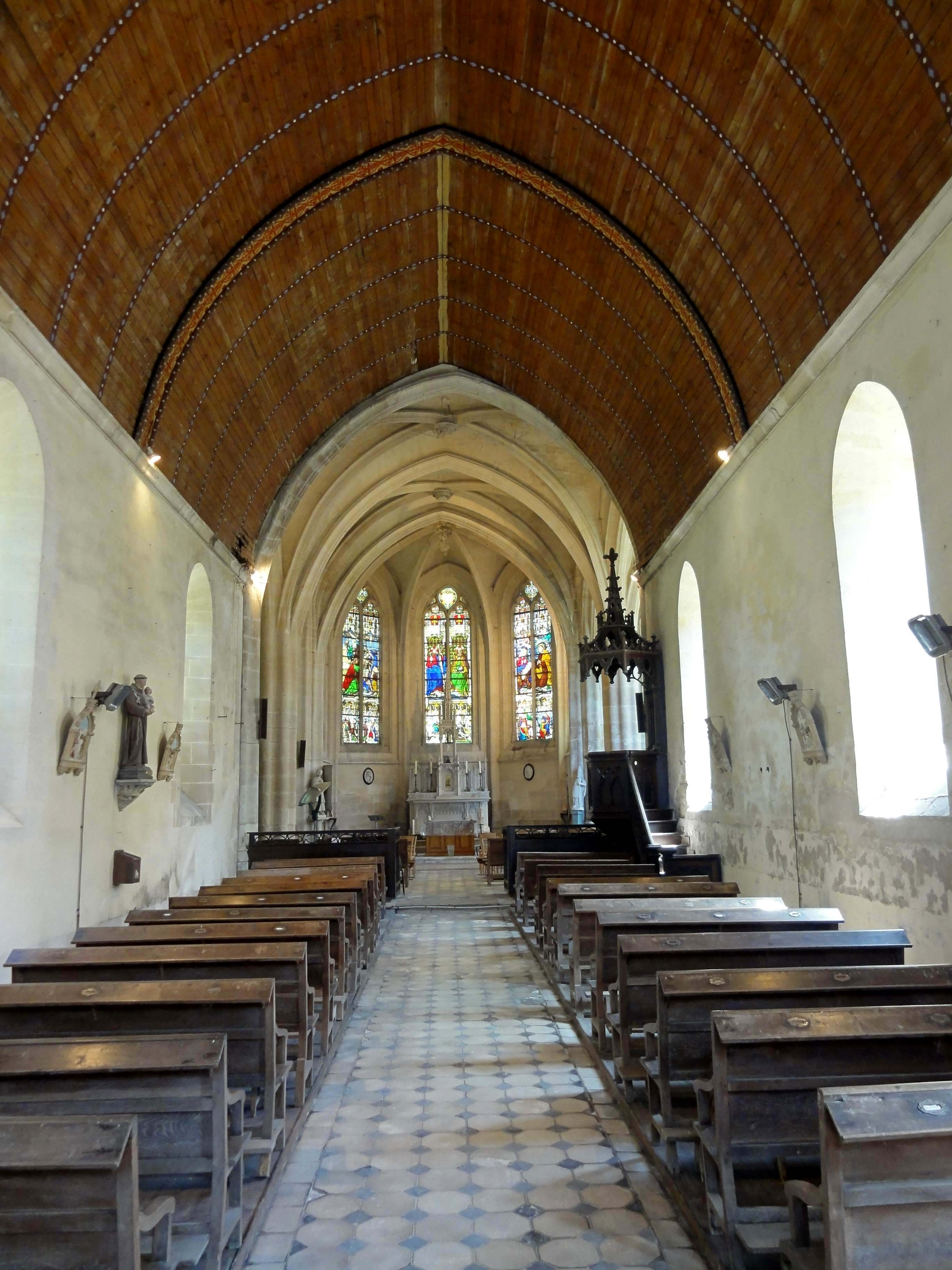
Nef, vue vers l'est.

La nef s'apparente à une simple salle rectangulaire, longue de 22 m et large de 7 m, sans aucune articulation. Elle communique avec le vaisseau central du chœur par une grande arcade brisée, qui se rattache à la campagne de construction des années 1520 / 1530. La charpente de 1866 marque avantageusement l'espace intérieur. Elle est lambrissée et pourvue d'un discret décor peint, et parfaitement conforme à l'architecture d'origine. Manquent seulement les entraits et poinçons, dont l'absence trahit la réfection moderne. Abstraction faite de ce détail, ce type de plafond est fréquemment retenu pour les nefs uniques conçues pour ne pas être voûtées, et d'autres exemples subsistent à Bailleval, Catenoy, Heilles, Hodenc-en-Bray, Mogneville, Monchy-Saint-Éloi, et même Saint-Martin-des-Champs. Ils ne sont plus très nombreux. À la période classique, se répand l'usage de couvrir les lambris de plâtre pour suggérer une voûte, comme à Béthisy-Saint-Martin, Boran-sur-Oise, Cauffry, Nogent-sur-Oise, Rully, Saint-Vaast-de-Longmont etc. ; et au XIXe siècle, se développe une prédilection pour les fausses voûtes d'ogives, comme on peut en voire à Ansacq, Balagny-sur-Thérain, Beaumont-sur-Oise, Clermont, Fitz-James, Néry, La Neuville-en-Hez, Nointel, Venette, etc. Fait assez rare, le gabarit du plafond s'accorde parfaitement avec le tracé de l'arcade vers le transept, et celui-ci a la même largeur que la nef. En général, le raccordement entre la nef, dont les frais de construction et d'entretien incombent aux fidèles de la paroisse, et les parties orientales, qui sont à la charge du gros décimateur, donne lieu à des compromis quelque peu disgracieux. Les proportions, avec des murs gouttereaux aussi élevés que le vaisseau est large, sont caractéristiques des nefs non voûtées. La longueur est tout à fait considérable, surtout pour un village aussi petit. Pratiquement aucun élément ne renvoie à la période de construction à la fin du XIIe siècle, que l'on déduit surtout de la façade et du portail. Les fenêtres, qui sont des lancettes simples profondément ébrasées, indiquent néanmoins assez clairement la première période gothique. Seulement les trois fenêtres de la façade sont en plein cintre, ce qui permet a priori d'exclure une période postérieure au début du XIIIe siècle. Reste encore à signaler la niche en arc brisé abritant la source, en bas du trumeau entre la première et la deuxième fenêtre, au sud.

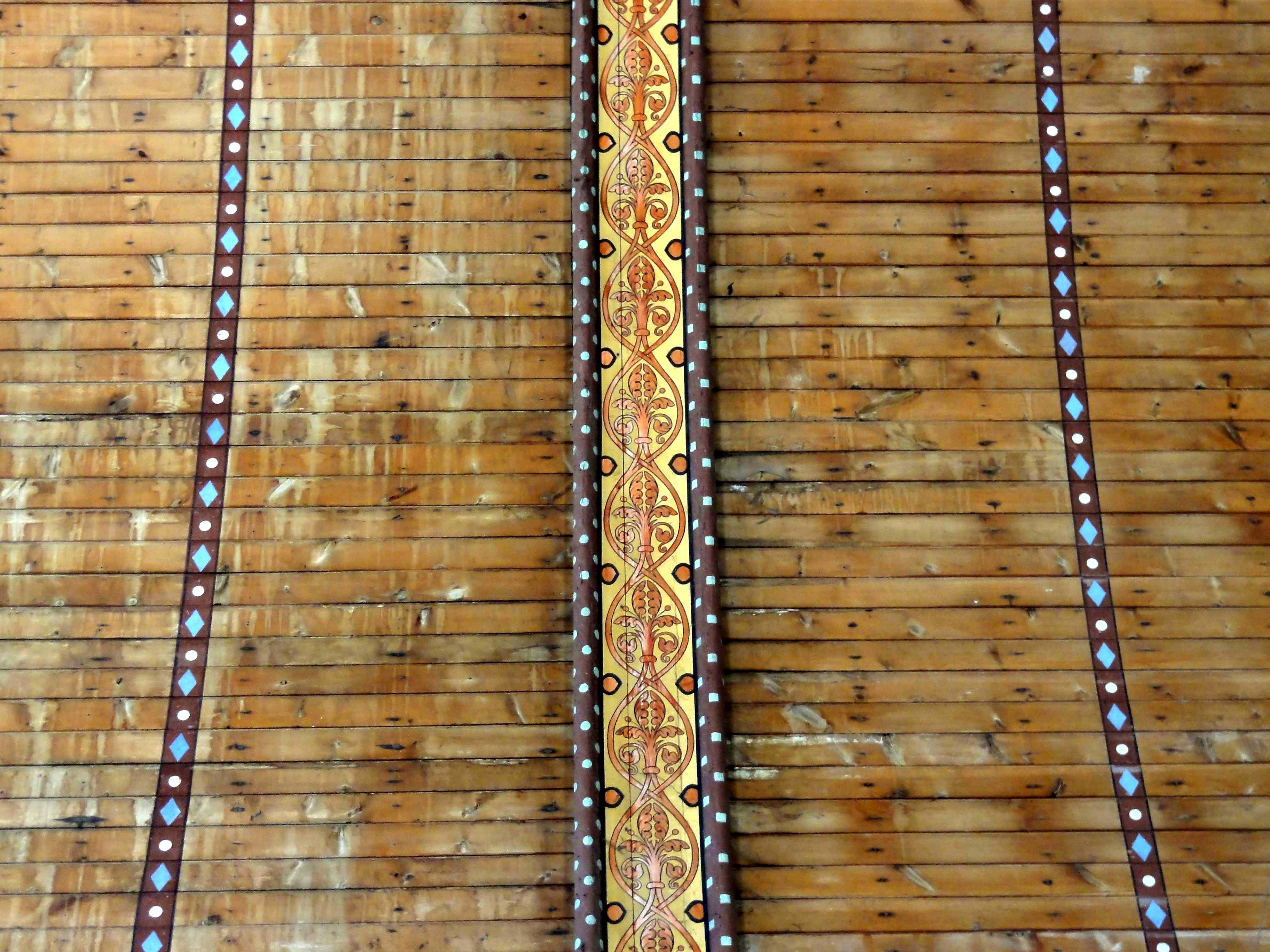
Détail du lambris.
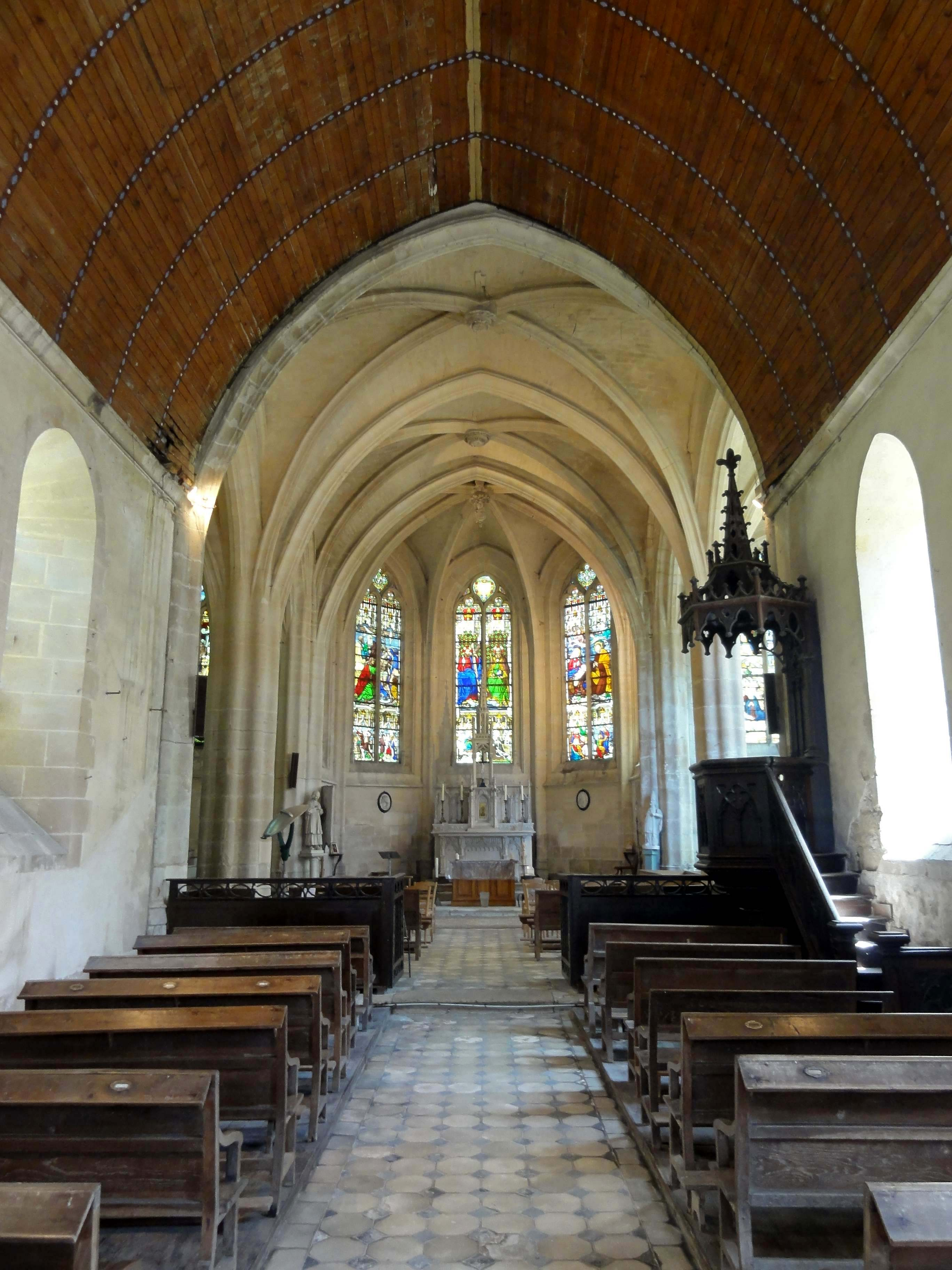
Vue vers l'est.
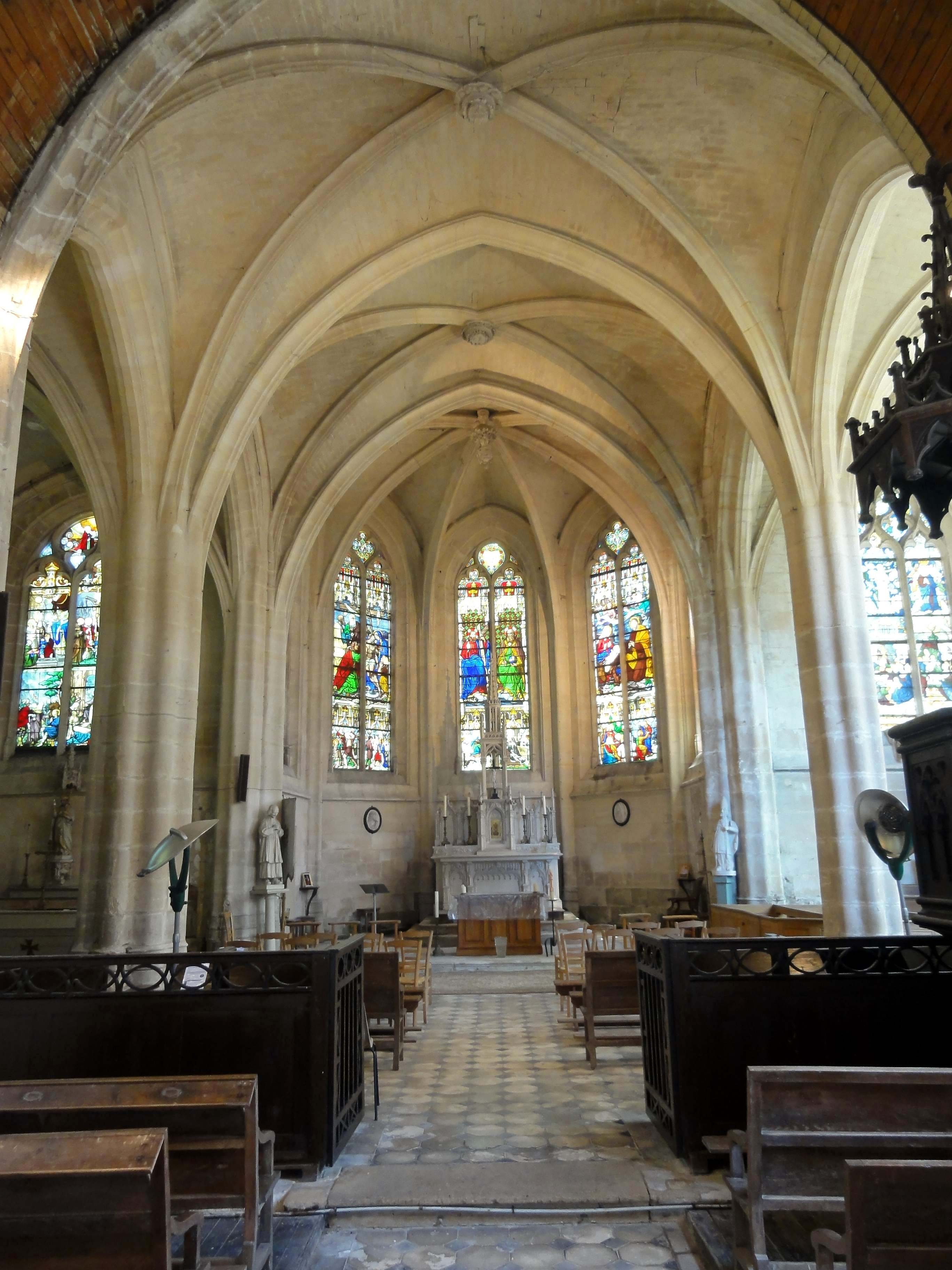
Vue dans le transept.
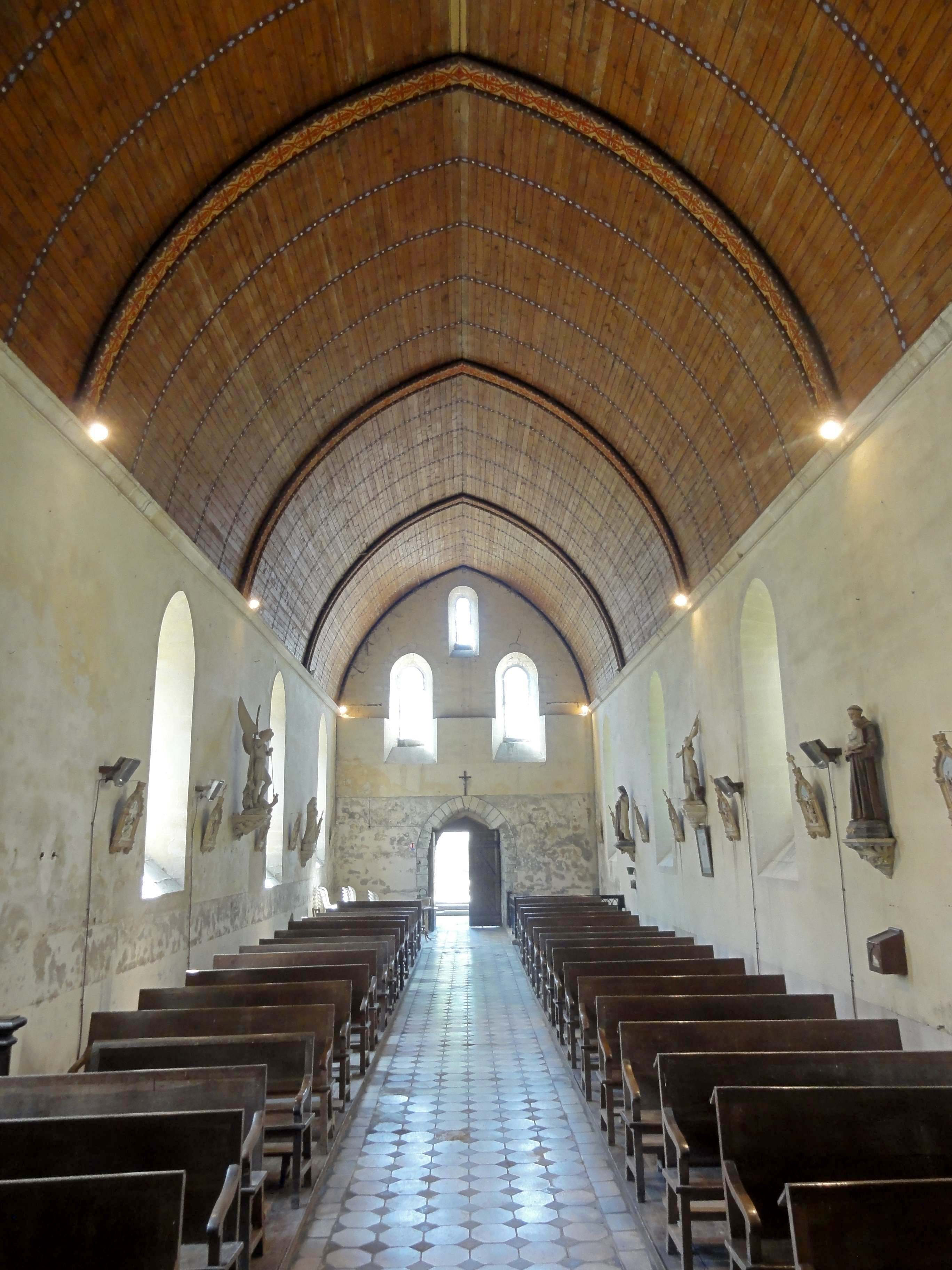
Vue vers l'ouest.
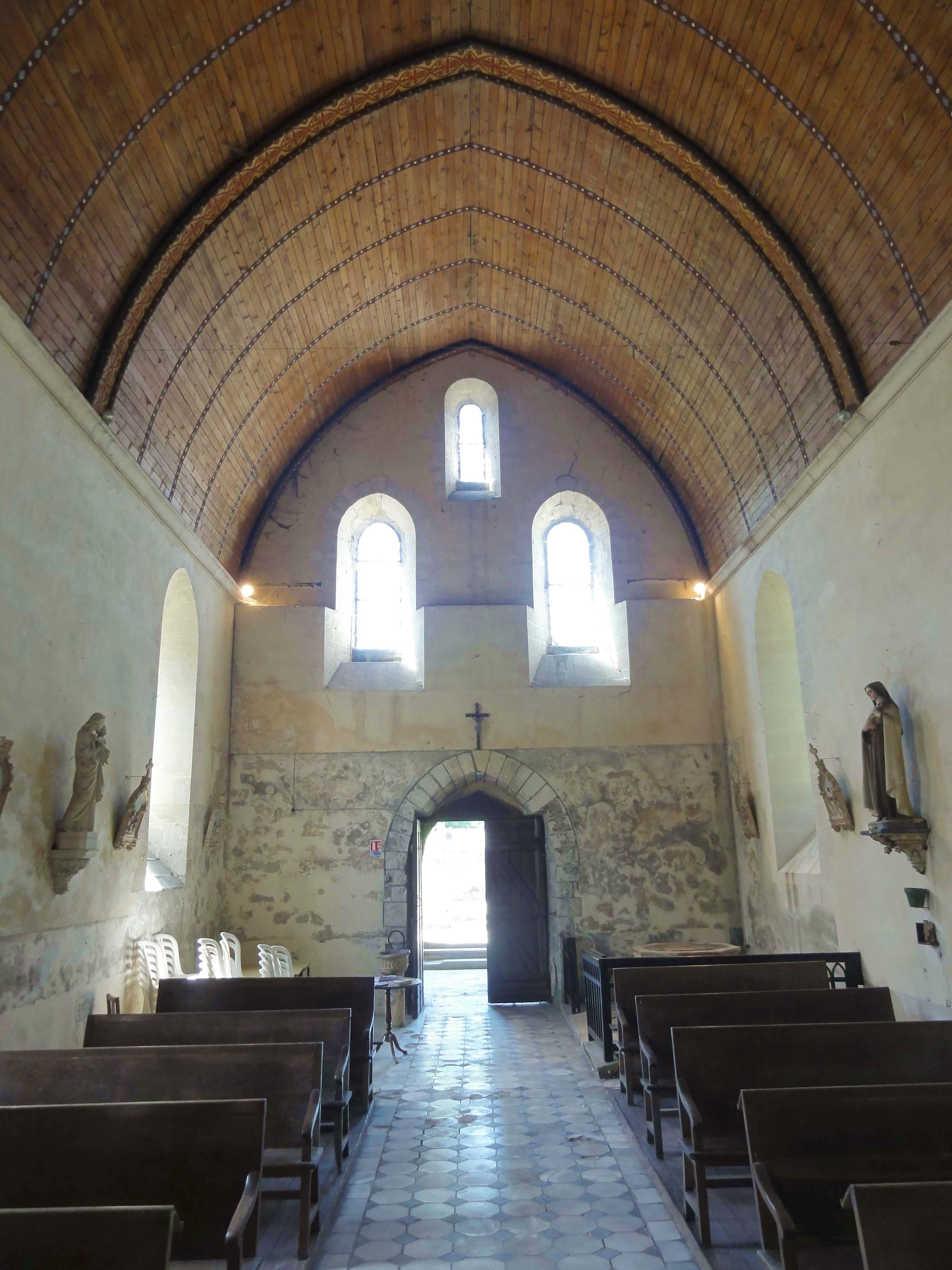
Vue vers l'ouest.
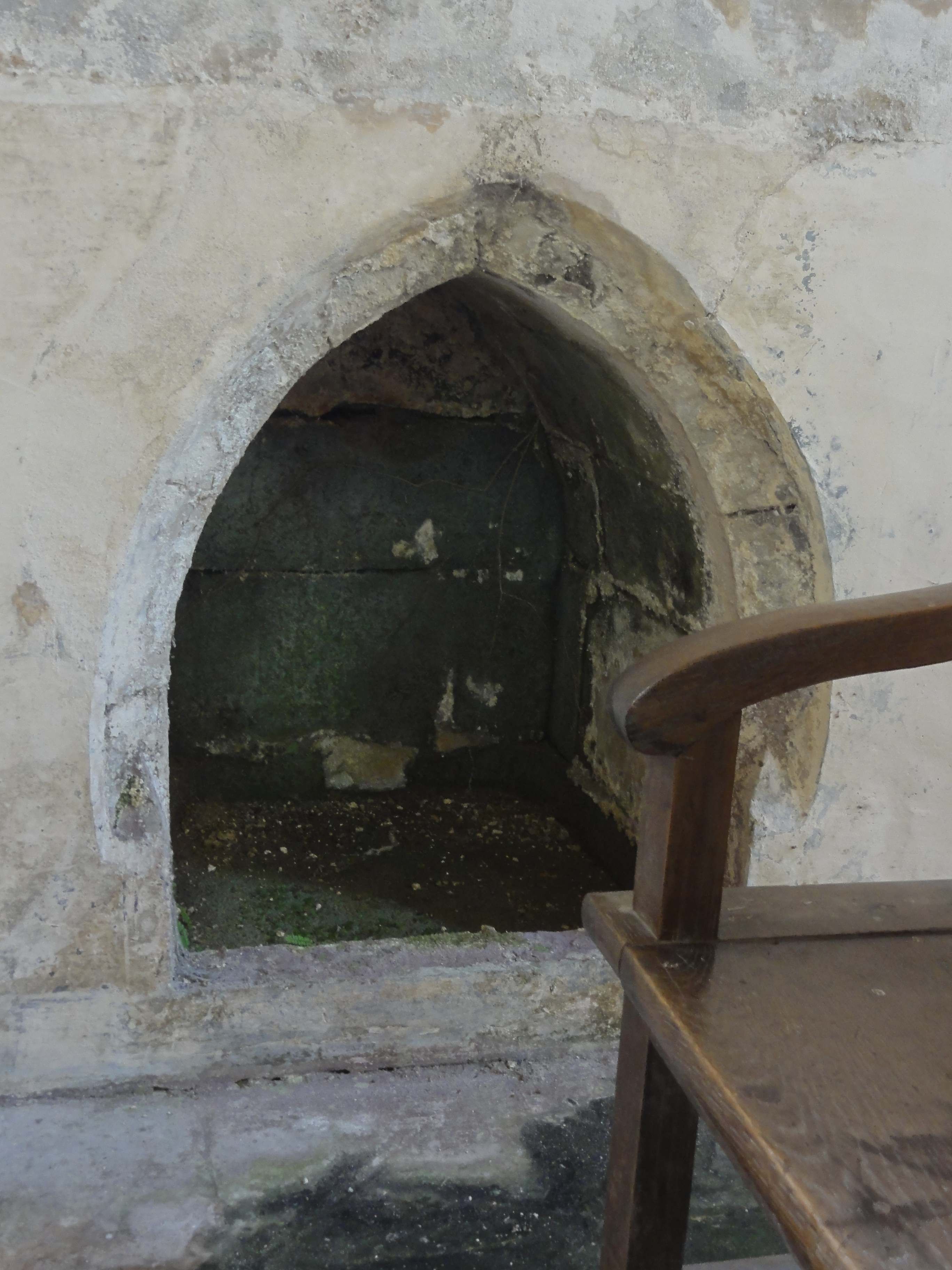
Niche avec source.

#### Transept et abside

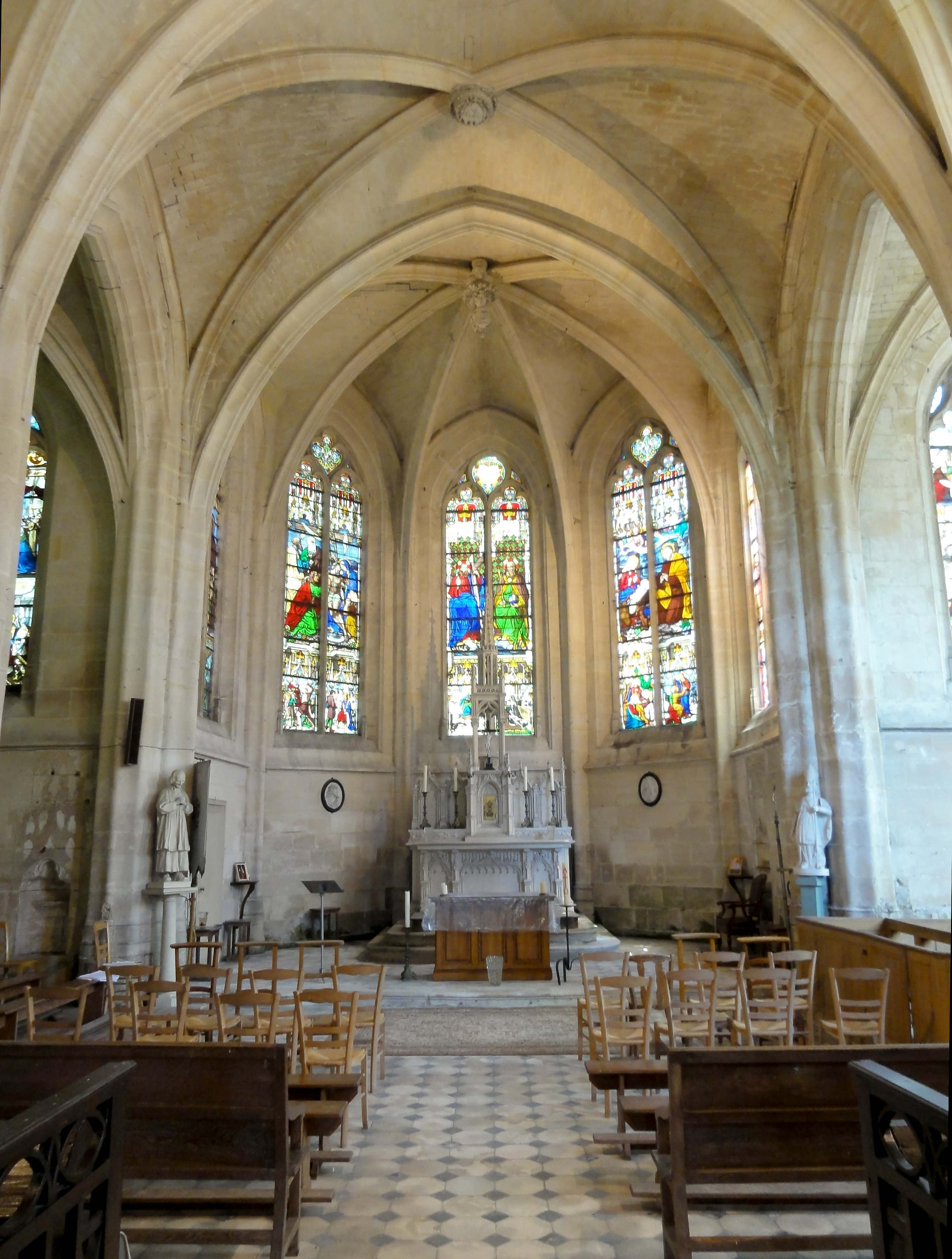
Vue vers l'est.

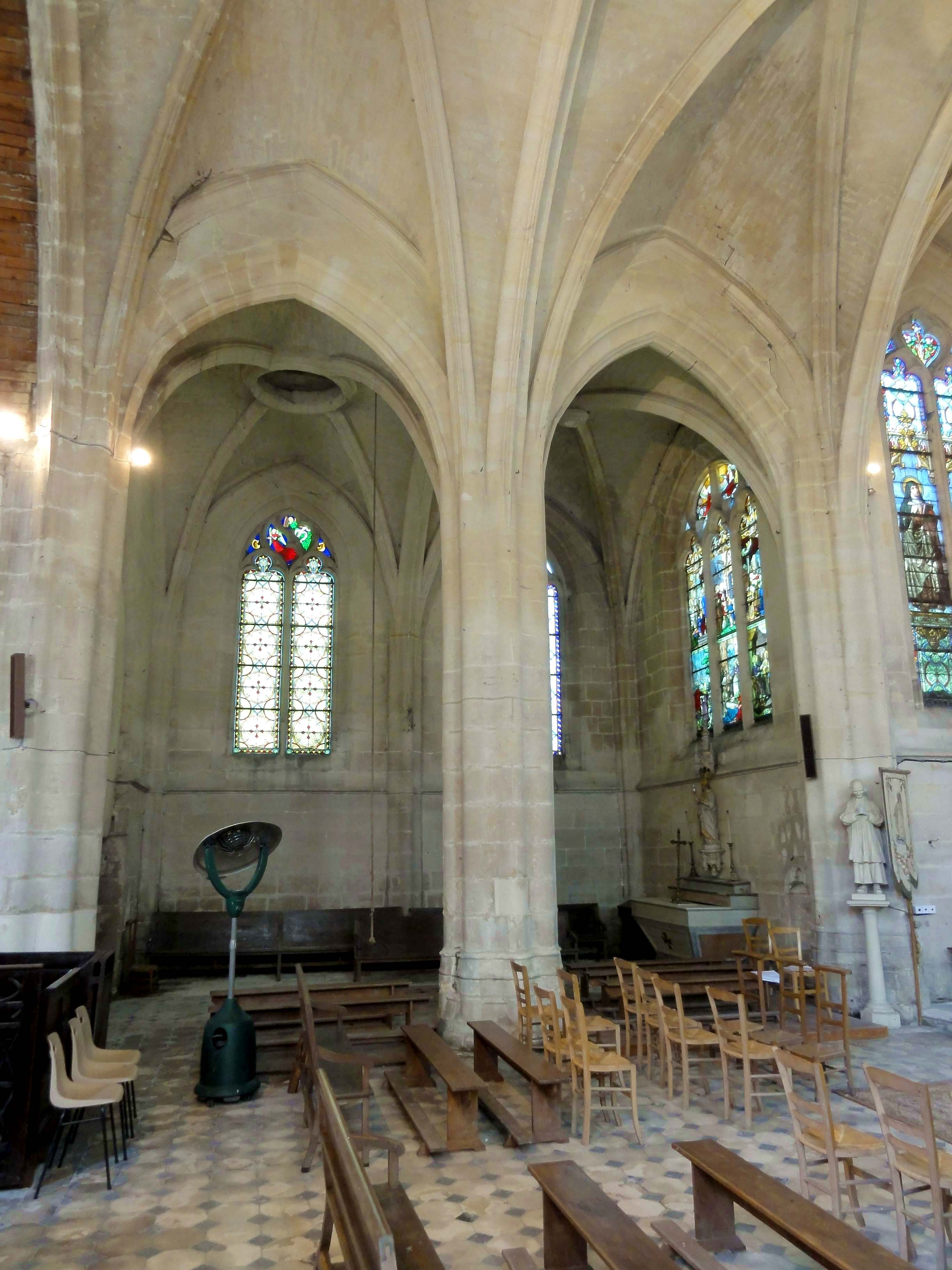
Vue vers le nord.

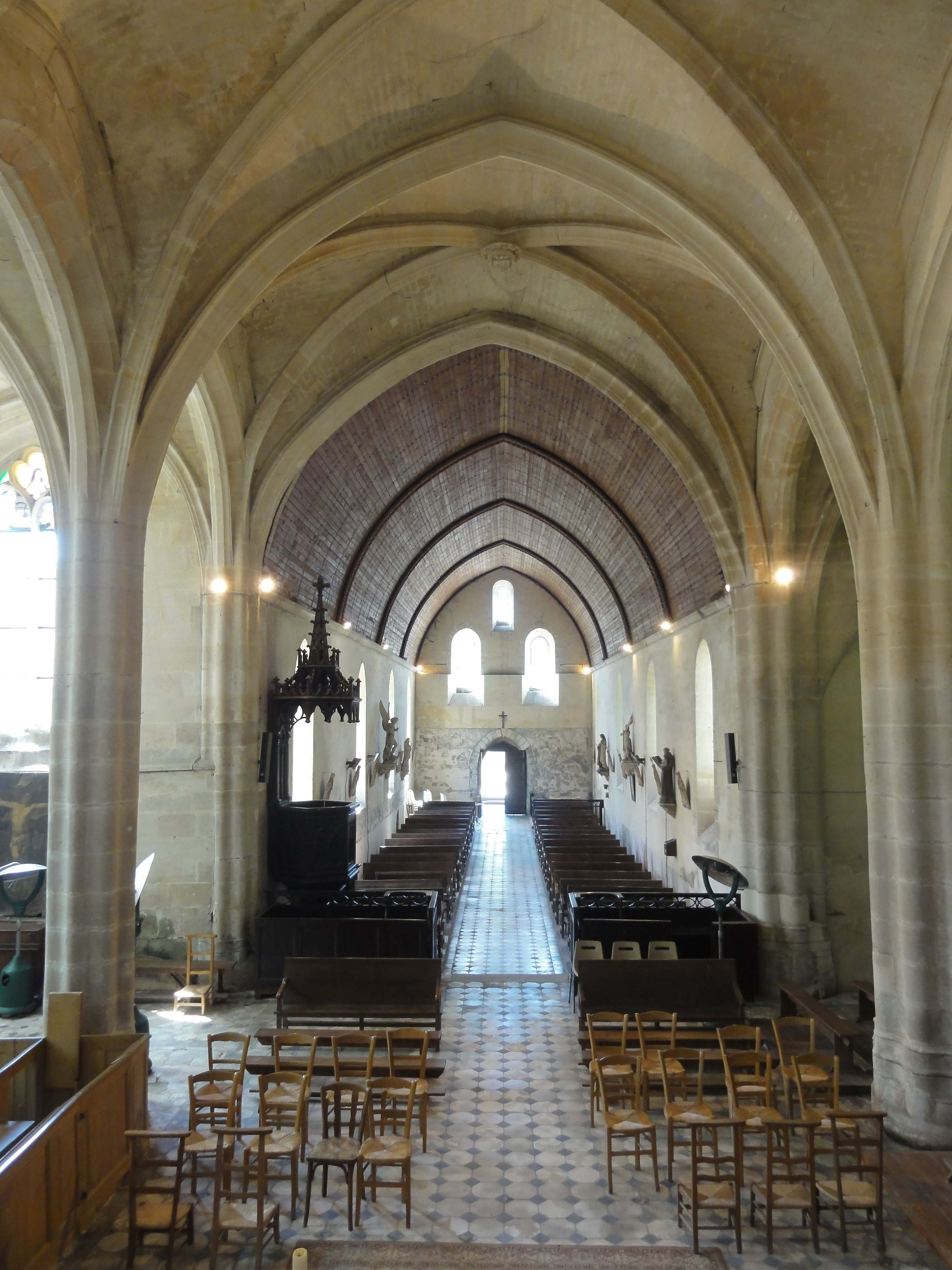
Vue vers l'ouest.

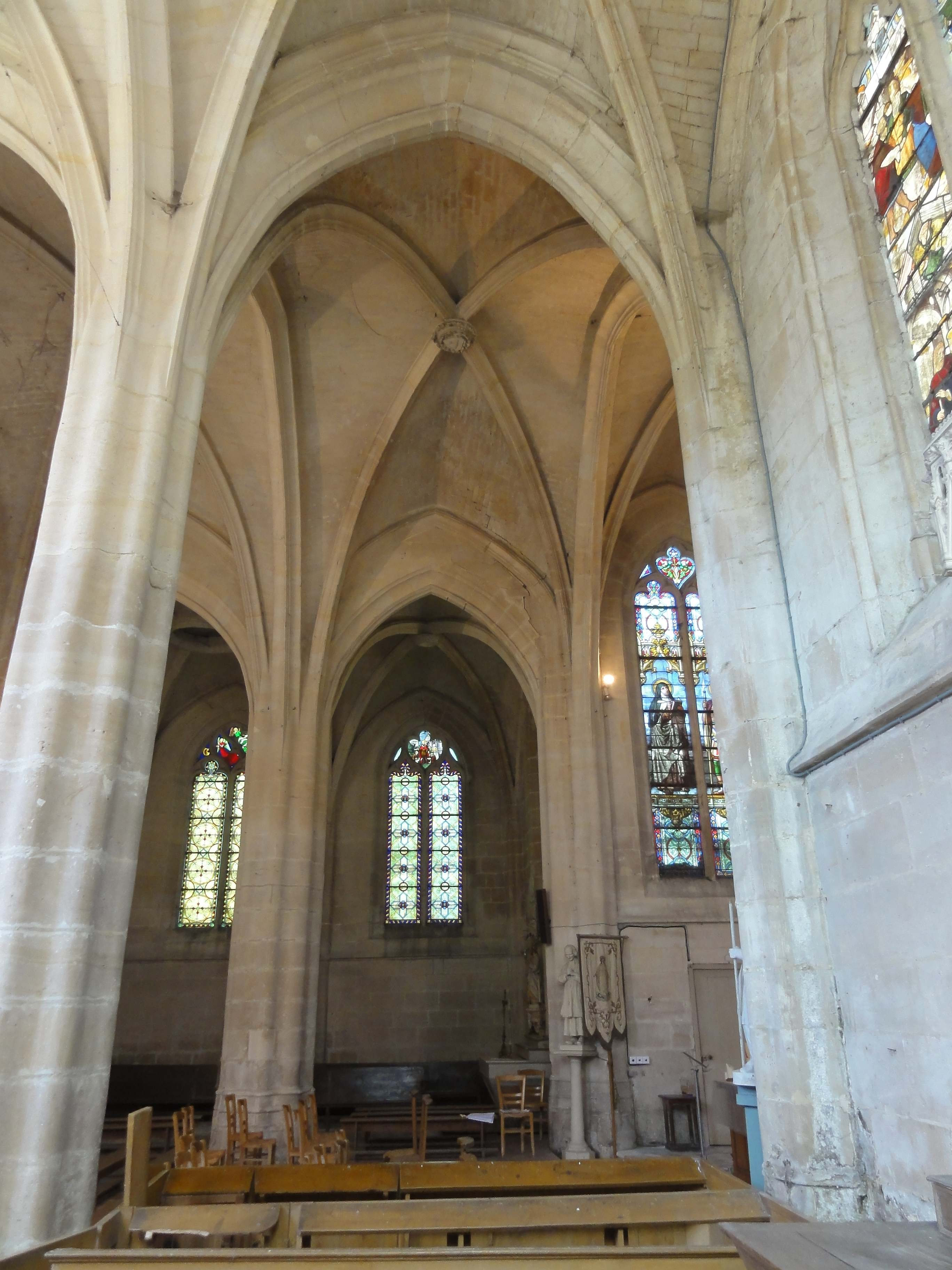
Croisillon sud, 2e travée, vue vers le nord.

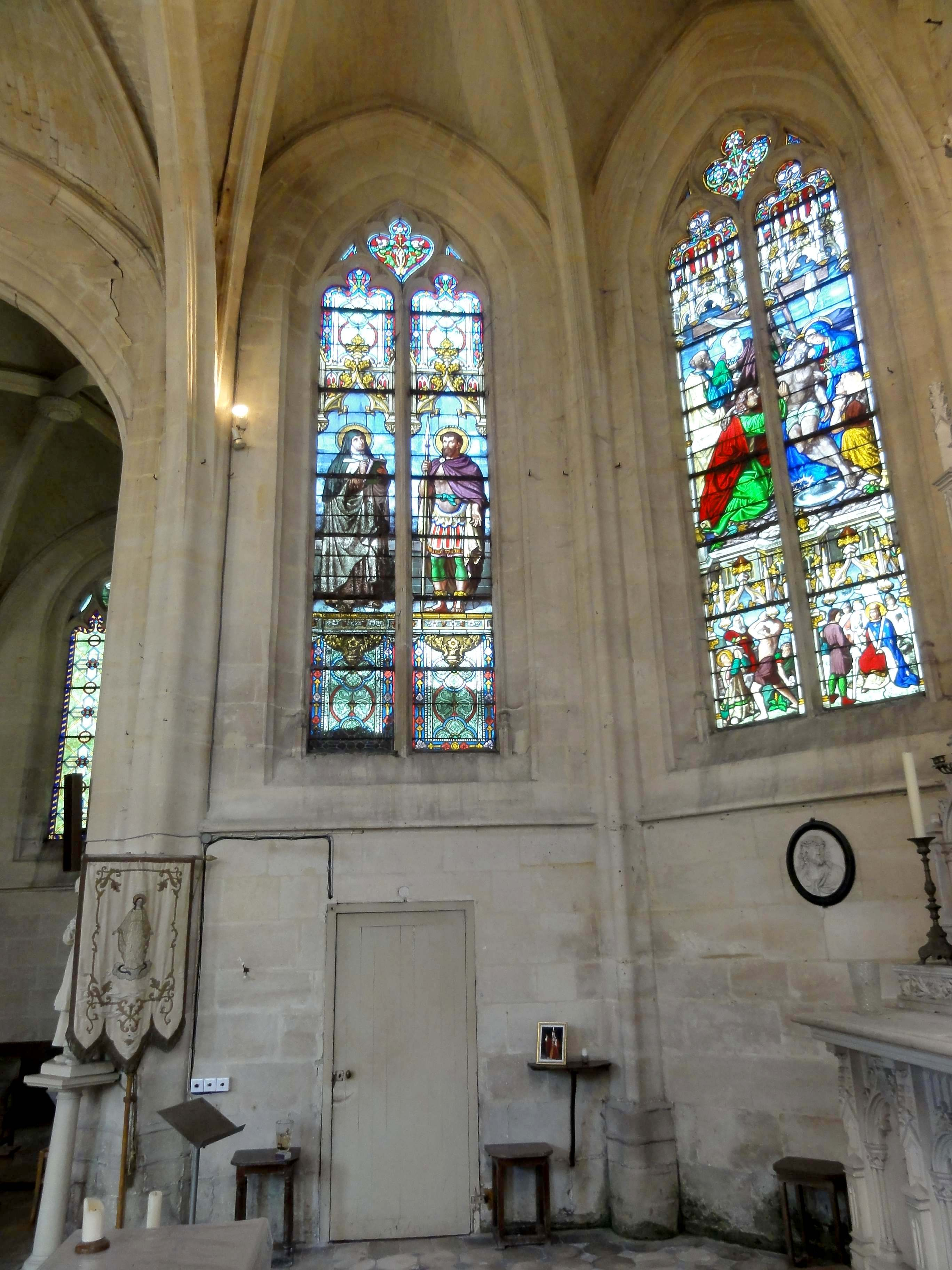
Abside, côté nord.

L'élégance des parties orientales contraste fortement avec la simplicité des formes de la nef. Avec une hauteur d'environ dix mètres, et des proportions analogue à la nef, elles ne sont pas élancées, mais très homogènes, riches en surfaces vitrées et construites avec soin, en intégrant tous les caractéristiques habituels du style flamboyant dans la région : clés de voûte richement sculptées ; nervures prismatiques pénétrant directement dans les supports ; piliers ondulés ; fenêtres au remplage de deux ou trois lancettes à têtes trilobées surmontées d'un ou deux soufflets, avec des meneaux moulurés munis de bases ; pourtour des fenêtres mouluré ; larmiers à la limite des allèges. L'on a seulement renoncé à décorer les voûtes de liernes et tiercerons, dont les architectes de église de Pont-Sainte-Maxence ont fait emploi à profusion. Le plan du transept est particulier, car il est double, non avec deux croisillons successifs dans le sens nord-sud, mais deux vaisseaux perpendiculaires au vaisseau central. S'y ajoute une abside à pans coupés. Un tel plan apparaît déjà au XIIIe siècle à Saint-Jean-aux-Bois, au XIVe siècle à Guiry-en-Vexin. Il est également adopté à la première moitié du XVIe siècle à Crépy-en-Valois, avec des dimensions autrement importantes, Fresnoy-la-Rivière (l'on voit mal pourquoi Dominique Vermand cite Gilocourt à ce titre), et Litz. La ressemblance avec ces deux dernières églises est par ailleurs frappante. Sans l'abside, avec un chevet plat, ce double transept se trouve aussi à Jaux et Orrouy, toujours à la même époque. Ce sont alors des interprétations flamboyantes du chœur-halle des XIIe et XVIe siècles de la moyenne vallée de l'Oise, dont Nogent-sur-Oise, Plailly et Villers-Saint-Paul sont les représentants les plus emblématiques. Roberval est parfois cité parmi les chœurs-halle, mais l'importance que prend ici l'abside ne permet pas de rattacher l'église Saint-Remy à ce courant. Contrairement aux transepts plus classiques, le vaisseau central est légèrement plus élevé que les croisillons. Ce faible écart entre vaisseau central et collatéraux est propre à l'église de Pont-Sainte-Maxence. Il permet aussi de considérer les croisillons comme collatéraux du chœur.
Dominique Vermand souligne le bel effet des deux piliers ondulés isolés au milieu du transept (surtout de celui du sud, car la présence du clocher a imposé un plus fort diamètre au nord). En effet, de nombreux architectes flamboyants emploient de simples piliers monocylindriques, dont la réalisation nécessite moins de main d'œuvre. C'est le cas à Fresnoy-la-Rivière et Orrouy. Dans les petites églises rurales, les piliers ondulés n'ont souvent que quatre renflements, comme à Baron, Borest, Ève, Montagny-Sainte-Félicité, Saint-Sauveur et Versigny. Les piliers ondulés à huit renflements sont notamment employés dans le chœur de Saint-Étienne de Beauvais, qui a été construit entre 1506 et 1545. L'on voit des piliers semblables au nord de la nef de Clermont, et à Armancourt, Chevrières, Jaux, Raray, Rivecourt, Église Saint-Martin de Venette et Verneuil-en-Halatte. Chaque ondulation correspond à une ogive ou un arc-doubleau. Avec des bases généralement plus soignées, des piliers ondulés analogues ont également été employés à l'entrée du transept, où ils sont engagés dans les murs, et présentent cinq ondulations, dont l'une, correspondant aux ogives de la nef, reste sans emploi. Il n'y a donc pas d'ondulations réservés aux formerets. Ce même principe a été appliqué aux piliers engagés dans les deux murs d'extrémité nord et sud, où les ondulations sont au nombre de trois, mais pas aux supports dans les angles des croisillons et de l'abside, où les ondulations sont également au nombre de trois. Un cas particulier se présente à l'entrée de l'abside, à l'est. Les piliers sont ici issus de deux campagnes de construction distinctes, et comportent un segment à trois ondulations côté est, et un autre segment à trois ondulations côté sud ou nord, ce qui donnerait un nombre supérieur à huit ondulations si les piliers étaient libres. Le rouleau supérieur des doubleaux longitudinaux retombe ici sur une ondulation qui lui est réservée, qui n'est ainsi plus disponible pour l'ogive. Elle se fond ainsi sur une ondulations des segments faisant partie de l'abside. Au nord, cette retombée se fait par interposition d'un court fût cylindrique. Ce n'est pas la maladresse commise. L'on peut notamment signaler l'apparent oubli des formerets dans le projet initial, dans la première travée du vaisseau central, ou les formerets se fondent dans les voûtains, sans atteindre les piliers. L'interpénétration des différentes nervures à l'approche des piliers, si caractéristique de l'architecture flamboyante, n'a pas été prévue par Thomas d'Albaret. Quand la place vient à manquer, l'une des nervures passe devant une autre. Selon Monique Richard-Rivoire, ce n'est pas un signe d'une haute maîtrise de son art : « L'examen de chaque édifice révèle presque toujours une façon originale de les arrêter sur un culot, de les faire pénétrer dans le mur, ou de les détacher d'un pilier en les laissant s'épanouir sous une voûte ; c'est là surtout que nos constructeurs ont laissé percer un peu de leur personnalité en déployant les ressources de leur technique ». Dans le même sens va 
Le profil des ogives est encore aigu, comme à l'apogée de la période flamboyante. Malgré sa relative simplicité, il n'apparaît pas, sous cette même forme, dans les églises voisines. Une fine arête saillie est placée en avant de deux moulures concaves, dont les limites extérieures se recourbent de façon à se détacher nettement des voûtains. Les doubleaux perpendiculaires sont analogues, mais un peu plus larges, et comme souvent, les formerets correspondent à la moitié du profil des ogives. Les doubleaux longitudinaux, assimilés ici à des grandes arcades du fait de la légère différence de hauteur entre le vaisseau central et les croisillons, sont nettement différents. L'intrados est formé par un méplat entre deux biseaux, qui, en regardant latéralement, forment des arêtes saillantes se détachant avant un large cavet. Celui-ci est flanqué d'une fine moulure concave vers l'extérieur. Du côté des croisillons, des formerets s'ajoutent aux arcades proprement dites, sans espacement. L'on retient notamment que le profil des grandes arcades ne concorde pas avec celui des piliers. Pour ce faire, il devrait comporter au milieu un boudin, de la même forme que les ondulations des piliers, ou bien, les piliers auraient dû adopter une forme plus complexe. Cette discordance n'est pas du meilleur effet, et va dans le même sens que l'absence d'interpénétration entre les différentes nervures. Pour venir aux clés de voûte, elles sont au nombre de six, car la voûte de la base du clocher est percée d'un trou de cloches. La clé de la première travée du vaisseau central, portant le nom de l'architecte, a déjà été signalée. Cette clé, ainsi que la suivante, et la clé de la travée orientale du croisillon nord, arborent un écusson non armoriée au milieu de deux ou trois disques en plans superposés, ornés de différents types de feuillages, et séparés, dans un cas, par un rang de perles. Ce détail annonce la Renaissance. Les écussons affichent deux cœurs enlacés, dans la deuxième travée du vaisseau central, et une paire de ciseaux de drapier, dans le croisillon nord. Dans le croisillon sud, les clés sont frustes ; elles ont probablement été bûchées à la Révolution. On y voit seulement un écusson et un petit disque vierges. Une place particulière revient à la clé de voûte de l'abside, dont le décor est tout à fait original. Seule la forme globale, qui est celle des grandes clés pendantes apparaissant à la fin de la période flamboyante, au début de la Renaissance, est conventionnelle, ainsi que le cul-de-lampe sculpté d'une grappe de raisin et de deux rangs de feuillages, qui est suspendu sous la clé. Celle-ci est conçue pour être regardée depuis l'ouest. En haut, l'on voit le buste, sans bras, d'un homme barbu, à la longue chevelure retombant en bouclettes jusqu'aux épaules, et coiffé d'un chapeau. Plus bas, un heaume, représenté de profil, est entouré de feuilles frisées se substituant aux habituels lambrequins, et surmonte un écusson placé à l'envers. S'y profilent, obliquement, les trois rocs d'échiquier du blason de Jean-François de La Rocque de Roberval (qui doivent être d'argent, sur fond d'azur).
Les délicats réseaux flamboyants des fenêtres compensent la rareté du décor architectural. Neuf fenêtres sont à deux lancettes à têtes trilobées ; trois sont à trois lancettes. Il n'y a pas de fenêtre occidentale dans le croisillon nord, où l'architecte a prévu une grande arcade vers un potentiel bas-côté de la nef, bouchée par un blocage. Assez curieusement, la fenêtre méridionale de l'abside est à trois lancettes, alors que son homologue en face, au nord, est à deux lancettes. Les deux autres baies à trois lancettes sont les fenêtres orientales des croisillons. Dans la fenêtre méridionale de l'abside, les deux soufflets sont placés diagonalement, et prennent une forme inhabituelle. La baie orientale du croisillon nord montre deux soufflets dissymétriques inversés, départagés par un meneau vertical au-dessus de la lancette médiane. La baie au chevet du croisillon sud possède le réseau le plus ramifié de toute l'église. Deux grands soufflets inscrivent trois petits soufflets chacun, et sont surmontés d'un autre petit soufflet au sommet. Les quatre baies à deux lancettes de l'abside, les baies latérales de la seconde travée des croisillons, ainsi que la baie occidentale du croisillon sud, présentent au tympan un soufflet conventionnel à trois lobes. Les deux baies à deux lancettes restantes présentent deux soufflets au tympan. Dans le croisillon sud, ils sont séparés par un meneau vertical. Dans le croisillon nord, ils s'inscrivent dans un grand soufflet, et sont accolés l'un à l'autre. Sur toutes les baies, les étroites mouchettes qui flanquent habituellement les soufflets ne sont que des écoinçons restés libres, et l'architecte ne leur a pas donné de forme individuelle. Les meneaux sont très fins, et adoptent une modénature chanfreinée. Seulement les meneaux latéraux, qui font corps avec le pourtour des baies, sont munis de bases. Les fenêtres prennent appui sur un larmier galbé, très peu proéminent, terminé inférieurement par une baguette, qui passe devant les piliers dans les croisillons, mais les épargne dans l'abside. Le pourtour des baies est mouluré d'une large gorge et d'une étroite moulure concave, comme dans la majeure partie des églises flamboyantes de la région. — Des piscines liturgiques existent dans les deux croisillons et dans l'abside. Au sud, la niche est rectangulaire. Son plafond est décoré d'un délicat réseau nervuré, établi dans le prolongement des trois petites arcatures trilobées plaquées qui surmontent la niche. Avec des soufflets et mouchettes, elles s'inscrivent dans l'espace délimité par une accolade, qui s'amortit contre une console, et dont les rampants retombent sur les deux culs-de-lampe que Jean-Marc Popineau considère comme romans. Dans le croisillon nord, la niche est en arc brisé. Elle se termine par un réseau analogue aux fenêtres de l'abside, partiellement cassé. Du réseau flamboyant plaqué qui surmontait la piscine, ne reste plus que l'arrachement. Ce décor a sans doute été sacrifié à la faveur des boiseries, déposées en 1874. Dans l'abside, la piscine ressemble à celle du croisillon nord, mais son décor sculpté a entièrement disparu.

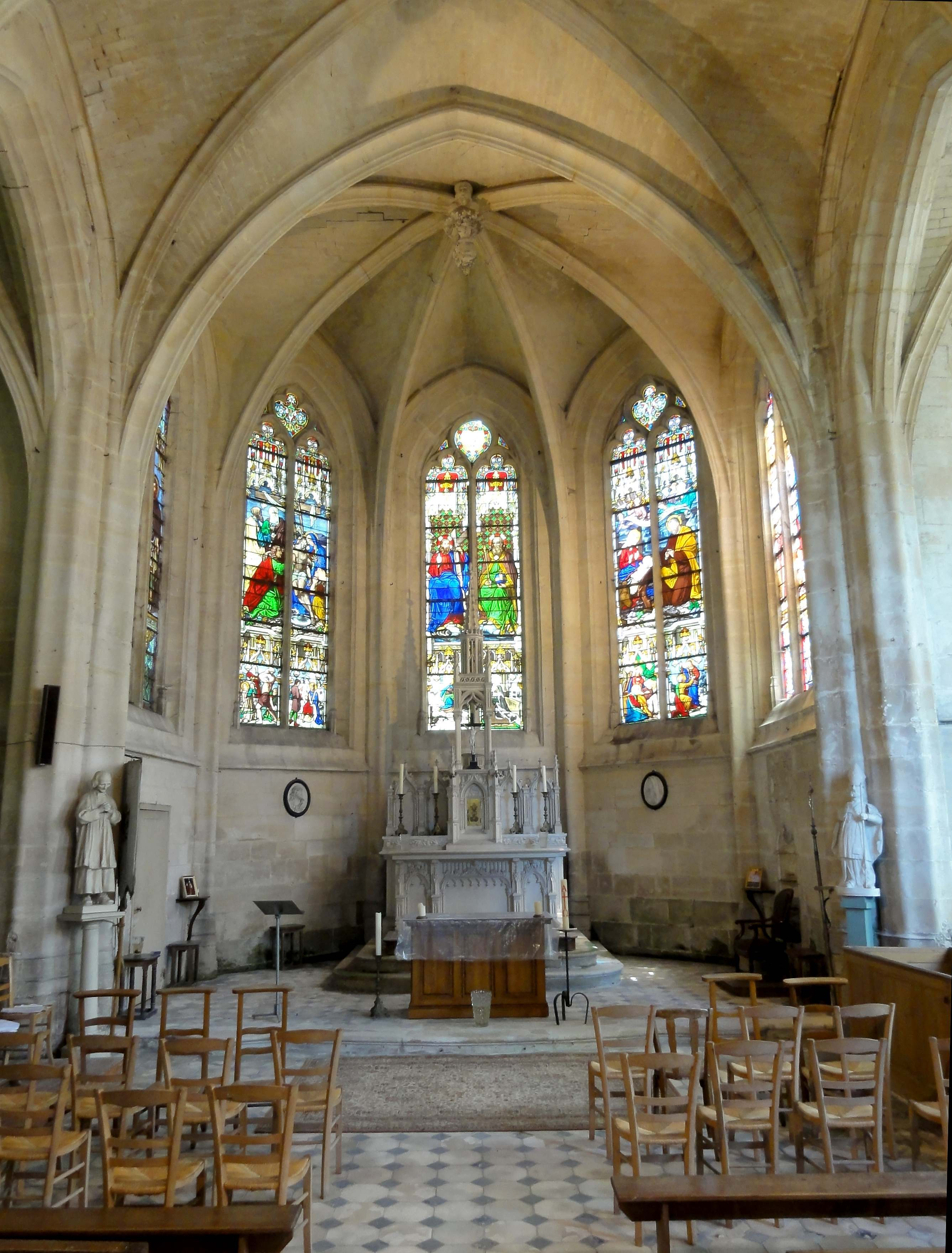
Vue dans l'abside.
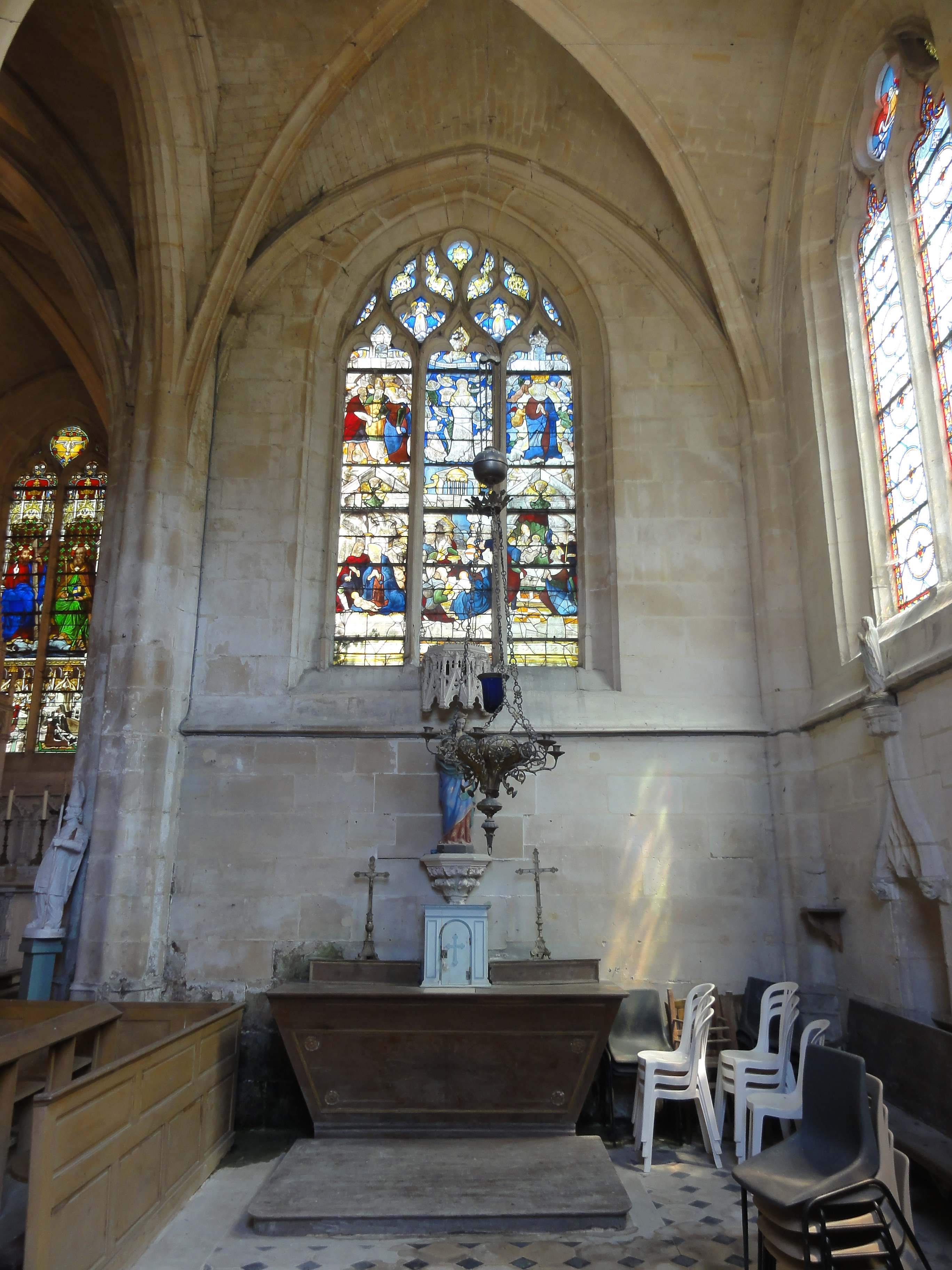
Croisillon sud, vue vers l'est.
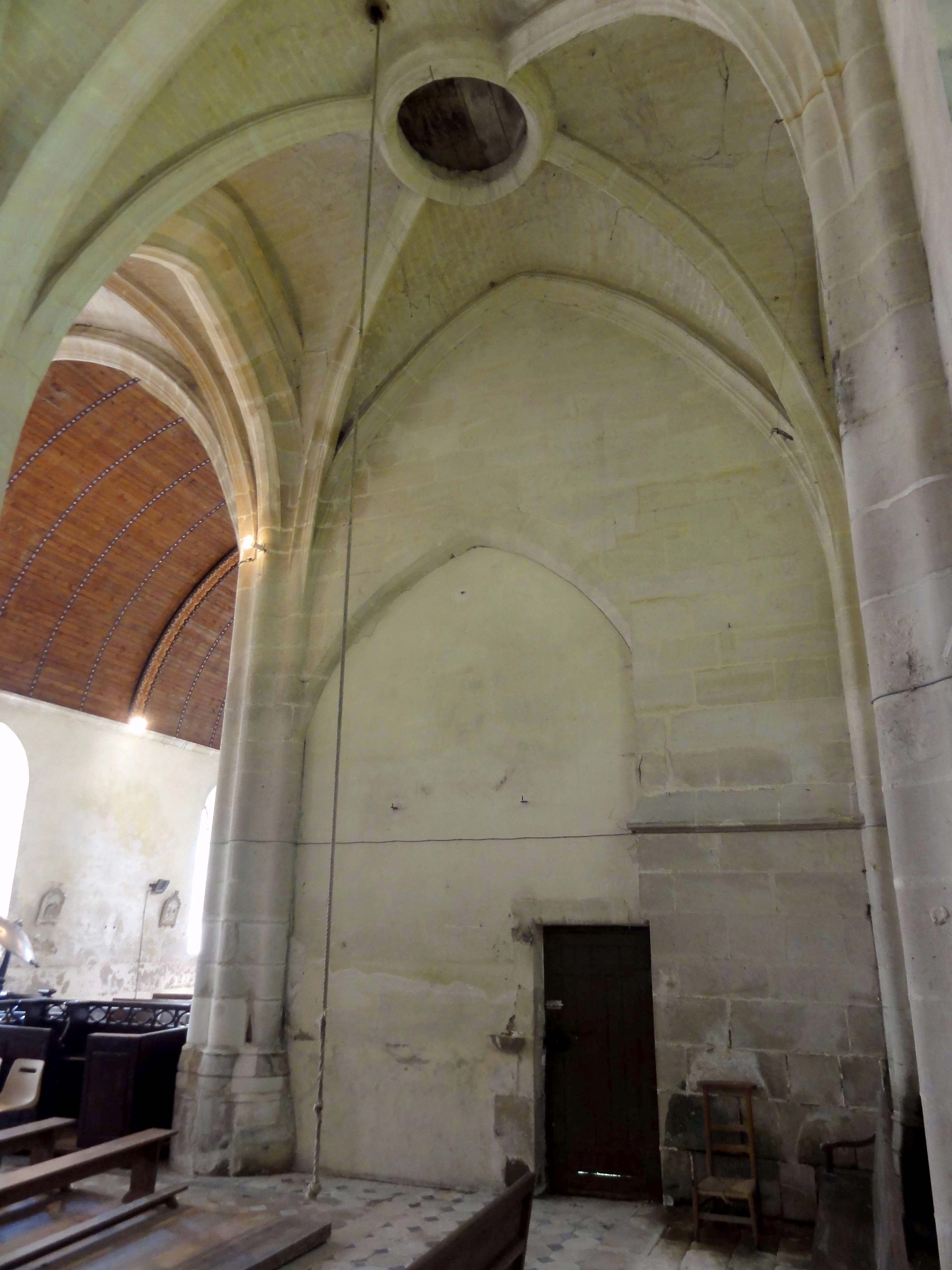
Base du clocher, vue vers l'ouest.
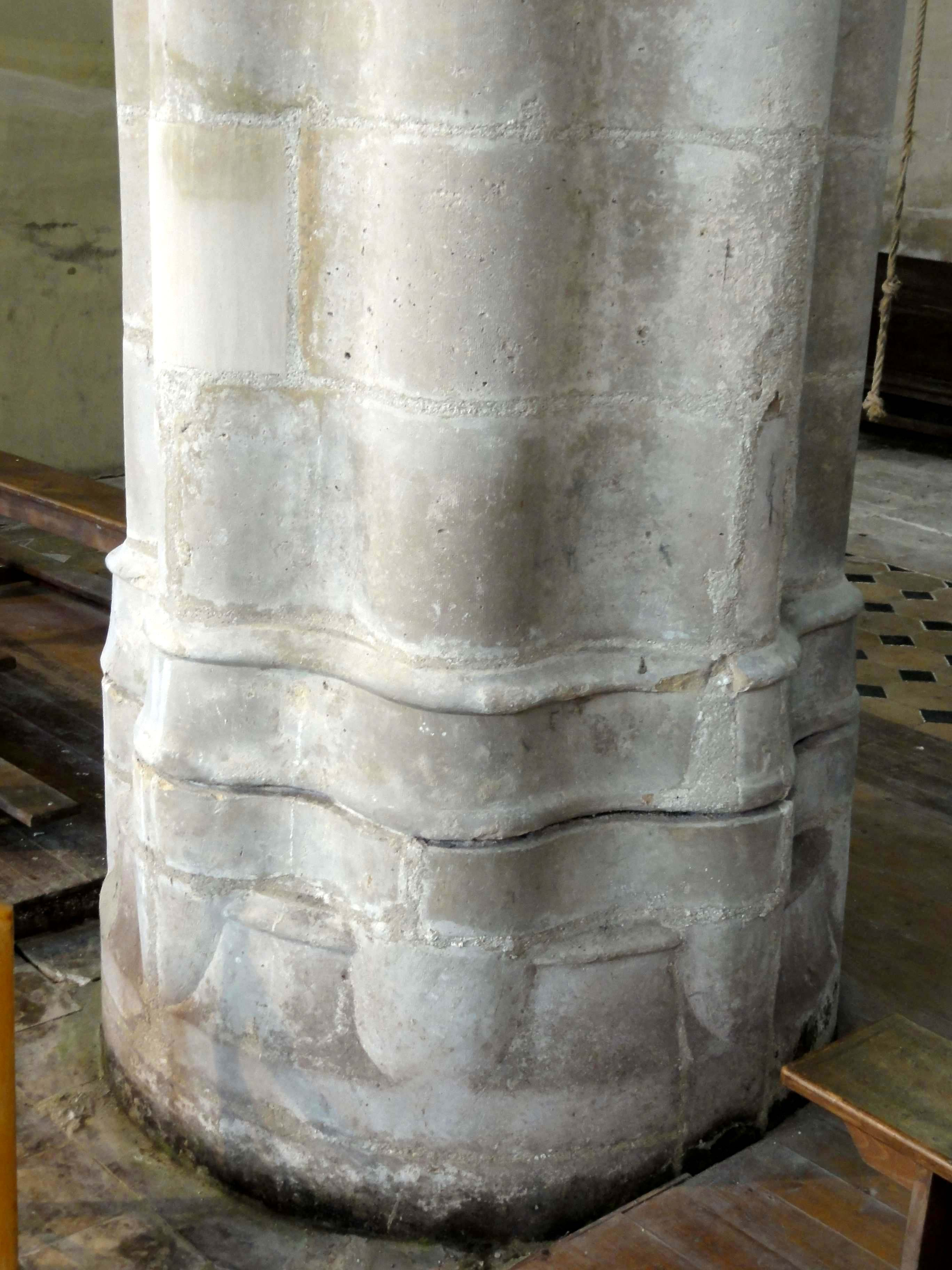
Pilier ondulé au nord.
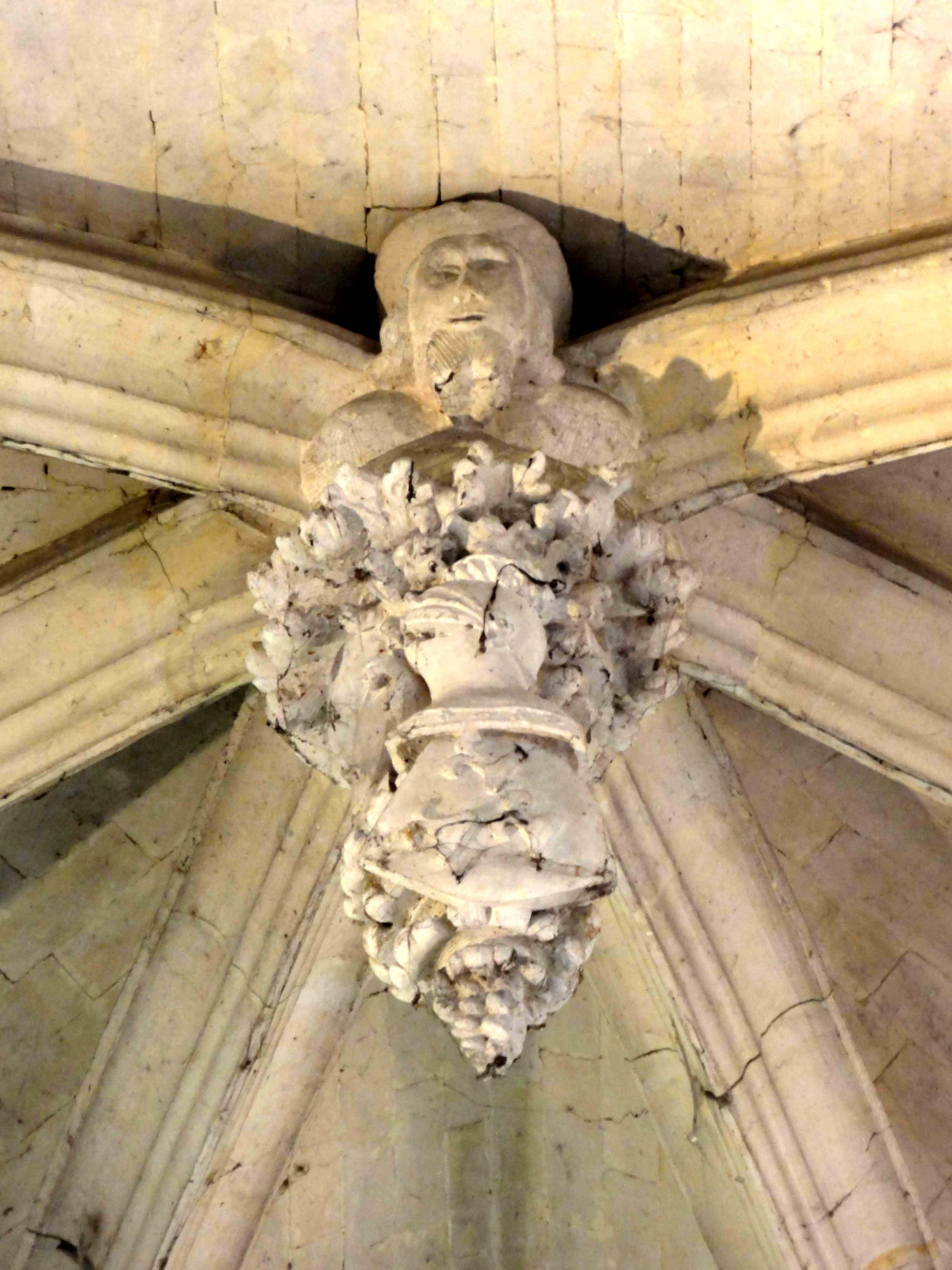
Abside, clé de voûte.
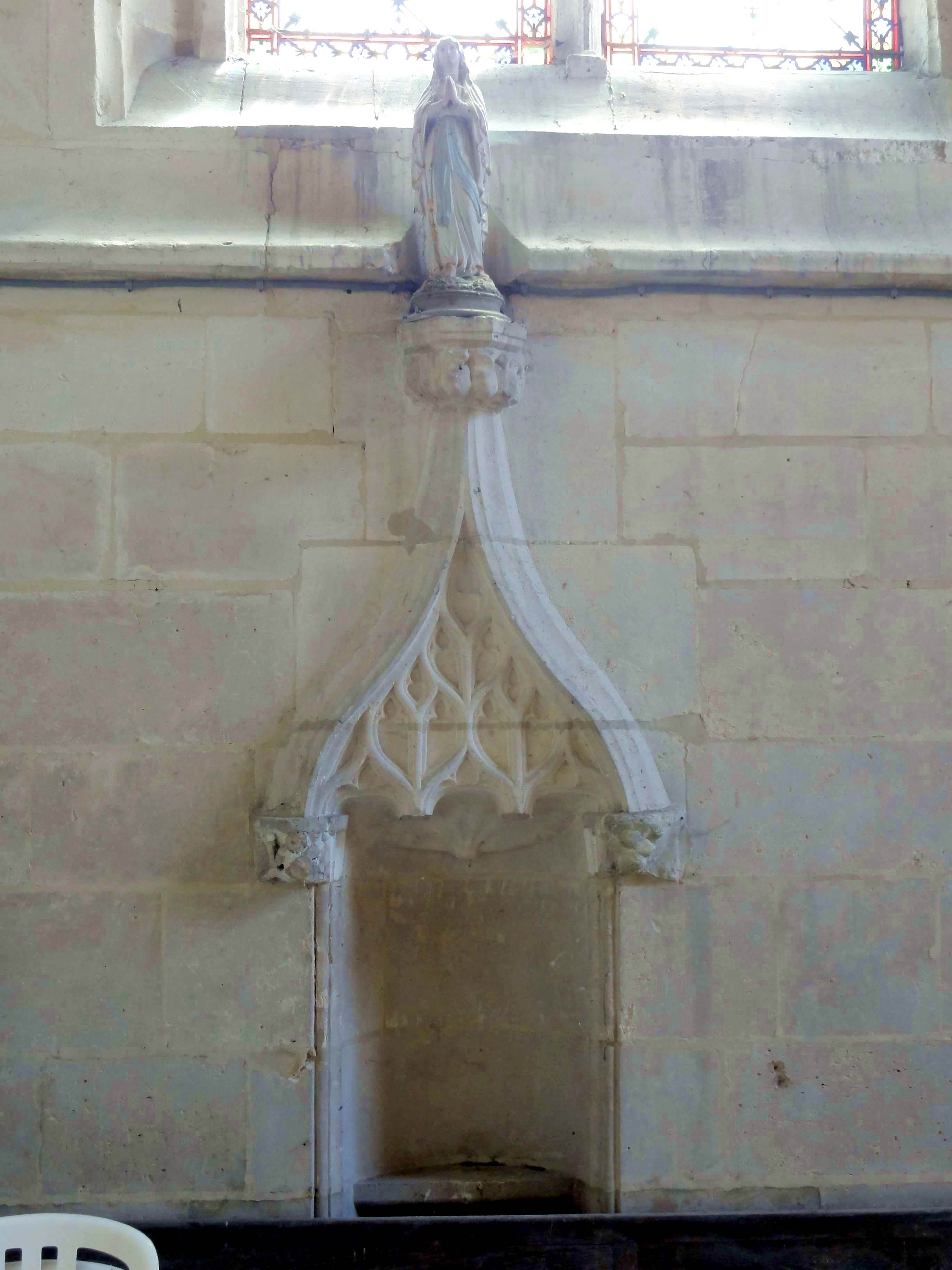
Croisillon sud, piscine liturgique.

## Mobilier

### Vitraux Renaissance

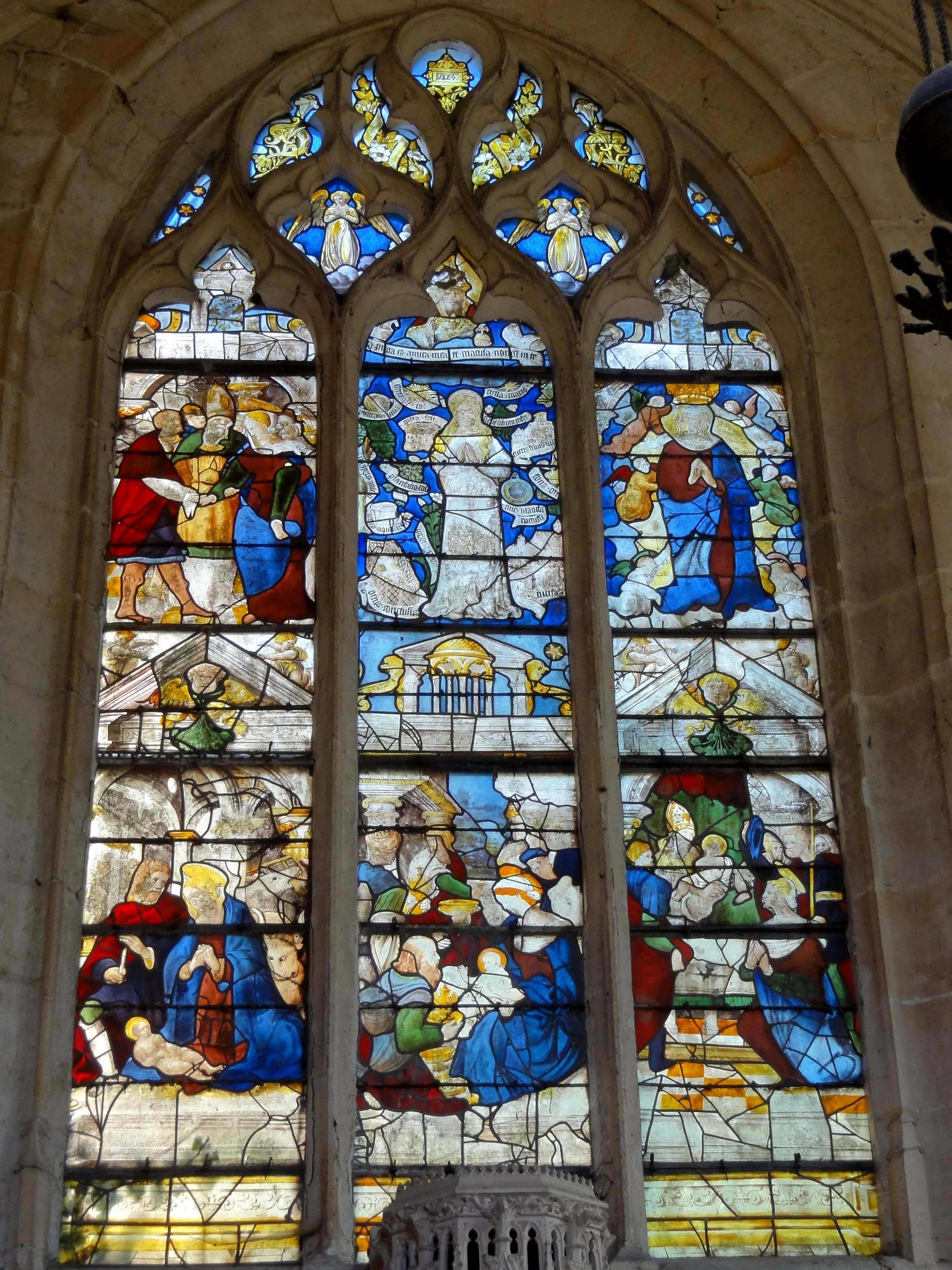
Verrière n° 6 - Vie de la Vierge, vers 1538.

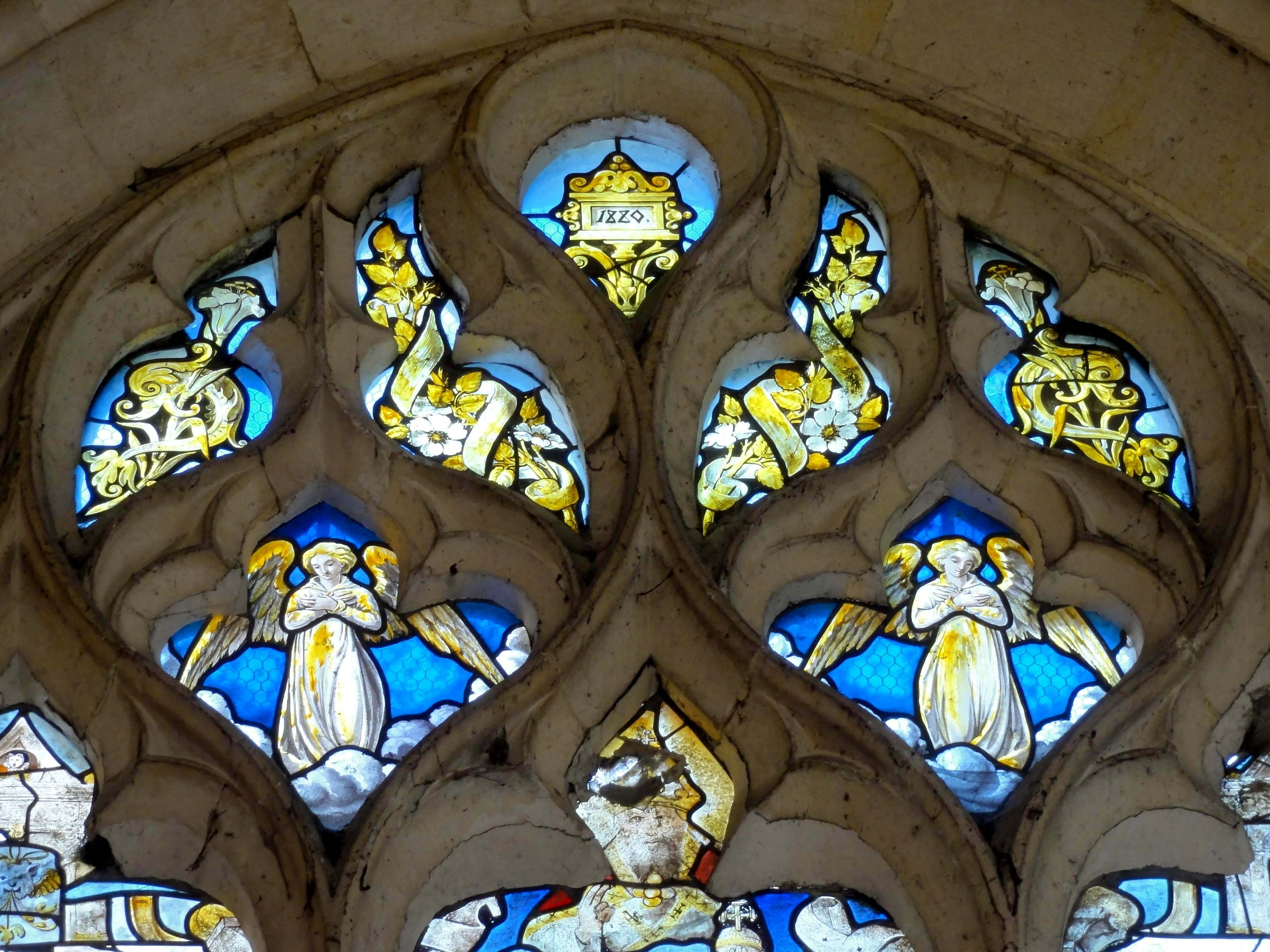
Verrière n° 6 - tympan.

La verrière no 6, au chevet du collatéral sud, représente l'unique élément du mobilier qui est classé monument historique au titre objet. Elle comporte des vitraux de 1538 environ, qui ont été restaurés et complétés en 1880. Ils s'organisent sur trois registres et trois lancettes, soit neuf panneaux au total. Leurs dimensions ne sont pas signalées, mais la baie mesure environ 240 cm de largeur pour 350 cm de hauteur. Le registre médian n'a que la moitié de la hauteur du registre supérieur, et un tiers de la hauteur du registre inférieur. Il est purement ornemental. L'on y voit, à gauche et à droite, des frontons triangulaires, dont les rampants sont flanqués de génies, et qui arborent au centre une tête de chérubin joufflu au-dessus d'un collier d'ailes, et crachant des rinceaux végétaux. Le panneau central du registre médian montre un édicule rond devant un péristyle cantonné de deux consoles. De même, les tympans des deux lancettes affichent uniquement un décor architecturé de style Renaissance ; ici encore, le même motif apparaît à gauche et à droite. Les sept petits vitraux du tympan sont apparemment modernes, et devraient dater de 1880, date inscrite sur le cartouche du petit soufflet au sommet du tympan. On y voit deux anges adorateurs, des arrangements floraux, et le cartouche portant la date de 1880, déjà signalé.
On dit que la verrière est dédiée à la Vie de la Vierge, mais ce n'est vrai qu'en partie, car elle est recomposée, et dans les scènes de la Nativité du Christ (en bas à gauche) ; de l'Adoration des Mages (en bas au milieu) ; et de la Présentation de Jésus au Temple, c'est quand même l'avènement de Jésus-Christ qui importe avant tout. Il n'y a pas non plus l'Annonciation, la Visitation de la Vierge Marie, la Présentation de Marie au Temple, ni même l'Assomption, qui ne doivent en principe pas manquer dans une verrière illustrant la Vie de la Vierge. On trouve ici le Mariage de la Vierge (en haut à gauche) ; les Litanies de la Vierge (en haut au milieu), reconnaissable grâce aux nombreux symboles accompagnés de phylactères, qui mettent en avant les qualités religieuses de Marie, et Dieu le Père au tympan ; et le Couronnement de la Vierge par des anges (en haut à droite). Les panneaux des Litanies de la Vierge et du Couronnement de la Vierge ont en commun leur fond bleu, et la quasi-absence de décor d'arrière-plan, sauf deux chapiteaux et retombées d'arcades au-dessus de la dernière scène. On retrouve ces mêmes éléments sur le panneau du Mariage de la Vierge, à gauche, et puisque les tympans de ces deux panneaux sont également identiques, il faut conclure qu'ils proviennent de la même verrière. Le décor architecturé de la scène du Mariage de la Vierge comporte au milieu des éléments de réemploi (bouche-trou). Ce trait est partagé par les trois panneaux du registre inférieur. Sur le panneau de la Nativité, la représentation perspectivique de plusieurs arcades s'enchevêtrant paraît quelque peu surréaliste, et l'âne et le bœuf semblent déplacés dans ce contexte. Sur toute sa largeur, le registre inférieur se termine par une bordure d'une facture vulgaire. Les différents panneaux sont plus ou moins fortement restauré. Les vitraux des Litanies de la Vierge et du Couronnement de la Vierge paraissent être les plus authentiques et les plus homogènes à la fois. Sur les autres vitraux, Eugène Müller reconnaît des figures et des compositions dans le goût du peintre lombard Bernardino Luini (vers 1481-1532). Il parle d'une « œuvre exquise qui fait ressortir davantage la laideur de certains vitraux modernes »,.

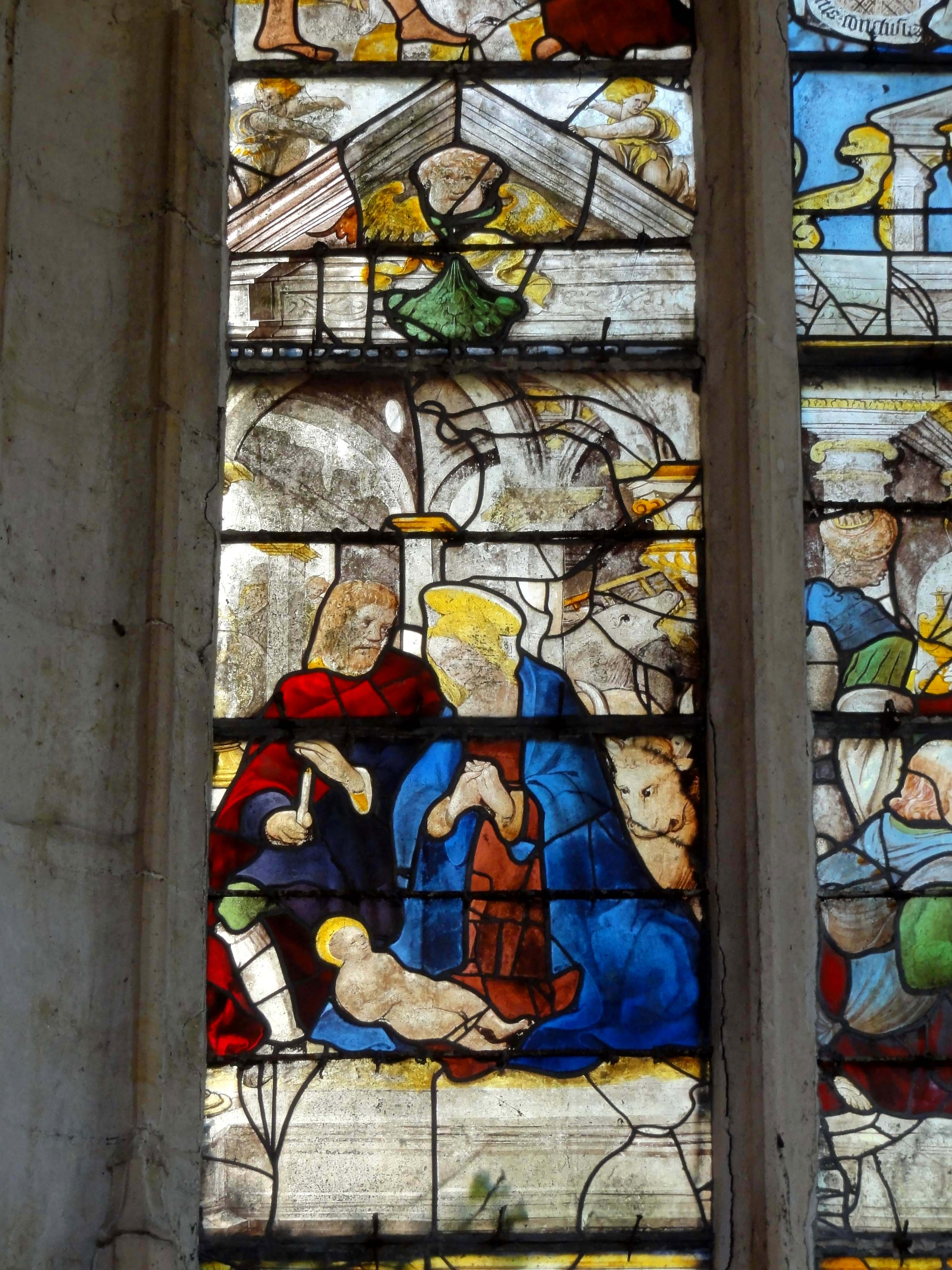
Nativité de Jésus.
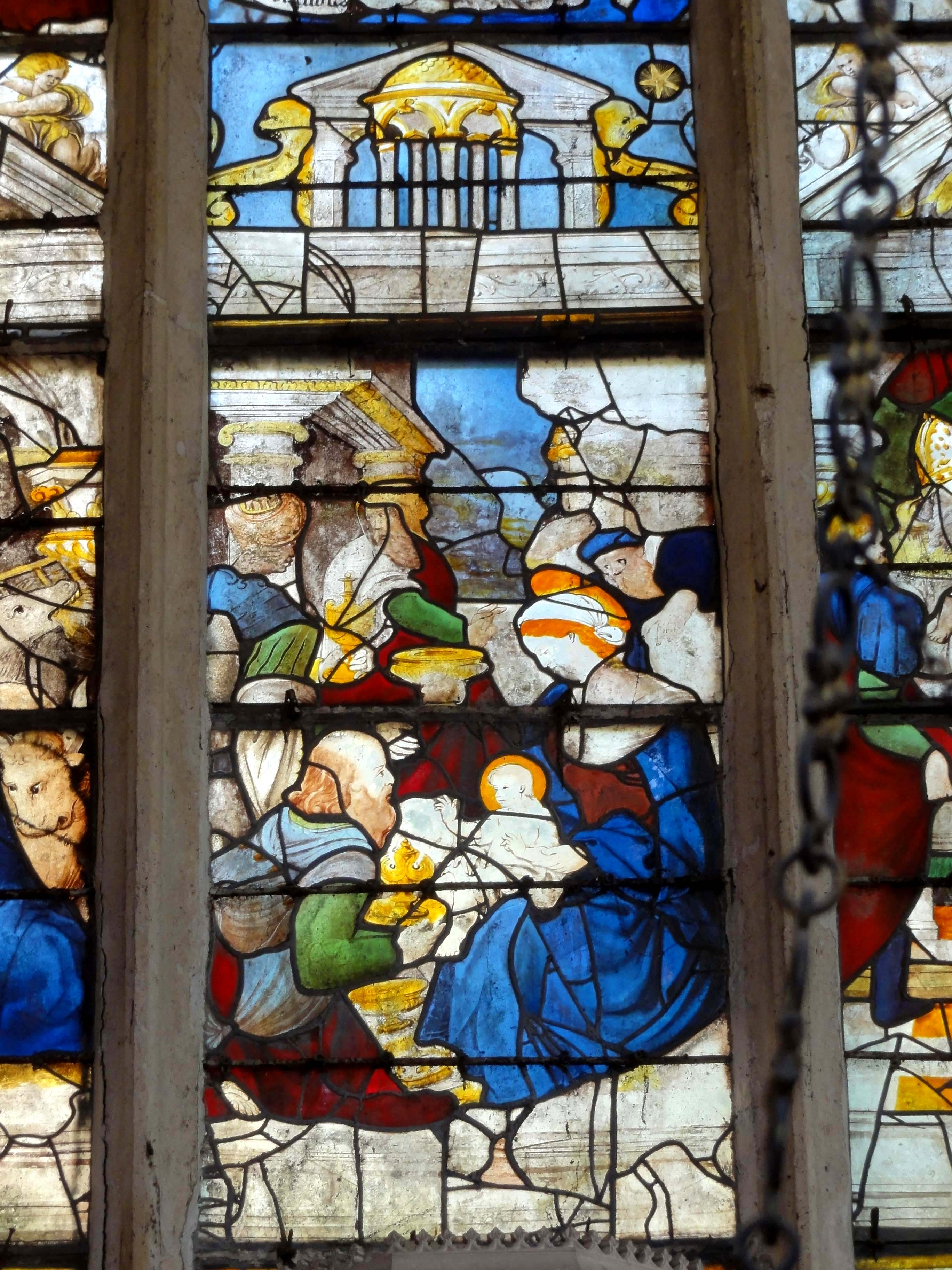
Adoration des Mages.
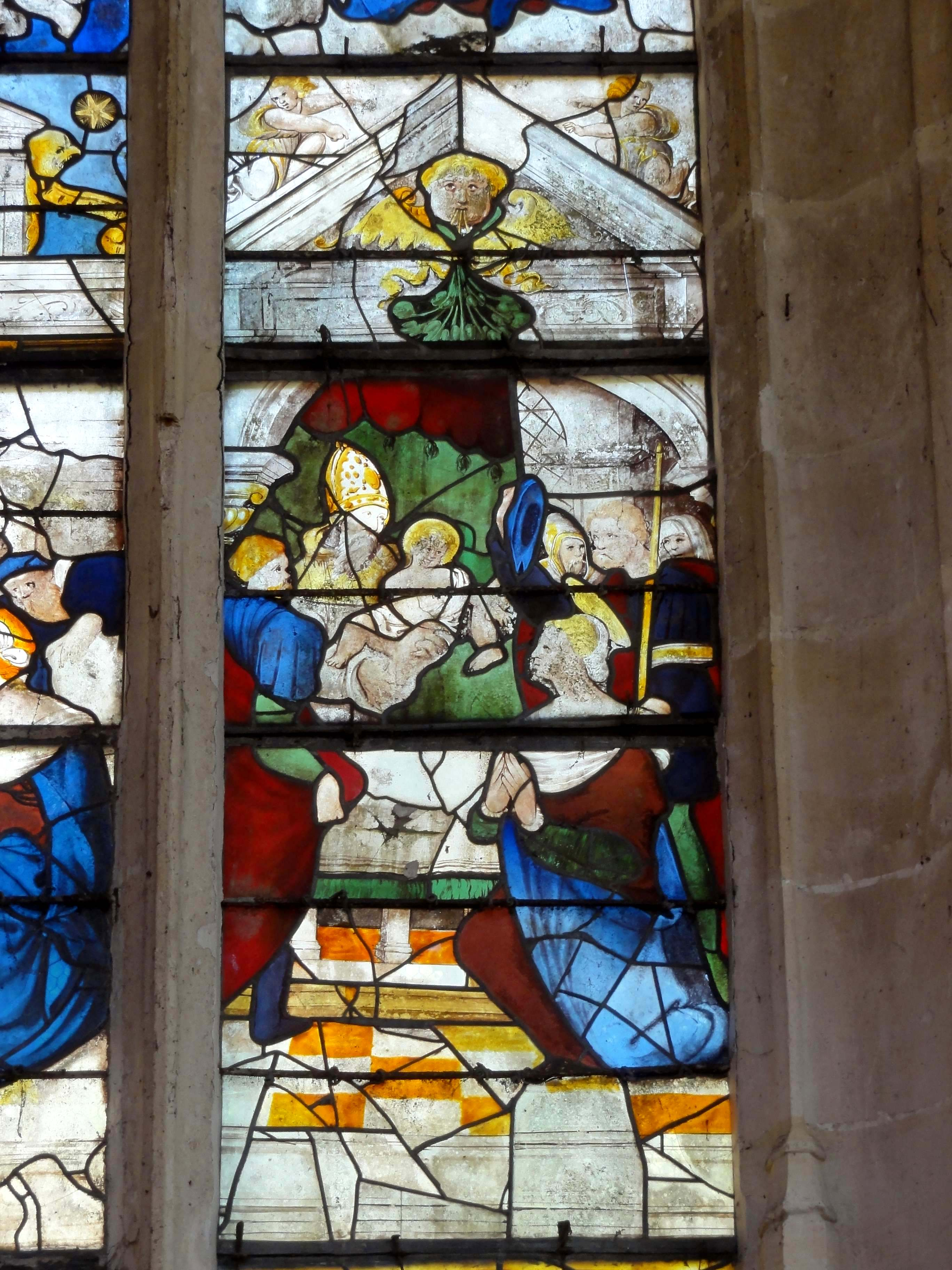
Présentation au Temple.
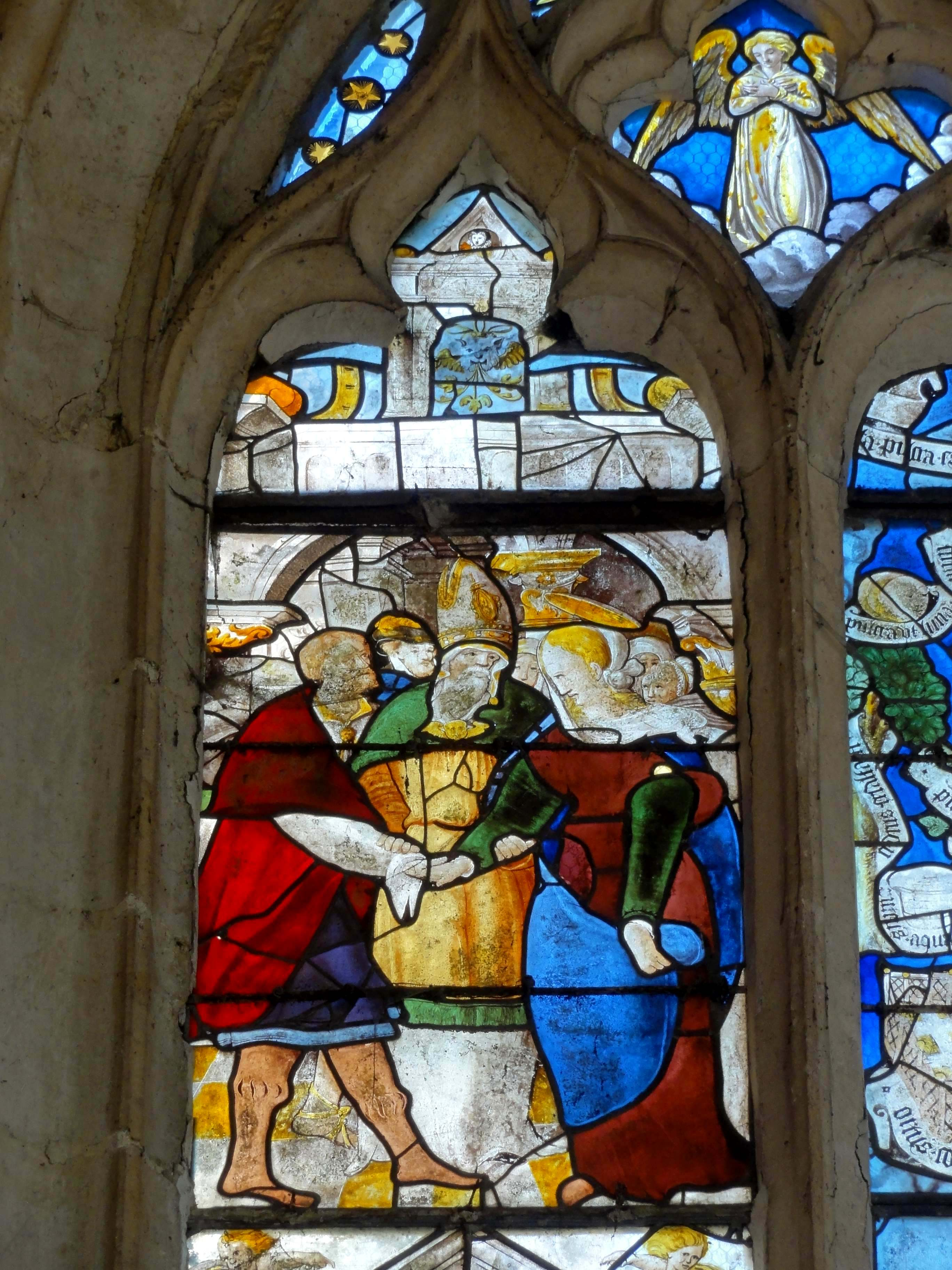
Mariage de la Vierge.
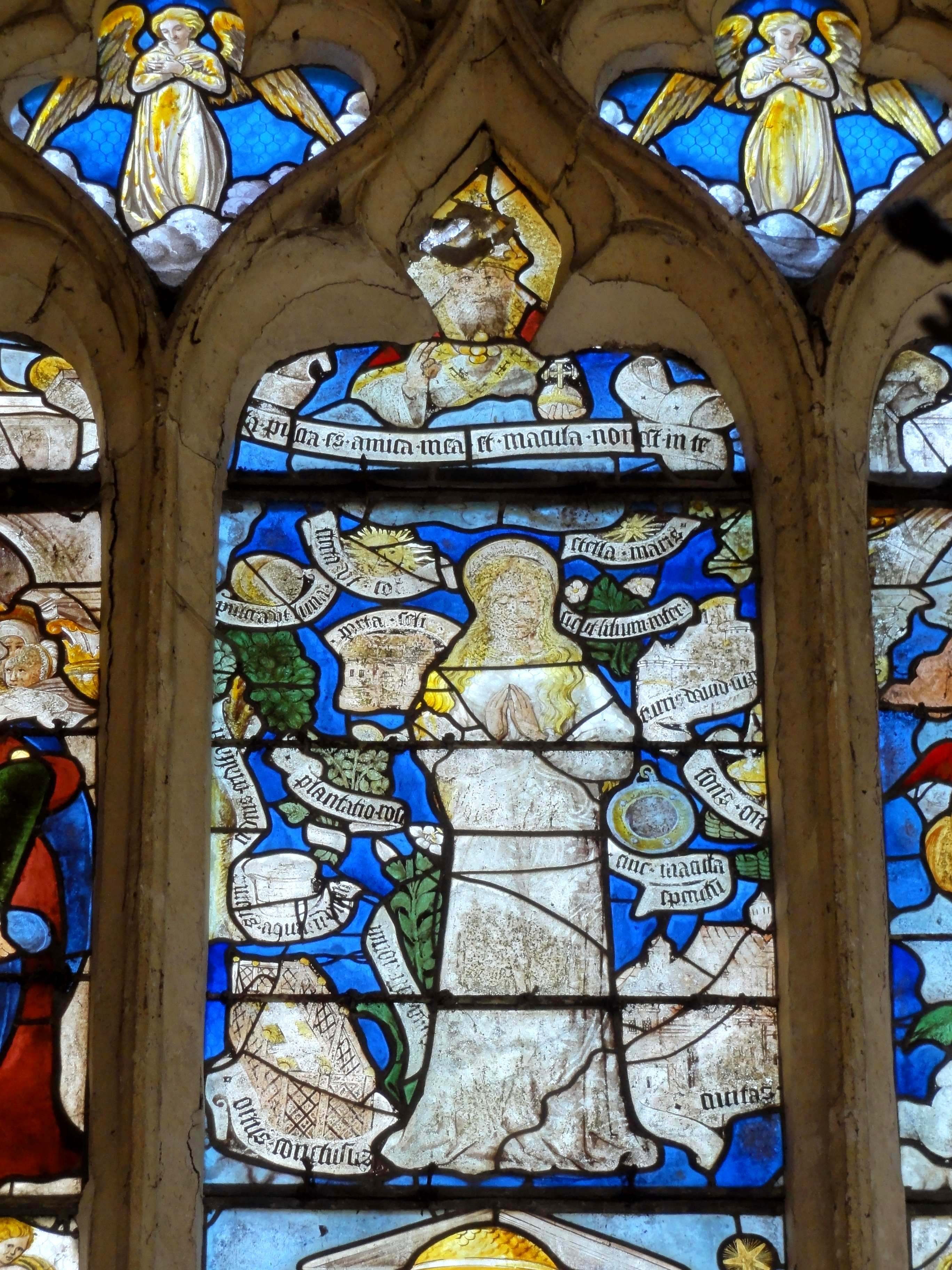
Litanies de la Vierge.
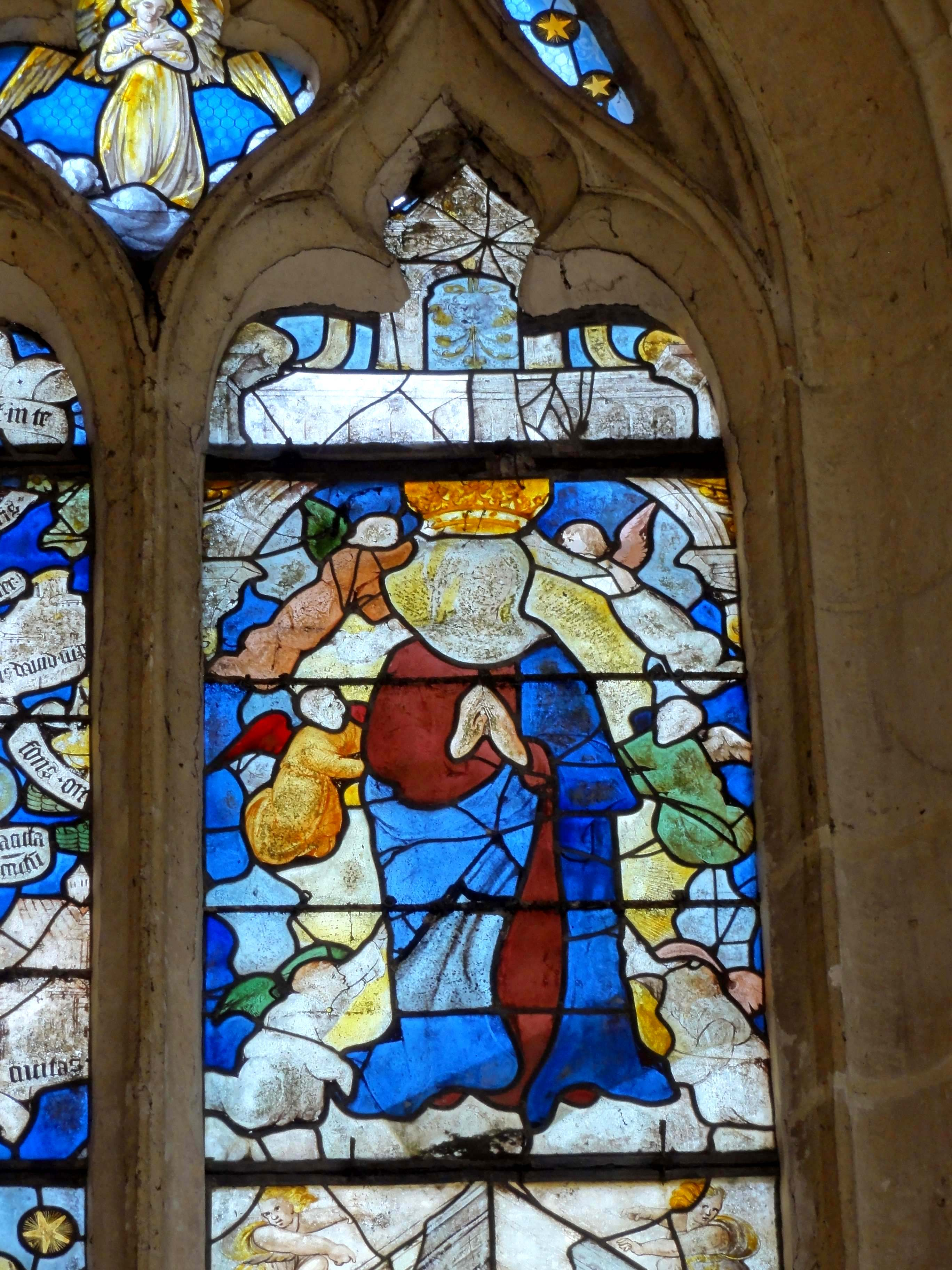
Couronnement de Marie.

### Mobilier liturgique et art religieux

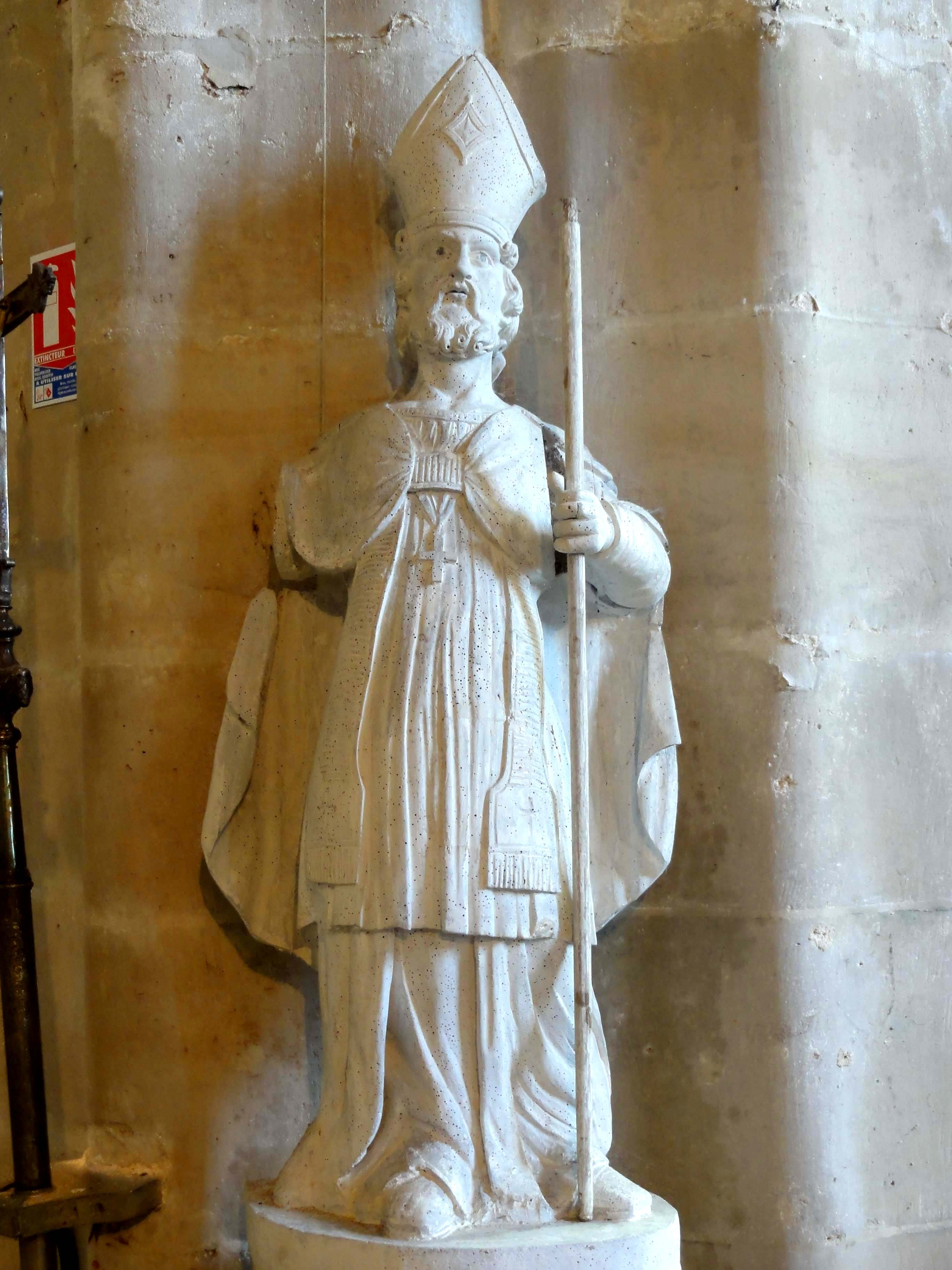
Statue de saint Remi de Reims, patron de l'église.

Parmi les objets du mobilier liturgique et les œuvres d'art, l'on peut notamment signaler :
- Le bénitier est une petite vasque ovale reposant sur un pied galbé, et affiche un style Renaissance également assez rustique. Une frise sous la forme de petites arcatures plaquées en plein cintre va tout autour de la vasque. Elles ne sont pas tout à fait régulières. La bordure prend la forme d'un gros tore.
- Les fonts baptismaux se présentent sous la forme d'une cuve baptismale à infusion, d'un style gothique flamboyant rustique. Ils sont taillés dans un bloc de pierre calcaire monolithique, de plan octogonal. La cuve repose directement sur le court socle. Sa bordure est moulurée, mais le décor sculpté est totalement absent.
- La statue en bois taillé de saint Rémi en tenue épiscopale, est en bois taillé badigeonné de blanc. Elle est de grandeur nature, et devrait dater du XVIe ou XVIIe siècle. Le bras droit manque, ainsi qu'un morceau au niveau de l'épaule gauche. Dans sa main gauche, le patron de l'église tient le bâton qui seul subsiste de sa crosse épiscopale. L'œuvre est entièrement rongée par la vermoulure, et se trouve dans un mauvais état général.
- Le tableau représentant le Christ en croix est peint à l'huile sur toile, et ne possède plus de cadre. La composition met en avant la solitude de Jésus face à la mort et son abandon par la plupart de ses proches : tandis que la nuit tombe, il se retrouve tout seul, et lève son regard vers le ciel, en attendant d'être délivré par son Père. Plus couramment, l'on voit la Vierge Marie, saint Jean, et parfois Marie-Madeleine qui se tiennent à côté de la croix.
- Le confessionnal d'un style baroque sobre se distingue par le plan galbé de son soubassement et des couvertures des deux loges latérales, ainsi que par son fronton formé par deux volutes affrontées, sous lesquelles une draperie est suspendue. Des feuillages se profilent au-dessus, et le couronnement est formé par un simple crucifix. La baie de la porte de la loge centrale est grillagée par huit balustres en bois tourné. La partie inférieure de la porte est décorée de panneaux à fenestrages, qui affichent au milieu un losange.
- Deux bas-reliefs sous la forme de médaillons dans des cadres en bois représentent l'Ecce homo et la Vierge de douleur. Dans l'église Saint-Aspais de Melun, six médaillons de la même facture représentent des Apôtres et pères de l'Église ; grâce à des inscriptions, ils sont datés du dernier quart du XVIIe siècle.

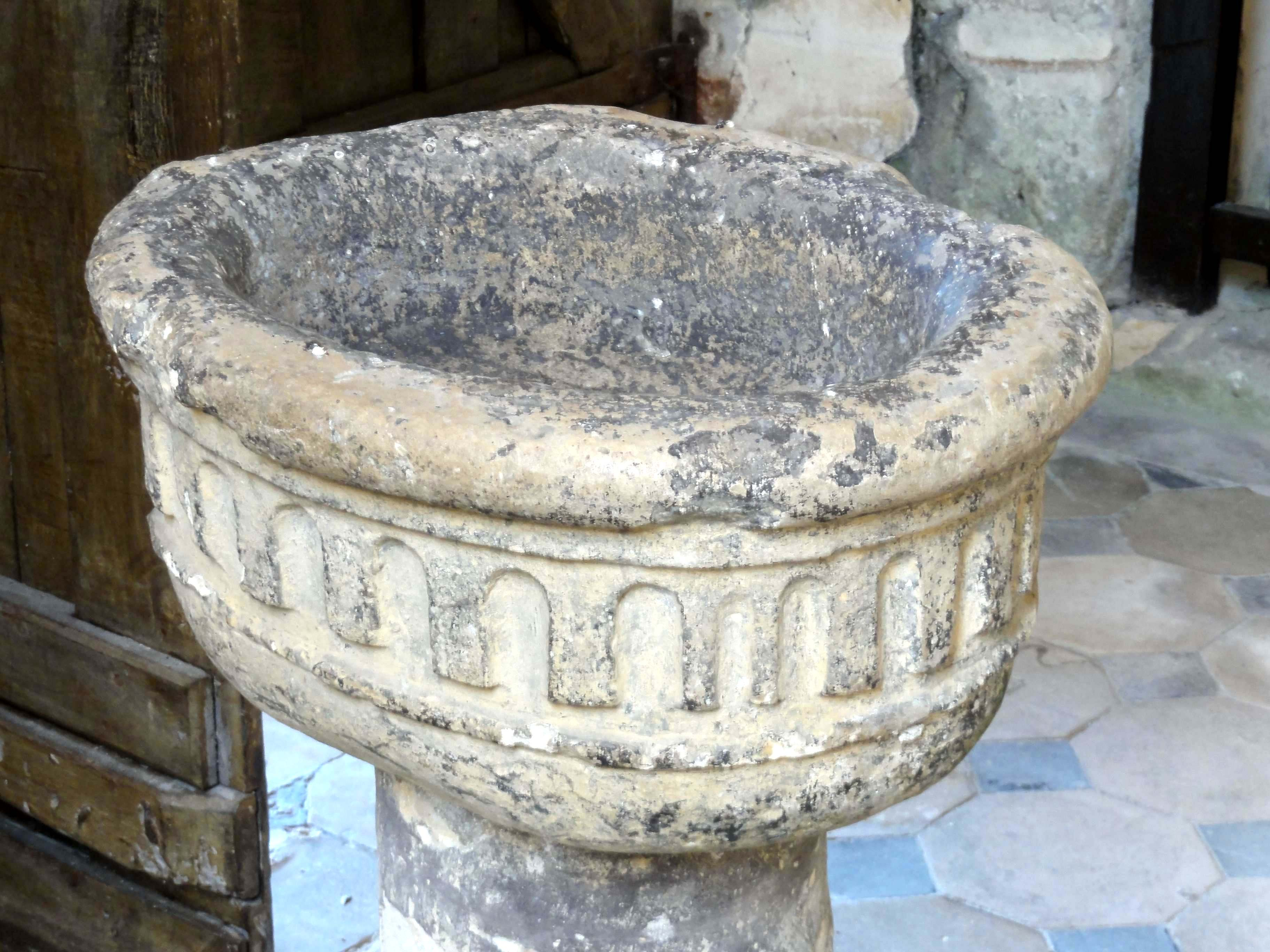
Bénitier.
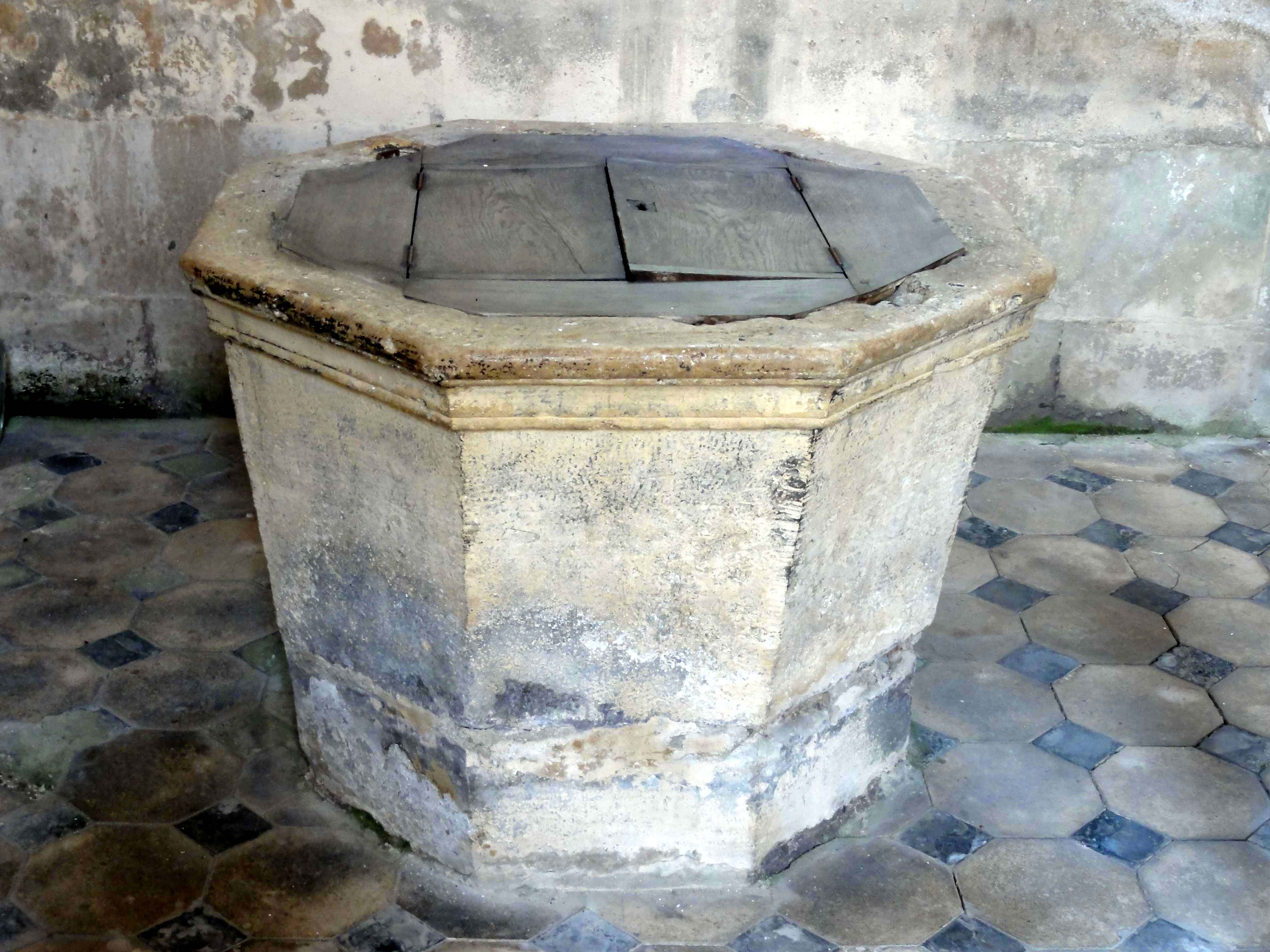
Fonts baptismaux.
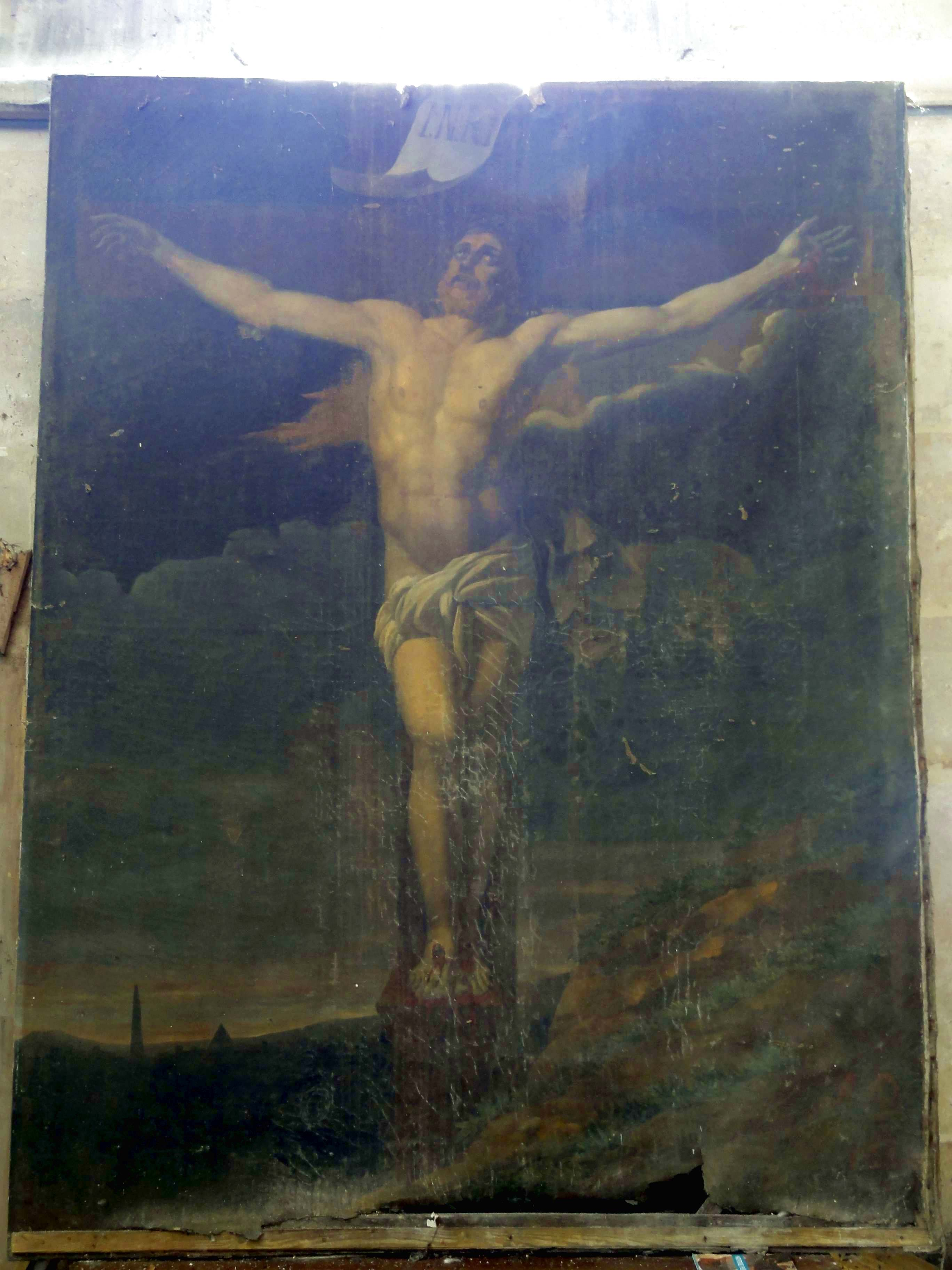
Christ en croix.
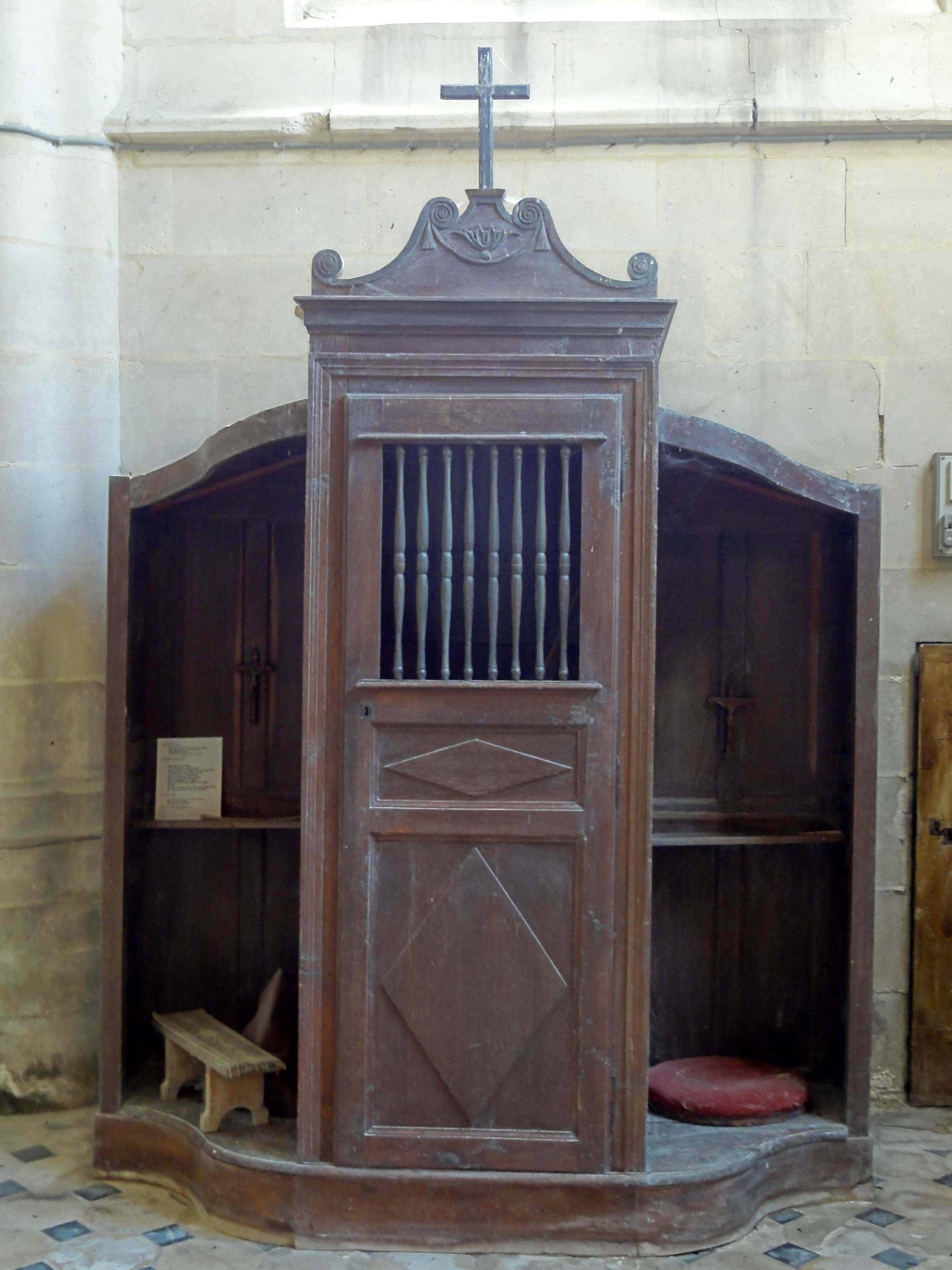
Confessionnal.
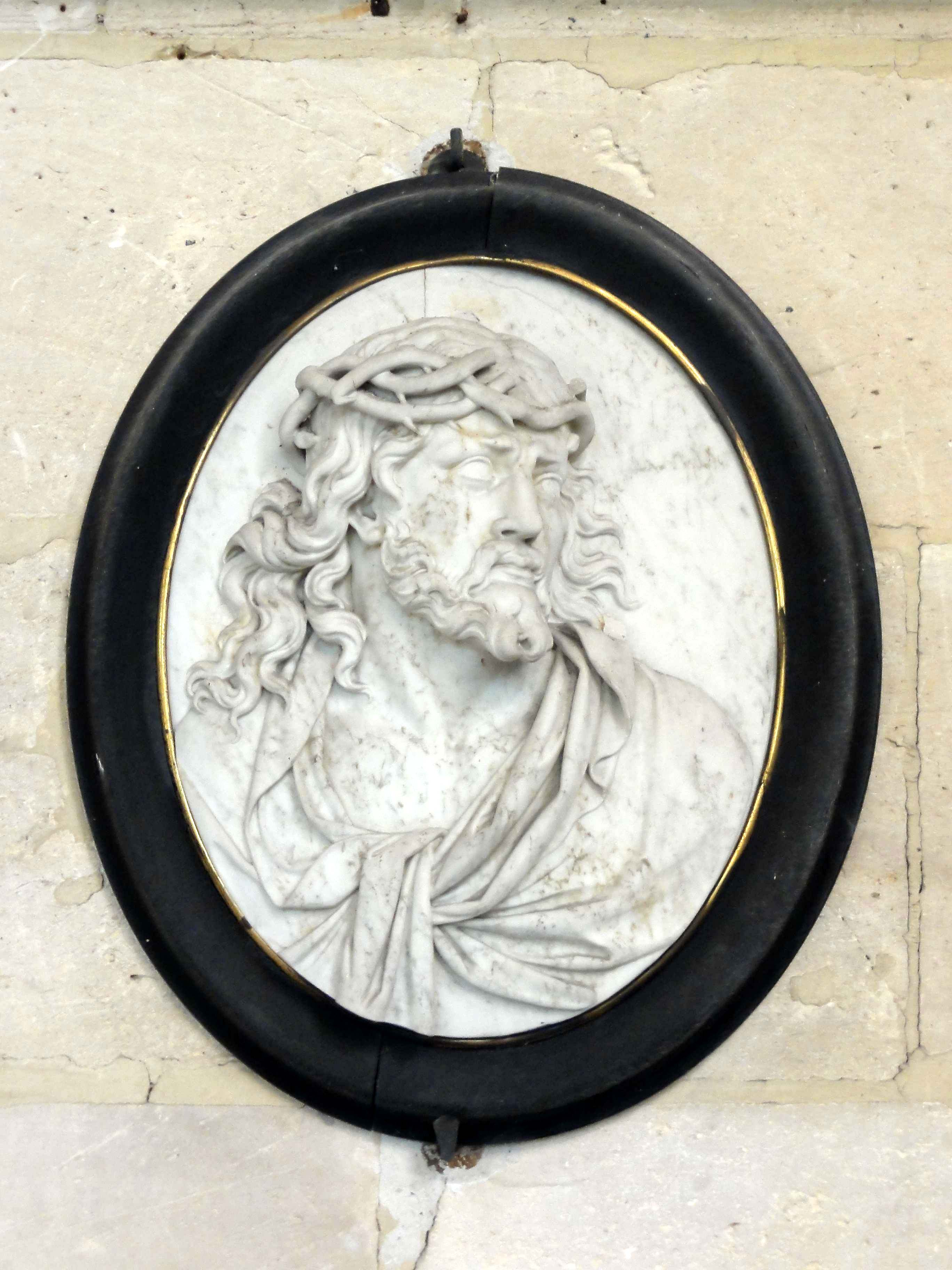
Médaillon - Ecce homo.
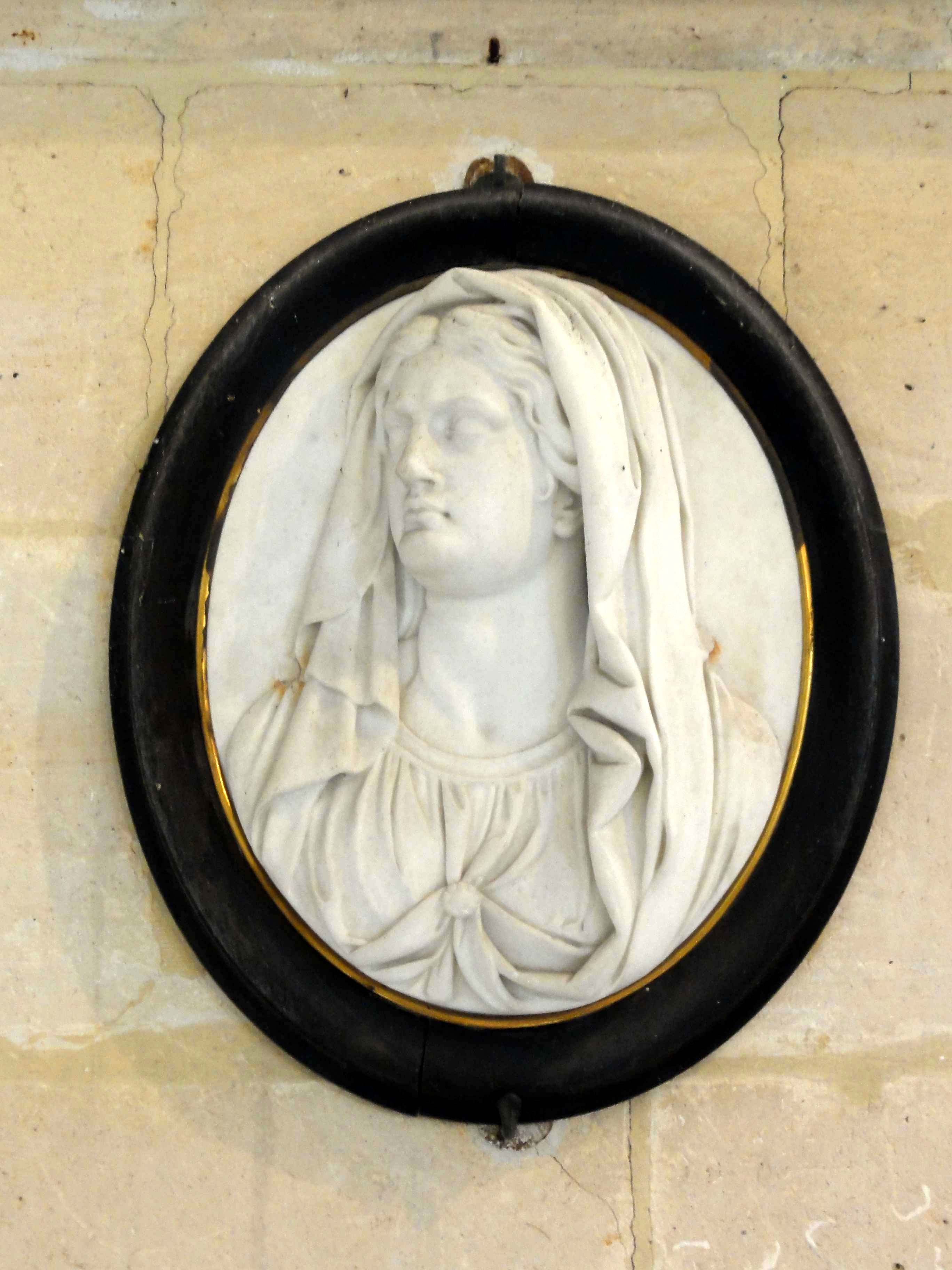
Médaillon - Mater Dolorosa.

### Dalles funéraires

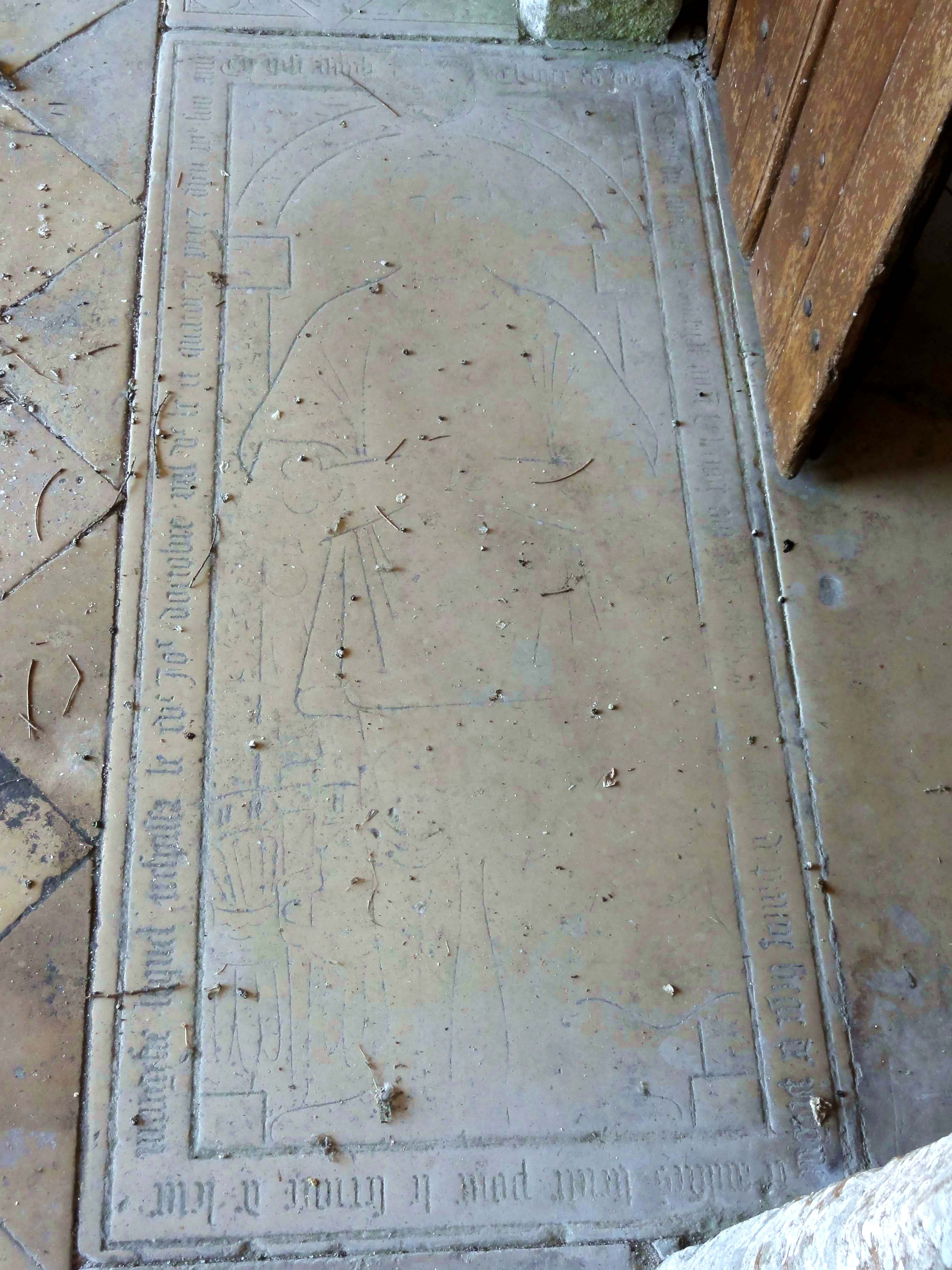
Dalle funéraire à effigie gravée d'Aloph Climer, 1574.

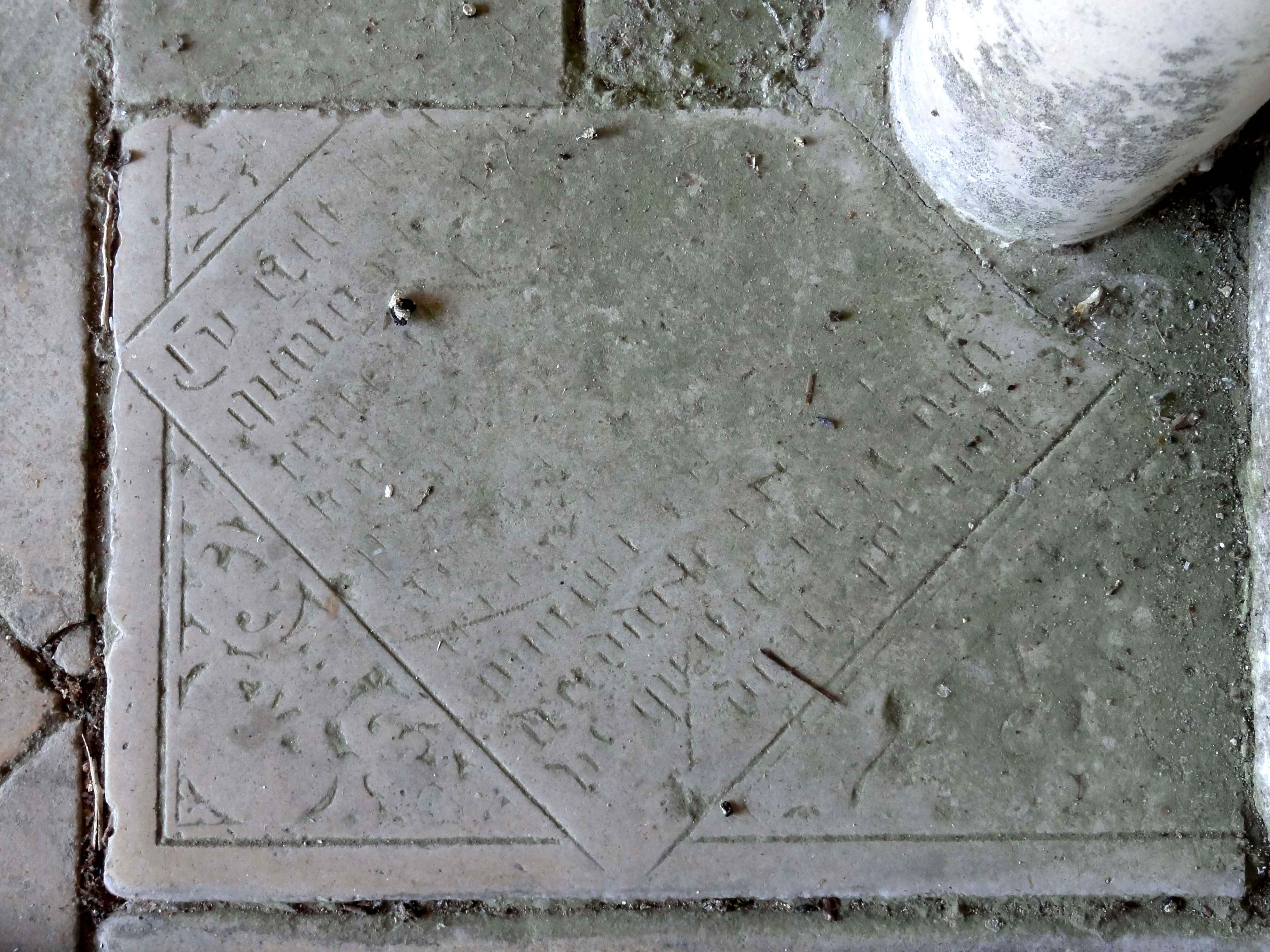
Plaque funéraire de 1580.

- La dalle funéraire à effigie gravée d'Aloph Climer, mort le 15 octobre 1574, est scellée dans le sol du porche, devant le portail. On y voit le défunt, de pied et en face, les mains jointes pour la prière, sous une arcature en plein cintre, qui comporte un écusson à la clé d'arc. Ses insignes héraldiques ont été martelés à la Révolution. Aloph Climer est vêtu d'une cotte, et ses jambes sont munies de genouillères. En bas à droite, l'on distingue à peine un heaume, et en bas à gauche, on peut deviner  une arbalète et une javelle de carreaux liés ensemble. Le dessin est d'une facture simple et épurée, mais certains détails se sont apparemment effacés par l'usure. L'épitaphe en caractères gothiques est portée sur la bordure, et commence en haut à gauche : « Cy gist Aloph Climer de son vivant cappitaine des cannoniers des rois …en la bataille de Pavye & siège de Peronne et aultres lieux pour le service de leur majesté lequel trépassa le XVe Jor d'octobre mil vc LX et quatorze. Priez dieu pour son âme »[10]. La dalle évoque le souvenir de ce militaire qui participa aux guerres d'Italie qui marquant le début du règne de François Ier. Selon l'inscription partiellement effacée, Aloph Climer s'illustre en tant que capitaine des canonniers à la bataille de Pavie (1525) et au siège de Péronne (Somme) (vers 1530). Il se bat sans doute aux côtés de François Ier et de Jean-François de Larocque, seigneur de Roberval, ce qui explique qu'il soit inhumé à Roberval.
- Une petite plaque funéraire initialement carrée, aujourd'hui incomplète, se trouve à gauche de la précédente. Elle est très usée. L'épitaphe est gravée en caractères gothiques dans un losange, placé diagonalement. L'on parvient juste à déchiffrer les mots « Cy gist… » et la date de « mil vc quatre et vingt » (1580). Les quatre écoinçons devaient tous comporter un décor gravé, mais à présent, seul le crâne en bas à gauche est reconnaissable.
- Une troisième plaque de la même époque sert de seuil au portail latéral du croisillon nord, à l'intérieur de l'église. Seul le mot de « Roberval » demeure lisible[14].